# France aux Jeux olympiques d'hiver de 2010
Vous lisez un « bon article » labellisé en 2017.
La France participe aux Jeux olympiques d'hiver de 2010 à Vancouver au Canada du 12 au 28 février 2010. Il s'agit de sa vingt-et-unième participation à des Jeux d'hiver. La délégation française est représentée par 108 athlètes. Le porte-drapeau du pays est le biathlète Vincent Defrasne lors de la cérémonie d'ouverture et Sandrine Bailly, également une biathlète, lors de la cérémonie de clôture.
La France remporte onze médailles au total, trois en or, deux en argent et six en bronze, terminant ainsi à la onzième place du classement des médailles.

## Préparation et objectifs
Le Comité national olympique et sportif français (CNOSF) prépare les Jeux olympiques de Vancouver dès 2009, en organisant un stage réunissant les membres de l'équipe de France olympique d'hiver pendant quatre jours, du 27 au 29 mai, à Cargèse. Pour participer aux Jeux, les athlètes doivent atteindre les critères de sélections établis par les fédérations internationales, en accord avec le Comité international olympique (CIO), ainsi que des critères plus relevés, définis par la Commission Nationale du Sport de Haut Niveau (CNSHN). Alain Méthiaz, président de la Fédération française de ski (FFS) et chef de mission de la délégation française, annonce avant l'ouverture des Jeux que l'objectif de l'équipe de France est de battre le record de onze médailles obtenu lors des Jeux de Salt Lake City 2002,. Denis Masseglia, président du CNOSF, confirme que l'objectif est de remporter une dizaine de médailles, tout en précisant que l'équipe de France « a des chances partout et dans toutes les disciplines plusieurs athlètes capables de bien figurer ».

## Délégation

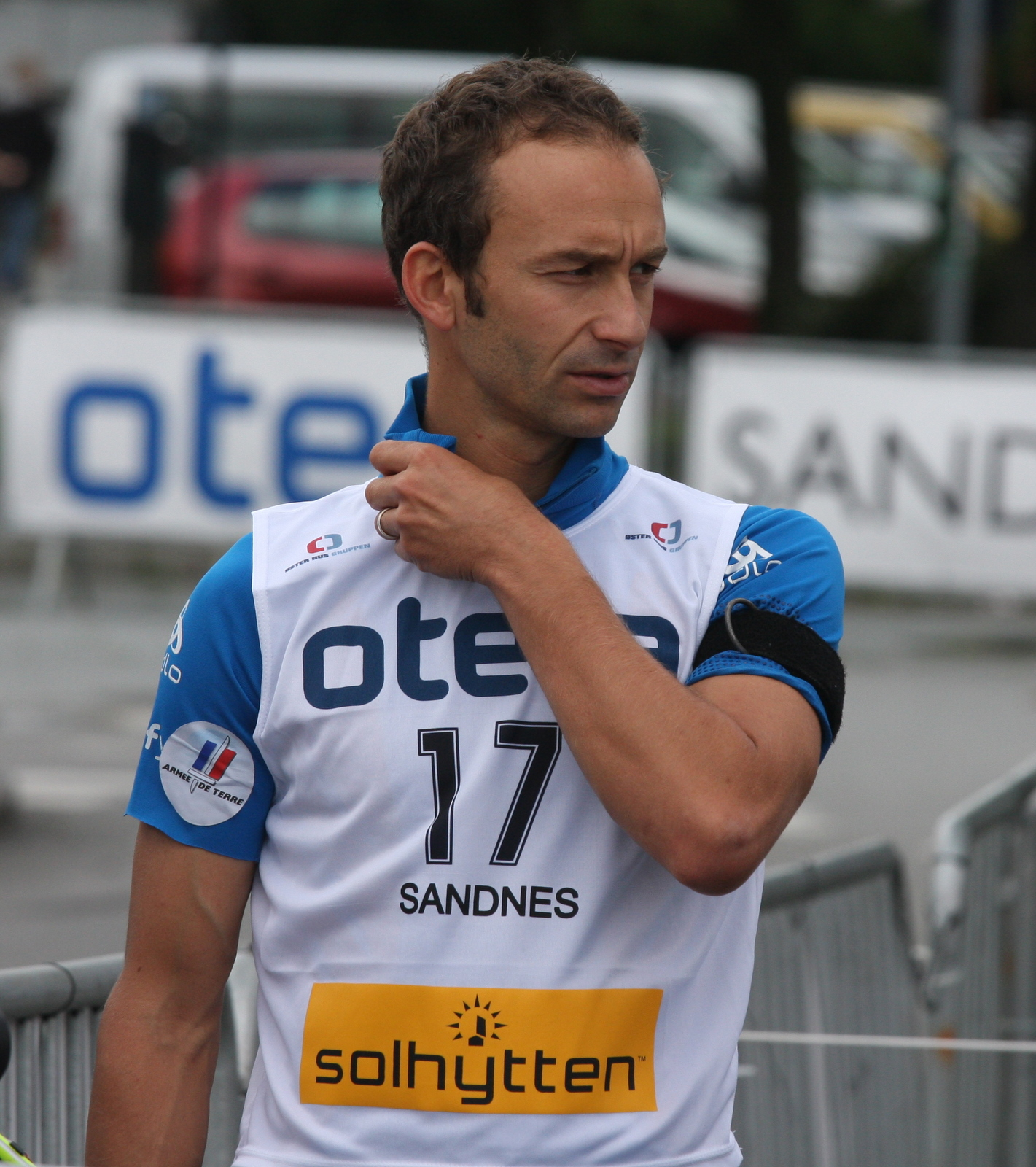
Vincent Defrasne, porte-drapeau lors de la cérémonie d'ouverture, est l'un des cinq médaillés olympiques membres de l'équipe de France pour ces Jeux.

Le CNOSF sélectionne une délégation de 108 athlètes, 69 hommes et 39 femmes, qui participent à 13 des 15 sports présents aux Jeux,. La France est absente uniquement dans les épreuves de hockey sur glace et de bobsleigh. Les participants se répartissent en 24 athlètes pour les sports de glace et 84 pour les sports de neige. Les sports dans lesquels les Français sont les plus nombreux sont le ski alpin, avec 22 athlètes, et le snowboard, avec 18 représentants. Les athlètes français sont ainsi plus nombreux qu'à Turin en 2006, où la délégation comptait 89 athlètes.
Cinq médaillés olympiques font partie de l'équipe de France : les biathlètes Vincent Defrasne, champion olympique à Turin en 2006, Sylvie Becaert et Sandrine Bailly, médaillées dans le relais féminin la même année, le fondeur Roddy Darragon et le snowboardeur Paul-Henri de Le Rue, respectivement médaillés d'argent en sprint et de bronze en snowboard cross, également en 2006. Le sauteur à ski Alexandre Mabboux, âgé de 18 ans, est l'athlète le plus jeune de la délégation, tandis que le curleur Jan Henri Ducroz, qui a 38 ans, est le plus âgé.
Le tableau suivant montre le nombre d'athlètes français dans chaque discipline, :
| Sport               | Hommes | Femmes | Total |
| ------------------- | ------ | ------ | ----- |
| Biathlon            | 6      | 5      | 11    |
| Combiné nordique    | 5      | 0      | 5     |
| Curling             | 5      | 0      | 5     |
| Luge                | 1      | 0      | 1     |
| Patinage artistique | 5      | 3      | 8     |
| Patinage de vitesse | 2      | 0      | 2     |
| Saut à ski          | 4      | 0      | 4     |
| Short-track         | 5      | 2      | 7     |
| Skeleton            | 1      | 0      | 1     |
| Ski acrobatique     | 8      | 3      | 11    |
| Ski alpin           | 10     | 12     | 22    |
| Ski de fond         | 7      | 6      | 13    |
| Snowboard           | 10     | 8      | 18    |
| Total               | 69     | 39     | 108   |

## Vie au village olympique
En raison de l'éloignement des deux pôles de compétition, l'équipe de France olympique dispose de deux « Clubs France », l'un à Vancouver et l'autre à Whistler,.
Le 15 février est présenté aux médias internationaux le projet de candidature de la ville d'Annecy pour l'accueil des Jeux olympiques d'hiver de 2018. Edgar Grospiron, directeur général de la candidature, Denis Masseglia, président du CNOSF, Roselyne Bachelot, ministre de la santé et des sports, Jean-Luc Rigaut, maire de la ville ainsi que les médaillés olympiques Florence Masnada et Gwendal Peizerat sont les six représentants de l'équipe d'Annecy 2018.

## Cérémonies d'ouverture et de clôture

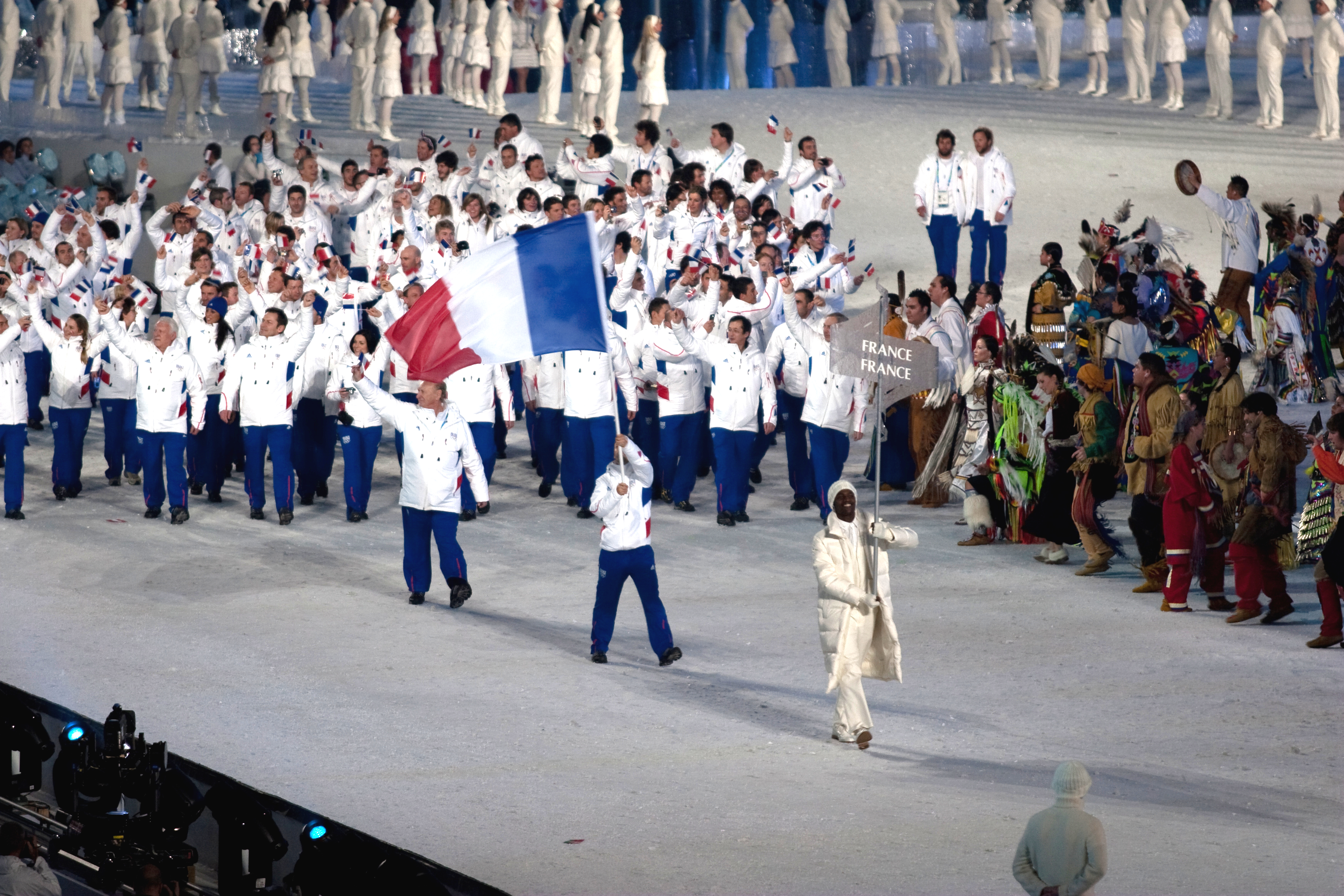
Entrée de la délégation française lors de la cérémonie d'ouverture.

Comme cela est de coutume, la Grèce, berceau des Jeux olympiques et qui accueillit les premiers Jeux de l'ère moderne en 1896, ouvre le défilé des nations. Le Canada, qui est le pays hôte, ferme la marche, tandis que les autres nations défilent par ordre alphabétique. La France est la 29e des 82 délégations à entrer dans le BC Place Stadium de Vancouver au cours du défilé des nations durant la cérémonie d'ouverture, après la Macédoine et avant la Géorgie. Cette cérémonie est dédiée au lugeur géorgien Nodar Kumaritashvili, mort la veille après une sortie de piste durant un entraînement. Le porte-drapeau du pays est le biathlète Vincent Defrasne, sergent-chef à l'École militaire de haute montagne de Chamonix et champion olympique de l'épreuve de poursuite lors des Jeux de Turin en 2006.
La cérémonie de clôture a lieu également au BC Place Stadium. Les porte-drapeaux des différentes délégations entrent ensemble dans le stade olympique et forment un cercle autour du chaudron abritant la flamme olympique. Le drapeau de la France est alors porté par Sandrine Bailly, une autre biathlète,, qui était pressentie pour être nommée porte-drapeau lors de la cérémonie d'ouverture, mais n'avait pu remplir ce rôle car elle participait à sa première épreuve dans ces Jeux dès le lendemain,.

## Bilan général
| Place | Sport            | Médaille d'or, Jeux olympiques | Médaille d'argent, Jeux olympiques | Médaille de bronze, Jeux olympiques | Total |
| ----- | ---------------- | ------------------------------ | ---------------------------------- | ----------------------------------- | ----- |
| 1     | Biathlon         | 2                              | 1                                  | 3                                   | 6     |
| 2     | Combiné nordique | 1                              | 0                                  | 0                                   | 1     |
| 3     | Snowboard        | 0                              | 1                                  | 2                                   | 3     |
| 4     | Ski acrobatique  | 0                              | 0                                  | 1                                   | 1     |
|       | Total            | 3                              | 2                                  | 6                                   | 11    |

## Médailles
| Sport                   | Discipline                       | Athlète(s)                                                    | Performance      | Date            |
| Médailles d'or : 3      |                                  |                                                               |                  |                 |
| Biathlon                | Sprint 10 km hommes              | Vincent Jay                                                   | 24 min 7 s 8     | 14 février 2010 |
| Combiné nordique        | Petit tremplin - Gundersen 10 km | Jason Lamy-Chappuis                                           | 25 min 41 s 1    | 14 février 2010 |
| Biathlon                | Départ groupé 15 km hommes       | Martin Fourcade                                               | 35 min 46 s 2    | 21 février 2010 |
| Médailles d'argent : 2  |                                  |                                                               |                  |                 |
| Biathlon                | Relais 4 × 6 km femmes           | Sandrine Bailly Sylvie Becaert Marie-Laure Brunet Marie Dorin | 1 h 10 min 9 s 1 | 23 février 2010 |
| Snowboard               | Cross femmes                     | Déborah Anthonioz                                             | [ 22 ]           | 16 février 2010 |
| Médailles de bronze : 6 |                                  |                                                               |                  |                 |
| Biathlon                | Sprint 7,5 km femmes             | Marie Dorin                                                   | 20 min 6 s 5     | 13 février 2010 |
| Biathlon                | Poursuite 10 km femmes           | Marie-Laure Brunet                                            | 30 min 44 s 3    | 16 février 2010 |
| Biathlon                | Poursuite 12,5 km hommes         | Vincent Jay                                                   | 34 min 6 s 6     | 16 février 2010 |
| Ski acrobatique         | Ski cross femmes                 | Marion Josserand                                              | [ 22 ]           | 23 février 2010 |
| Snowboard               | Cross hommes                     | Tony Ramoin                                                   | [ 22 ]           | 15 février 2010 |
| Snowboard               | Géant parallèle hommes           | Mathieu Bozzetto                                              | [ 22 ]           | 27 février 2010 |

## Sports
Toutes les vidéos externes présentées proviennent du compte YouTube officiel des Jeux olympiques d'hiver de 2010, rediffusant l'intégralité des épreuves.

### Biathlon

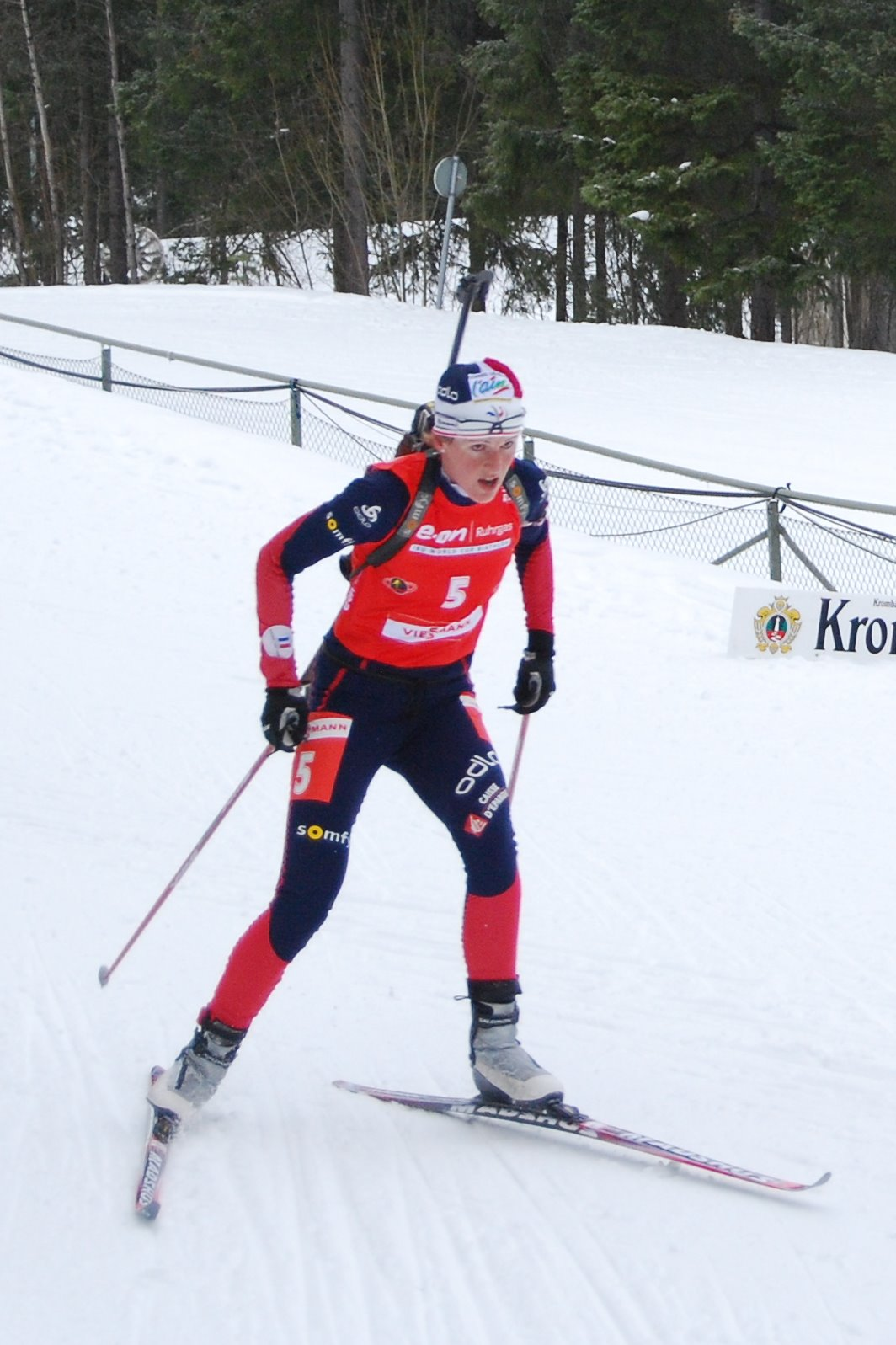
Sandrine Bailly, ici à Östersund en 2008, participe à ses troisièmes Jeux olympiques d'hiver.

Huit biathlètes français sont sélectionnés pour les Jeux de Vancouver, dont quatre hommes et quatre femmes. Porte-drapeau de la délégation, Vincent Defrasne a remporté la médaille d'or dans l'épreuve de poursuite à Turin en 2006, ainsi que la médaille de bronze dans le relais lors des Jeux de Salt Lake City 2002 et de Turin 2006. Il est également plusieurs fois médaillé lors des championnats du monde. Vincent Defrasne estime que le fait d'être désigné porte-drapeau l'aidera à atteindre ses objectifs : « Avoir une telle responsabilité va donner du sens à mes Jeux. C'est comme cela que je serai fort, conquérant et volontaire ». Il est accompagné chez les hommes par le Savoyard Vincent Jay, qui participe à ses premiers Jeux, et par les frères Simon et Martin Fourcade, originaires des Pyrénées-Orientales. À 25 ans, Simon Fourcade participe à ses deuxièmes Jeux olympiques d'hiver après avoir pris la 31e place du 20 km en 2006. Il est le leader du classement général de la Coupe du monde de biathlon avant l'ouverture de ces Jeux. Son cadet (21 ans) dispute ses premiers Jeux. Âgé de 24 ans, Vincent Jay compte une victoire en Coupe du monde, remportée à Vancouver en 2009 dans le 20 km après avoir réalisé un sans faute au tir sur le même parcours que celui emprunté lors des Jeux d'hiver 2010.
Chez les femmes, Sandrine Bailly et Sylvie Becaert disputent leurs troisièmes Jeux d'hiver consécutifs,. Âgée de 30 ans, Sandrine Bailly est l'une des athlètes françaises les plus titrées. Elle a remporté la médaille de bronze avec le relais féminin lors des Jeux de Turin. Championne du monde de l'épreuve de poursuite en 2003 à Khanty-Mansiïsk, elle a également remporté la médaille de bronze de la mass start lors de ces mêmes championnats ainsi qu'en 2004 à Oberhof, et plusieurs autres médailles mondiales dans les épreuves de relais et de relais mixte entre 2006 et 2009. Vainqueur du classement général de la Coupe du monde en 2005, elle compte vingt victoires dans sa carrière et vise un podium à Vancouver, estimant « être capable de rivaliser avec les meilleures ». Âgées respectivement de 23 ans et 21 ans, la Lyonnaise Marie Dorin et la Pyrénéenne Marie-Laure Brunet, compagne de Vincent Jay, participent à leurs premiers Jeux olympiques, mais possèdent déjà une expérience internationale en étant elles aussi médaillées mondiales sur les épreuves de relais,.

#### Qualification
Deux cent vingt places sont attribuables pour les épreuves de biathlon aux Jeux de Vancouver, dont 113 pour les hommes et 107 pour les femmes. Le nombre de participants sur les épreuves individuelles et le sprint ne peut dépasser 88 athlètes chez les hommes et 87 chez les femmes. Le nombre maximum de participants se réduit à 60 hommes et 60 femmes en poursuite et seulement 30 athlètes pour les épreuves masculine et féminine avec départ groupé, aussi appelées mass start. Chaque nation ne peut aligner plus de quatre athlètes par épreuve. La période de qualification s'étale des Jeux olympiques de Turin en 2006 à la dernière épreuve de Coupe du monde précédant les Jeux de Vancouver, le 24 janvier 2010 à Antholz-Anterselva en Italie. Les places de qualification sont attribuées à chaque délégation sur la base des résultats des compétitions individuelles, de sprint, de poursuite et départ groupé du classement des points de l'Union internationale de biathlon (IBU) aux championnats du monde 2008 à Östersund et 2009 à Pyeongchang. La Fédération française de ski sélectionne ensuite les athlètes participants en fonction des résultats obtenus sur les compétitions de référence des saisons 2008-2009 et 2009-2010 en Coupe du monde, aux Championnats du monde, voire en Coupe d'Europe, ainsi que sur la capacité des sportifs retenus à participer à la performance collective de l'équipe de France Olympique et leur état de forme physique et psychologique à la date de sélection,. Outre sa médaille de bronze acquise dans le relais féminin à Turin en compagnie de Sandrine Bailly, la Lilloise Sylvie Becaert a notamment remporté l'épreuve de sprint des championnats du monde en 2003.

#### Résultats

##### Hommes

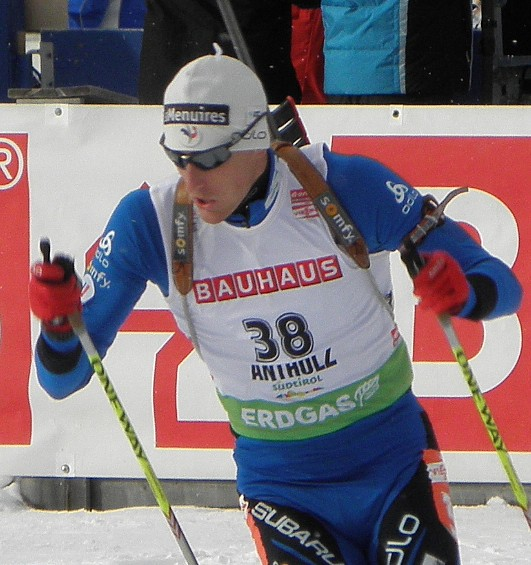
Vincent Jay décroche la médaille d'or dans le sprint masculin.

Les épreuves masculines de biathlon débutent avec le sprint le dimanche 14 février. Alors qu'il s'élance avec le dossard no 6, dans des conditions météorologiques avantageuses,, Vincent Jay réalise un sans faute au tir, qui lui permet de s'emparer du meilleur temps provisoire avec 24 min 7 s 8. Aucun des 82 concurrents qui le suivent ne parvient à faire mieux et Vincent Jay apporte alors à la France sa première médaille d'or lors de ces Jeux,. C'est la deuxième victoire dans la carrière de Vincent Jay, la première ayant été remportée au même endroit, dans le Parc olympique de Whistler. Les autres Français se classent plus loin : Martin Fourcade est 35e à 2 min 17 s 8, avec trois erreurs au tir, Vincent Defrasne 53e à plus de trois minutes et Simon Fourcade, leader de la Coupe du monde de biathlon avant l'ouverture des Jeux, seulement 71e et très déçu de sa performance : « Je suis super content pour Vincent. Il bosse beaucoup. C'est bien que tout le monde ne soit pas planté comme moi ».
| Athlète          | Épreuve      | Temps final   | Retard       | Rang |
| ---------------- | ------------ | ------------- | ------------ | ---- |
| Vincent Jay      | Sprint 10 km | 24 min 7 s 8  | –            | 1er  |
| Martin Fourcade  | Sprint 10 km | 26 min 25 s 6 | 2 min 17 s 8 | 34e  |
| Vincent Defrasne | Sprint 10 km | 27 min 14 s 6 | 3 min 6 s 8  | 52e  |
| Simon Fourcade   | Sprint 10 km | 27 min 53 s   | 3 min 45 s 2 | 70e  |

Deux jours plus tard a lieu l'épreuve de la poursuite. L'ordre de départ correspond au classement final de l'épreuve de sprint, les écarts à l'arrivée de cette dernière étant conservés pour fixer les écarts de temps au départ de la poursuite. Simon Fourcade n'est pas qualifié pour l'épreuve, n'ayant pas réussi à se classer parmi les soixante premiers du sprint. Alors qu'il a décroché la médaille d'or deux jours plus tôt, Vincent Jay est le premier concurrent à s'élancer. Il commet une erreur sur chacun des deux derniers tirs debout, ce qui lui vaut d'être rattrapé par le Suédois Björn Ferry et l'Autrichien Christoph Sumann. Vincent Jay réussit néanmoins à conserver quelques secondes d'avance sur un autre Autrichien, Simon Eder, et décroche ainsi la médaille de bronze. Il se montre néanmoins satisfait de sa course : « C'était la première fois que ça m'arrivait de partir en tête sur une poursuite. Je suis assez content de moi, même si mon ski n'était pas aussi bon que dimanche. J'étais assez fatigué, mais je suis resté concentré sur le tir, surtout sur les deux premiers. Une médaille de bronze, je suis vraiment content. » En réalisant un sans faute au tir, Vincent Defrasne progresse jusqu'au 22e rang final, à 1 min 57 s du champion olympique suédois Björn Ferry. Avec cinq erreurs au tir, Martin Fourcade se classe quant à lui 34e.
| Athlète          | Épreuve           | Retard       | Rang |
| ---------------- | ----------------- | ------------ | ---- |
| Vincent Jay      | Poursuite 12,5 km | 28 s 2       | 3e   |
| Vincent Defrasne | Poursuite 12,5 km | 1 min 57 s 2 | 21e  |
| Martin Fourcade  | Poursuite 12,5 km | 2 min 50 s   | 33e  |

Lors de l'épreuve de l'individuel sur 20 km disputée le 18 février, Martin Fourcade est le meilleur Français. Il se classe 14e de l'épreuve malgré trois erreurs au tir, à 2 min 32 s 9 du champion olympique norvégien Emil Hegle Svendsen. Premier Français à s'élancer, avec le dossard no 40, Vincent Defrasne prend la 26e place à 3 min 52 s 4 de Svendsen, en commettant lui aussi trois erreurs au tir. Simon Fourcade est 40e avec quatre erreurs, à 4 min 43 s du Norvégien, et Vincent Jay seulement 60e à plus de six minutes. Le directeur de l'équipe de France de biathlon Christian Dumont met en cause le manque de fraîcheur physique de ses athlètes pour expliquer ce résultat : « La fatigue commence à se faire sentir. Les sollicitations, le rythme d'une course tous les deux jours, cela commence à user les organismes ».
| Athlète          | Épreuve          | Temps final   | Retard       | Rang |
| ---------------- | ---------------- | ------------- | ------------ | ---- |
| Martin Fourcade  | Individuel 20 km | 50 min 55 s 4 | 2 min 32 s 9 | 13e  |
| Vincent Defrasne | Individuel 20 km | 52 min 14 s 9 | 3 min 52 s 4 | 25e  |
| Simon Fourcade   | Individuel 20 km | 53 min 6 s 2  | 4 min 43 s 7 | 39e  |
| Vincent Jay      | Individuel 20 km | 54 min 37 s 5 | 6 min 15 s   | 59e  |

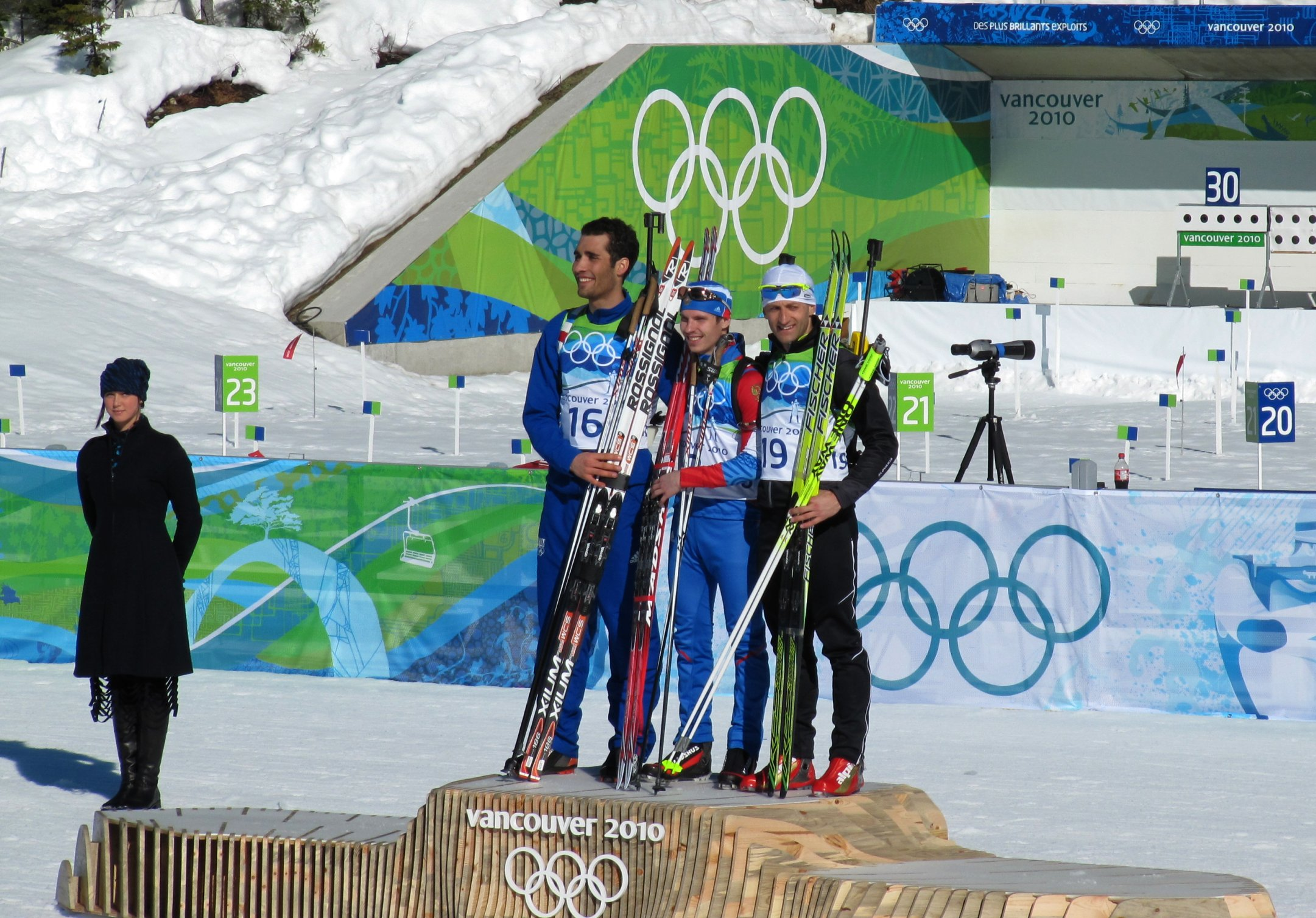
Martin Fourcade sur le podium après sa deuxième place dans la mass start.

La mass start, ou départ groupé, est la dernière épreuve individuelle masculine de ces Jeux. Seuls les trente premiers athlètes au classement de la Coupe du monde peuvent s'y engager, ce qui n'est pas le cas de Vincent Defrasne. Malgré trois erreurs au tir, Martin Fourcade est l'un des plus rapides sur les skis, ce qui lui permet, en finissant à seulement dix secondes du Russe Ustyugov, de décrocher initialement une médaille d'argent, alors qu'il pointait en 28e position après trois kilomètres à cause de deux erreurs commises sur le premier tir couché,. C'est le premier podium individuel de la carrière du Catalan qui montre sa satisfaction à l'issue de la course : « Aujourd'hui, j'ai fait une course comme j'en ai fait d'autres sauf que j'avais des supers skis. Il y avait de la fatigue chez tout le monde et j'ai réussi à me transcender sur la fin ». 4e en sortant du dernier tir, Vincent Jay perd du terrain dans les derniers kilomètres pour terminer 8e (7e révisé). Simon Fourcade achève la course au 14e rang (13e révisé). Le gagnant de la course, Evgeny Ustyugov, sera disqualifié ultérieurement pour dopage et plus d'une décennie plus tard à l'issue de la procédure et après épuisement des recours, Martin Fourcade récupère officiellement la médaille d'or (annoncé le 26 novembre 2024).
| Athlète         | Épreuve             | Retard     | Rang |
| --------------- | ------------------- | ---------- | ---- |
| Martin Fourcade | Départ groupé 15 km | 10 s 5     | 1er  |
| Vincent Jay     | Départ groupé 15 km | 34 s 6     | 7e   |
| Simon Fourcade  | Départ groupé 15 km | 52 min 4 s | 13e  |

Les biathlètes français concluent leurs Jeux avec l'épreuve de relais disputée le 26 février. La France s'élance dans la course avec le dossard no 4. Champion olympique du sprint, Vincent Jay est le premier relayeur. Avec trois erreurs sur les tirs debout, il franchit la ligne en sixième position avec 6 s 2 de retard sur le Russe Ivan Cherezov. Le deuxième relayeur, Vincent Defrasne, réalise une mauvaise performance au tir avec cinq échecs. L'équipe de France recule alors au 8e rang à près d'une minute de la tête de course. Malgré le sans faute de Simon Fourcade, qui permet aux Français de remonter à la 6e place, l'écart grandit avec les leaders, à 1 min 33 s 8. Son frère Martin Fourcade est le dernier relayeur de l'équipe. Il fait deux erreurs au tir mais réussit le deuxième temps des derniers relayeurs sur les skis. La France achève alors son relais au 6e rang (finalement reclassée 5e après la disqualification des Russes en 2024), avec une 1 min 38 s 1 de retard sur la Norvège,. À l'issue de la course, la déception des relayeurs français est grande, comme le souligne Vincent Jay : « Nous voulions la médaille aujourd'hui, nous faisions partie des équipes qui pouvaient remporter l'or, mais ceux qui ont gagné sont vraiment de grosses équipes, comme la Norvège qui est le pays du biathlon. »
| Rang | Pays      | Temps             | Retard       |
| ---- | --------- | ----------------- | ------------ |
| 4    | Allemagne | 1 h 23 min 16 s   | 1 min 37 s 9 |
| 5    | France    | 1 h 23 min 16 s 2 | 1 min 38 s 1 |
| 6    | Tchéquie  | 1 h 23 min 55 s 2 | 2 min 17 s 1 |

##### Femmes

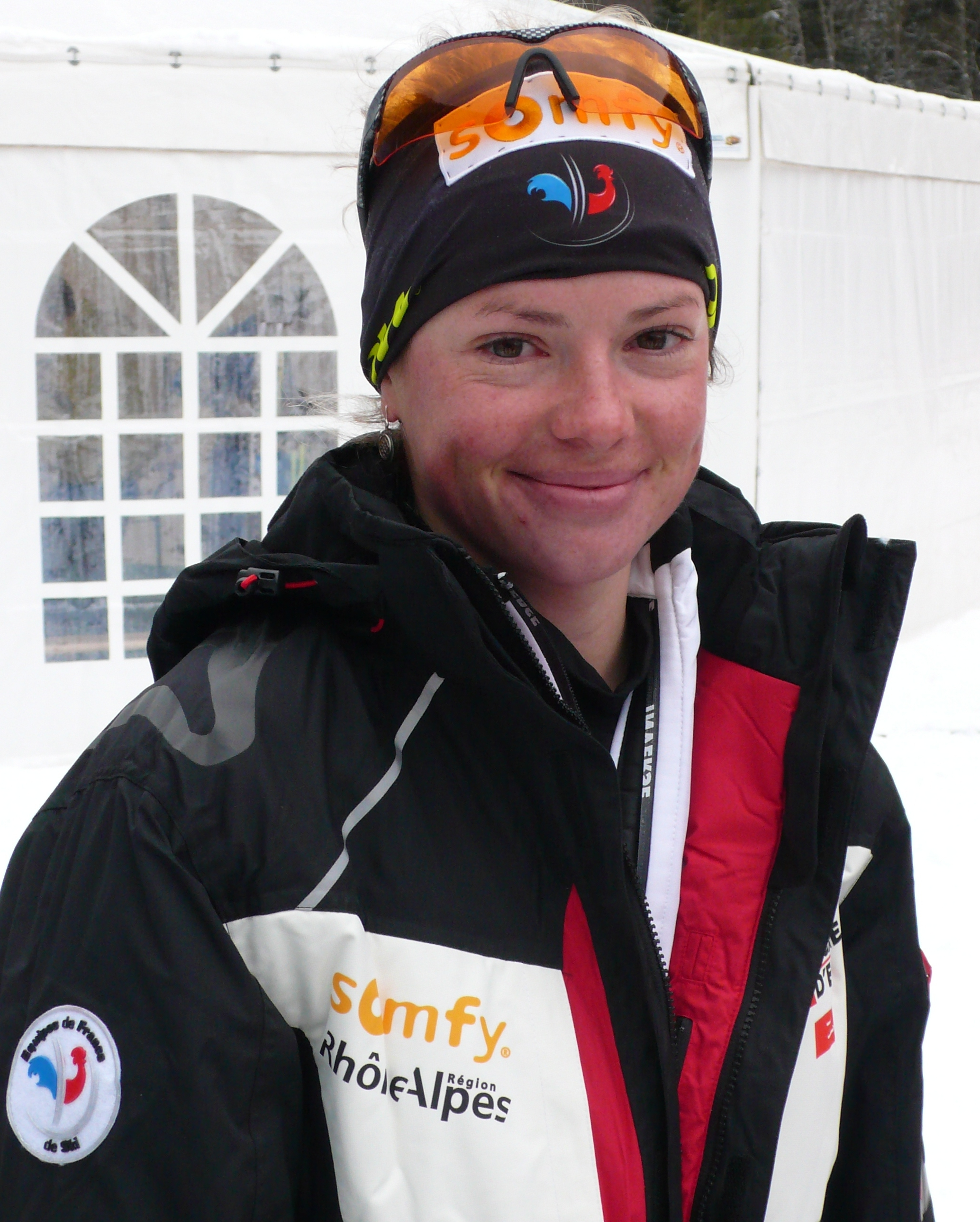
Marie Dorin apporte à la France sa première médaille lors de ces Jeux.

Le sprint 7,5 km est la première épreuve de biathlon de ces Jeux, disputée le samedi 13 février. Les athlètes s'élancent une par une, par intervalle de 30 secondes. Marie Dorin est la première Française à s'élancer avec le dossard no 10. Sandrine Bailly s'élance en 28e position et Marie-Laure Brunet en 67e position. Enfin, Sylvie Becaert est la dernière Française à prendre le départ de la course, avec le dossard no 89. En réalisant un sans faute au tir, Marie Dorin franchit la ligne après 20 min 6 s 5 d'effort. La skieuse de Villard-de-Lans s'empare ainsi provisoirement de la tête du classement. Deuxième Française à s'élancer, Sandrine Bailly échoue au tir à deux reprises, ce qui lui vaut autant de tours de pénalité, franchissant la ligne en 20 min 45 s 3. Comme Marie Dorin, Marie-Laure Brunet ne commet aucune faute au tir, mais elle se classe cependant derrière sa compatriote avec un temps de 20 min 23 s 3. Sylvie Becaert échoue deux fois, et finit la course avec un temps de 21 min 21 s 6. Devancée au classement par la Slovaque Anastasia Kuzmina et l'Allemande Magdalena Neuner, Marie Dorin termine au 3e rang final de l'épreuve et décroche la médaille de bronze, apportant ainsi à la délégation française sa première médaille dans ces Jeux. Elle ne cache pas sa surprise à l'arrivée, déclarant : « Je n'ai pas pensé à un seul moment faire une médaille. » Les autres Françaises se classent toutes parmi les trente premières : Marie-Laure Brunet est 6e, à 27 s 7 de la championne olympique slovaque, Sandrine Bailly 15e à près de cinquante secondes, et Sylvie Becaert 29e avec un retard de près d'1 min 30 s.
| Athlète            | Épreuve       | Temps final   | Retard     | Rang |
| ------------------ | ------------- | ------------- | ---------- | ---- |
| Marie Dorin        | Sprint 7,5 km | 20 min 6 s 5  | 10 s 9     | 3e   |
| Marie-Laure Brunet | Sprint 7,5 km | 20 min 23 s 3 | 27 s 7     | 6e   |
| Sandrine Bailly    | Sprint 7,5 km | 20 min 45 s 3 | 49 s 7     | 15e  |
| Sylvie Becaert     | Sprint 7,5 km | 21 min 21 s 6 | 1 min 26 s | 29e  |

Trois jours plus tard a lieu l'épreuve de poursuite. L'ordre de départ correspond au classement final de l'épreuve de sprint, les écarts à l'arrivée de cette dernière étant conservés pour fixer les écarts de temps au départ de la poursuite. Partie en troisième position, Marie Dorin fait deux erreurs au tir et se fait doubler par plusieurs concurrentes. Elle termine au 17e rang à 1 min 47 s 2. Sixième concurrente à s'élancer, Marie-Laure Brunet réussit à nouveau un sans faute, comme lors de l'épreuve de sprint. Cette performance lui permet de décrocher la médaille de bronze, en terminant à 28 s 3 de l'Allemande Magdalena Neuner, championne olympique,. Les autres Françaises se classent plus loin : avec cinq erreurs, dont trois sur le dernier pas de tir, Sandrine Bailly recule jusqu'à la 27e place. Sylvie Becaert conserve sa 29e place malgré ses trois erreurs.
| Athlète            | Épreuve         | Retard       | Rang |
| ------------------ | --------------- | ------------ | ---- |
| Marie-Laure Brunet | Poursuite 10 km | 28 s 3       | 3e   |
| Marie Dorin        | Poursuite 10 km | 1 min 47 s 2 | 17e  |
| Sandrine Bailly    | Poursuite 10 km | 2 min 59 s   | 27e  |
| Sylvie Becaert     | Poursuite 10 km | 3 min 18 s 8 | 29e  |

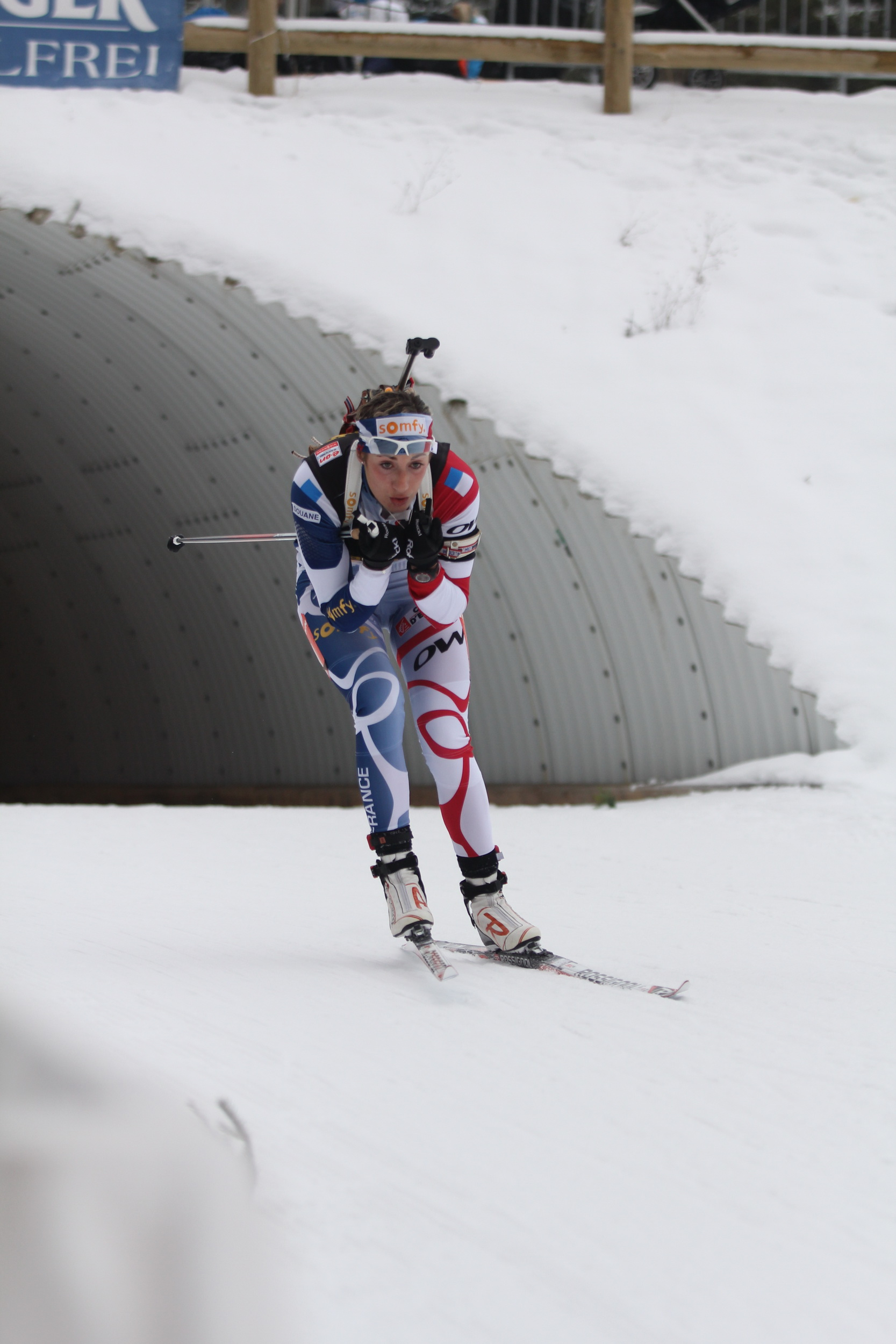
Médaillée de bronze de la poursuite, Marie-Laure Brunet (ici en 2013) est la meilleure Française de l'épreuve du 15 km individuel.

L'épreuve de l'individuel sur 15 km se déroule le 18 février. Partie avec le dossard no 8, Marie-Laure Brunet réalise le sixième temps de ski, mais avec deux erreurs sur les tirs debout, qui lui valent deux minutes de pénalité, elle se classe finalement 12e du classement général, à près de deux minutes de la championne olympique norvégienne Tora Berger. Alors qu'elle s'élance parmi les dernières concurrentes avec le dossard no 86, Sylvie Becaert réalise le 13e temps de ski. Ses trois erreurs au tir la font reculer au 30e rang final, à 3 min 20 s 4 de Tora Berger. Marie Dorin et Sandrine Bailly échouent aux 51e et 52e rang, avec respectivement 4 et 5 erreurs au tir, à plus de cinq minutes de la Norvégienne. Directeur de l'équipe de France de biathlon, Christian Dumont explique cette contre-performance par une baisse de niveau physique : « Les sollicitations, le stress et l'excitation dans le groupe France, cela fatigue un peu. Aujourd'hui, c'est surtout la fatigue mentale qu'on a vu. Au tir, on manquait d'agressivité. Les médaillés ont payé la rançon de la gloire, ils n'ont pas bien dormi. »
| Athlète            | Épreuve          | Temps final   | Retard       | Rang |
| ------------------ | ---------------- | ------------- | ------------ | ---- |
| Marie-Laure Brunet | Individuel 15 km | 42 min 44 s 4 | 1 min 51 s 6 | 12e  |
| Sylvie Becaert     | Individuel 15 km | 44 min 13 s 2 | 3 min 20 s 4 | 30e  |
| Marie Dorin        | Individuel 15 km | 46 min 28 s 8 | 5 min 36 s   | 51e  |
| Sandrine Bailly    | Individuel 15 km | 46 min 30 s 3 | 5 min 37 s 5 | 52e  |

La mass start, ou départ groupé, est la dernière épreuve individuelle de ces Jeux, le 21 février. Seules les 30 premières du classement de la Coupe du monde sont qualifiées pour l'épreuve, parmi lesquelles trois Françaises, les médaillées Marie Dorin et Marie-Laure Brunet, ainsi que Sandrine Bailly. Cette dernière réalise sa meilleure performance individuelle lors de ces Jeux en prenant la septième place du classement final. Ses deux erreurs au tir debout la privent d'une médaille, sur une course remportée par l'Allemande Magdalena Neuner, qui décroche son deuxième titre olympique en quelques jours. Avec trois erreurs au tir, Marie-Laure Brunet se classe 15e, à près d'une minute trente de la championne olympique allemande, et juste devant sa compatriote Marie Dorin, 16e avec un seul tir manqué.
| Athlète            | Épreuve             | Retard       | Rang |
| ------------------ | ------------------- | ------------ | ---- |
| Sandrine Bailly    | Départ groupé 15 km | 42 s 4       | 7e   |
| Marie-Laure Brunet | Départ groupé 15 km | 1 min 19 s 9 | 15e  |
| Marie Dorin        | Départ groupé 15 km | 1 min 21 s 3 | 16e  |

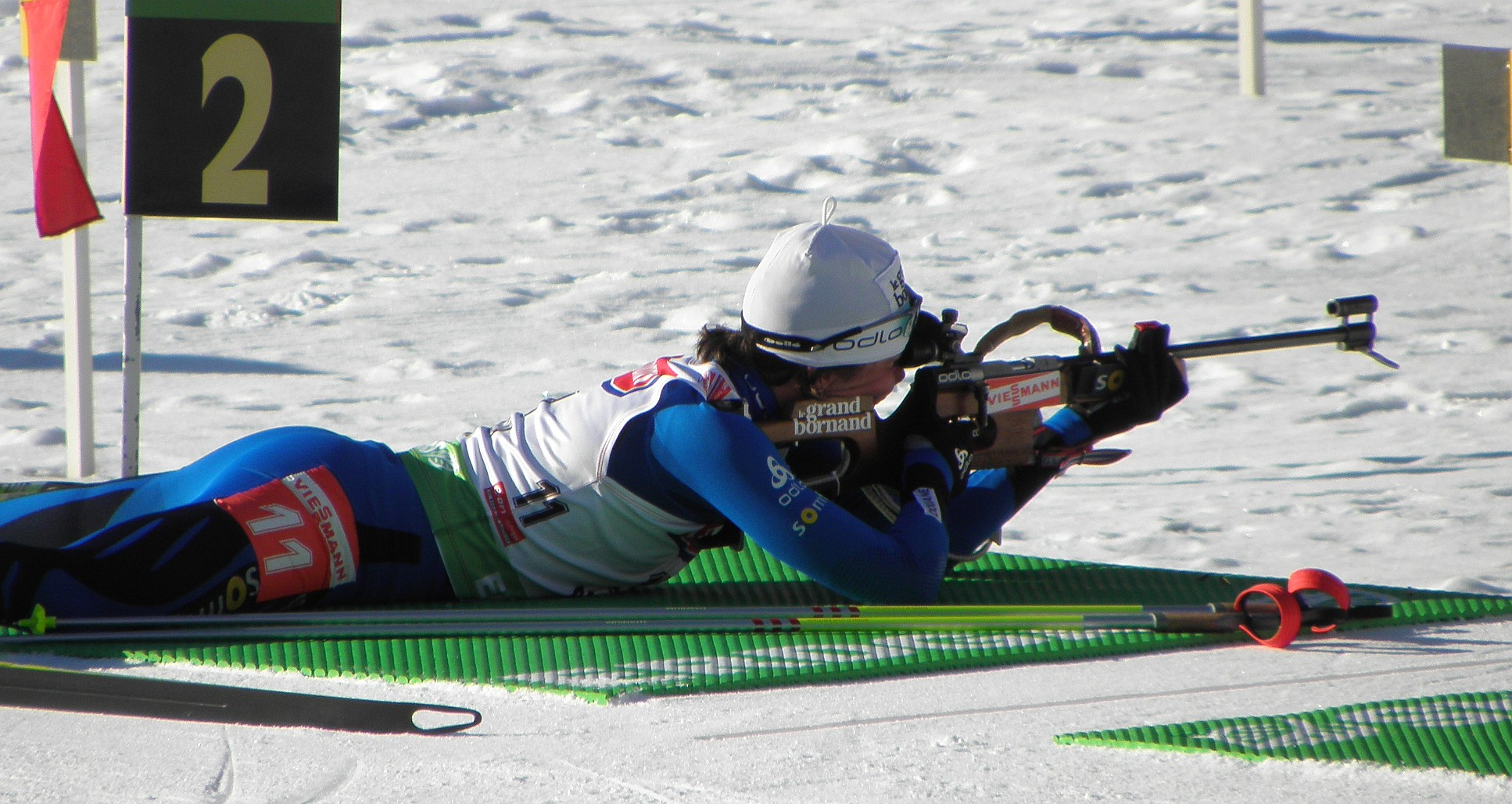
Sylvie Becaert et ses coéquipières du relais obtiennent la médaille d'argent à Vancouver.

Les épreuves féminines de biathlon s'achèvent le 23 février avec l'épreuve de relais. Les Françaises s'élancent dans la course avec le dossard no 4. Première relayeuse, Marie-Laure Brunet commet deux erreurs au tir, mais franchit néanmoins la ligne d'arrivée la première avec un peu moins de deux secondes d'avance sur la concurrente russe Svetlana Sleptsova. Sylvie Becaert parvient à conserver la tête de la course, malgré une erreur au tir, avant de passer le relais à Marie Dorin, médaillée de bronze en sprint, laquelle commet six erreurs au tir. L'équipe de France est alors reléguée au troisième rang de la course avant le passage de Sandrine Bailly, dernière relayeuse, qui s'élance avec un retard d'1 min 5 s sur la Russe Olga Zaïtseva et un peu plus de vingt secondes sur l'Allemande Andrea Henkel. En réalisant le meilleur temps des relayeuses, Sandrine Bailly comble une partie de son retard et réussit à doubler la concurrente allemande. La France termine à la deuxième place du relais et décroche ainsi une médaille d'argent,.
| Rang | Pays      | Temps             | Retard |
| ---- | --------- | ----------------- | ------ |
| 1    | Russie    | 1 h 9 min 36 s 3  | –      |
| 2    | France    | 1 h 10 min 9 s 1  | 32 s 8 |
| 3    | Allemagne | 1 h 10 min 13 s 4 | 37 s 1 |

### Combiné nordique
L'équipe de France olympique est représentée par cinq athlètes dans les épreuves de combiné nordique. Né d'un père franc-comtois et d'une mère américaine, Jason Lamy-Chappuis participe à ses deuxièmes Jeux olympiques après ceux de Turin en 2006, où il se révèle en prenant la 4e place du sprint alors qu'il est âgé seulement de 19 ans. Leader de la Coupe du monde avant l'ouverture des Jeux de Vancouver grâce à cinq victoires, le skieur de Bois-d'Amont espère obtenir une médaille même s'il reconnaît la pression que lui vaut son statut de favori : « Il y a du stress mais c'est pour tout le monde pareil, il va falloir être bon le jour J. J'ai hâte d'y être. Même si je suis attendu, j'essaie de rester concentré sur ce que j'ai à faire, c'est le meilleur moyen de ne pas céder à la pression. » Âgé de 23 ans, François Braud participe lui aussi à ses deuxièmes Jeux. Il s'était notamment classé 5e de l'épreuve par équipe à Turin en compagnie de Jason Lamy-Chappuis. Le Savoyard Jonathan Felisaz, le Vosgien Maxime Laheurte, tous les deux âgés de 24 ans, ainsi que le Franc-Comtois Sébastien Lacroix, âgé de 26 ans, participent à leurs premiers Jeux olympiques,,.

#### Quotas
Cinquante-cinq places sont attribuables pour les épreuves de combiné nordique à Vancouver, dans la limite de cinq athlètes par nation. Chaque délégation ne peut engager plus de quatre athlètes dans chacune des épreuves individuelles, ainsi que quatre membres dans l'épreuve par équipes. Pour pouvoir être sélectionnés par leur fédération, les skieurs doivent avoir obtenu des points dans les épreuves de Coupe du monde ou de Coupe continentale durant la période de qualification, qui s'étale de juillet 2008 au 25 janvier 2010.

#### Résultats

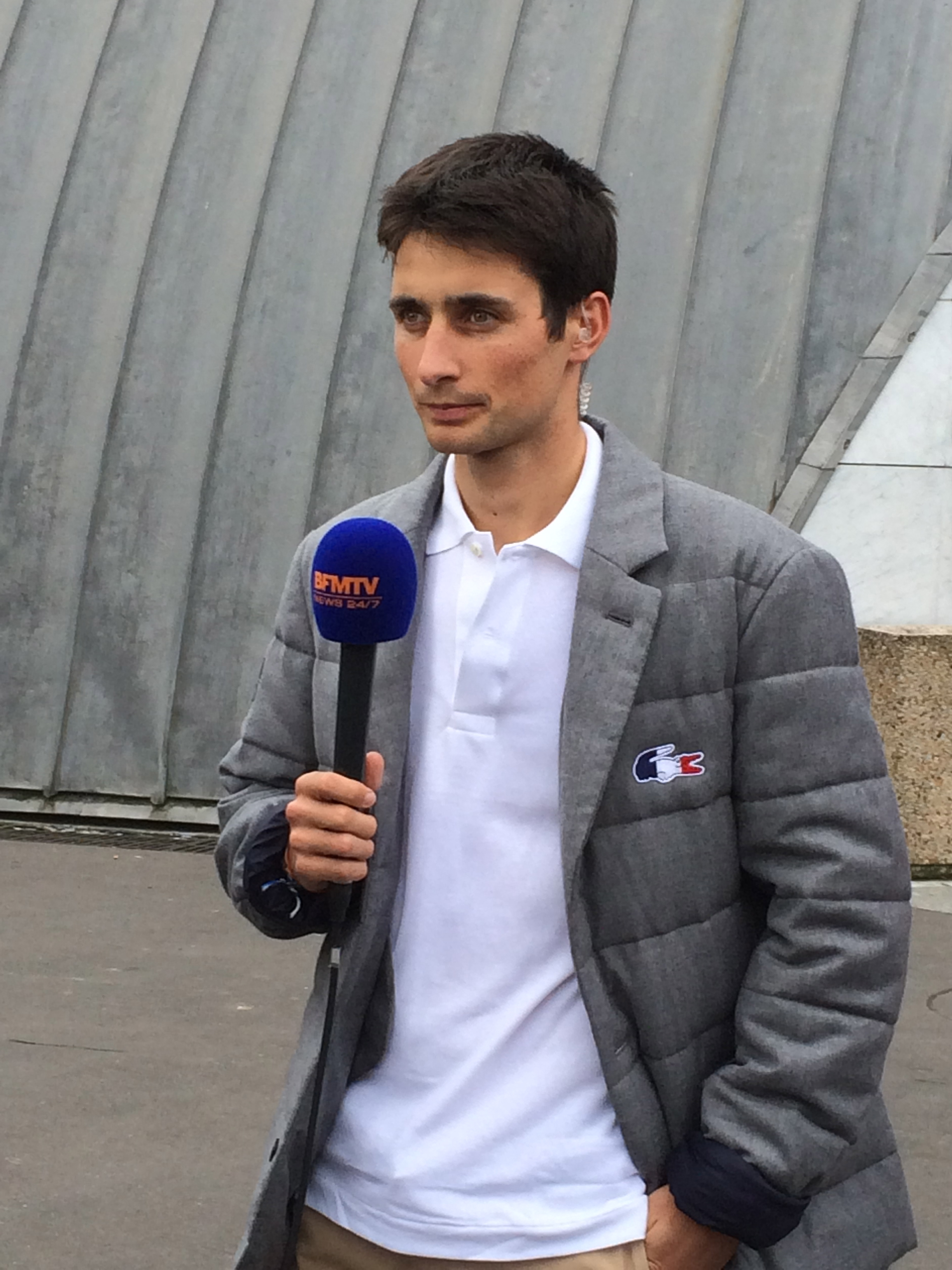
Jason Lamy-Chappuis, ici en 2013, remporte le titre olympique sur tremplin normal.

À l'instar du biathlon, du saut à ski et du ski de fond, les épreuves de combiné nordique se déroulent au parc olympique de Whistler. La première compétition, l'épreuve individuelle sur tremplin normal, se déroule le samedi 14 février. Quatre Français y sont engagés : Jason Lamy-Chappuis, François Braud, Sébastien Lacroix et Jonathan Felisaz, préféré à Maxime Laheurte. Alors qu'il s'élance avec le dossard no 45, Jason Lamy-Chappuis réalise le cinquième saut avec 100 mètres, soit 5 mètres de moins que le Finlandais Janne Ryynänen, ce qui lui vaut de s'élancer dans la course de ski de fond avec un retard de 46 secondes sur celui-ci,. En réalisant le huitième saut avec 99,5 m, François Braud accuse un retard de 54 secondes. Les autres Français se classent plus loin : Sébastien Lacroix est 29e avec 96 m, soit 1 min 30 s de retard, et Jonathan Felisaz 30e avec 95,5 m, soit 1 min 34 s de retard. À l'issue des 10 kilomètres de ski de fond, Jason Lamy-Chappuis remporte la médaille d'or en s'imposant au sprint devant l'Américain Johnny Spillane et l'Italien Alessandro Pittin,. Il devient le deuxième Français champion olympique de combiné nordique après Fabrice Guy lors des Jeux d'Albertville en 1992. Sébastien Lacroix prend la 19e place, tandis que Jonathan Felisaz se classe au 30e rang, comme après le saut, et François Braud au 34e rang sur 45 concurrents engagés. Auréolé de sa médaille, Jason Lamy-Chappuis déclare : « C'est exceptionnel, j'ai vraiment été au fond de moi-même. C'est impressionnant de passer la ligne d'arrivée en premier. »
| Athlète             | Épreuve         | Saut   | Ski de fond   | Rang |
| ------------------- | --------------- | ------ | ------------- | ---- |
| Jason Lamy-Chappuis | Tremplin normal | 100 m  | 25 min 1 s 1  | 1er  |
| Sébastien Lacroix   | Tremplin normal | 96 m   | 25 min 26 s 3 | 19e  |
| François Braud      | Tremplin normal | 99,5 m | 26 min 58 s 3 | 34e  |
| Jonathan Felisaz    | Tremplin normal | 95,5 m | 26 min 3 s 7  | 30e  |

Le 23 février, les Français prennent part à l'épreuve de relais par équipe et s'élancent dans le saut en huitième position sur les dix nations engagées. Le premier sauteur français, François Braud, réalise un saut à 128,5 mètres, ce qui permet à la France de se classer provisoirement cinquième. Sébastien Lacroix n'atteint que 123,5 mètres, tandis que Maxime Laheurte, le troisième sauteur, réalise la même performance que François Braud. Jason Lamy-Chappuis, dernier sauteur de l'équipe, se pose à 135 mètres. Les Français se placent au 5e rang après l'épreuve du saut en totalisant 474,7 points, ce qui leur impose un retard pour l'épreuve de ski de fond de 43 secondes sur les leaders finlandais, mais de seulement sept secondes sur les Autrichiens qui occupent provisoirement la troisième place,. Lors de la course de ski de fond, chacun des relayeurs doit effectuer un parcours de 5 kilomètres. Maxime Laheurte est le premier relayeur français. En réalisant un temps de 11 min 53 s 3, il permet à la France de remonter au quatrième rang à l'issue du premier relais, à seulement 6 s 3 des Américains qui dominent provisoirement la course. François Braud s'élance pour le deuxième relais, qu'il boucle en 12 min 2 s 3, faisant ainsi progresser les Bleus jusqu'à la troisième place provisoire, à 16 s 3 du relais américain. Le retard s'accentue dans le troisième relais, effectué par Sébastien Lacroix en 12 min 34 s 7. Doublé par le concurrent allemand Eric Frenzel, il ne franchit la ligne qu'en 4e position, laissant Jason Lamy-Chappuis, dernier relayeur, à 46 min 3 s du leader autrichien. Après le relais de son champion olympique, bouclé en 12 min 58 s 1, la France se classe quatrième du relais, à 39 s 8 des vainqueurs autrichiens, ainsi qu'à une vingtaine de secondes de la médaille de bronze acquise par les Américains,.
| Athlète             | Épreuve | Saut    | Ski de fond   | Rang |
| ------------------- | ------- | ------- | ------------- | ---- |
| Jason Lamy-Chappuis | Relais  | 135 m   | 12 min 58 s 1 | 4e   |
| Sébastien Lacroix   | Relais  | 123,5 m | 12 min 34 s 7 | 4e   |
| François Braud      | Relais  | 128,5 m | 12 min 2 s 3  | 4e   |
| Maxime Laheurte     | Relais  | 128,5 m | 11 min 53 s 3 | 4e   |

La dernière épreuve de ces Jeux, l'individuel sur grand tremplin, se déroule le 25 février. Le saut a lieu dans des conditions climatiques difficiles : les derniers concurrents à s'élancer, parmi lesquels se trouvent Jason Lamy-Chappuis, l'Allemand Eric Frenzel et l'Autrichien Felix Gottwald, favoris de l'épreuve, le font avec un vent défavorable et un tremplin balayé par la neige. Avec un saut à 113 mètres, Jason Lamy-Chappuis se classe seulement 29e et ne cache pas sa déception, à l'image du concurrent allemand Tino Edelmann, qui affirme que « cela n'a plus rien à voir avec du sport ». Nicolas Michaud, directeur de l'équipe de France de combiné nordique, se montre virulent à l'égard des organisateurs de l'épreuve : « On ne l'a pas laissé joué le titre. Avec la forme et le niveau qu'il a, il [Jason Lamy-Chappuis] pouvait viser le titre et on l'a empêché de s'exprimer. C'est scandaleux. Il fallait stopper la compétition. Les dix derniers à s'élancer sont les dix premiers mondiaux et on les a sortis de la compétition délibérément. » Alors qu'ils s'étaient élancés avant Lamy-Chappuis, les autres Français obtiennent des résultats contrastés : François Braud réalise le 5e saut à 127,5 mètres, Sébastien Lacroix est 20e avec 118,5 mètres et Maxime Laheurte seulement 39e avec 106 mètres. Parti avec 43 secondes de retard sur l'Autrichien Bernhard Gruber dans les 10 kilomètres de ski de fond, François Braud échoue finalement à la 14e place du classement final, étant ainsi le meilleur Français de l'épreuve, remportée par l'Américain Bill Demong devant son compatriote Johnny Spillane. Jason Lamy-Chappuis remonte finalement au 18e rang, à 2 min 11 s du vainqueur, terminant ainsi juste devant Sébastien Lacroix. Maxime Laheurte se classe 38e à près de quatre minutes,,.
| Athlète             | Épreuve        | Saut    | Ski de fond   | Rang |
| ------------------- | -------------- | ------- | ------------- | ---- |
| Jason Lamy-Chappuis | Grand tremplin | 113 m   | 25 min 22 s 6 | 18e  |
| Sébastien Lacroix   | Grand tremplin | 118,5 m | 26 min 2 s 2  | 19e  |
| François Braud      | Grand tremplin | 127,5 m | 26 min 16 s 6 | 14e  |
| Maxime Laheurte     | Grand tremplin | 106 m   | 26 min 24 s 2 | 38e  |

### Curling

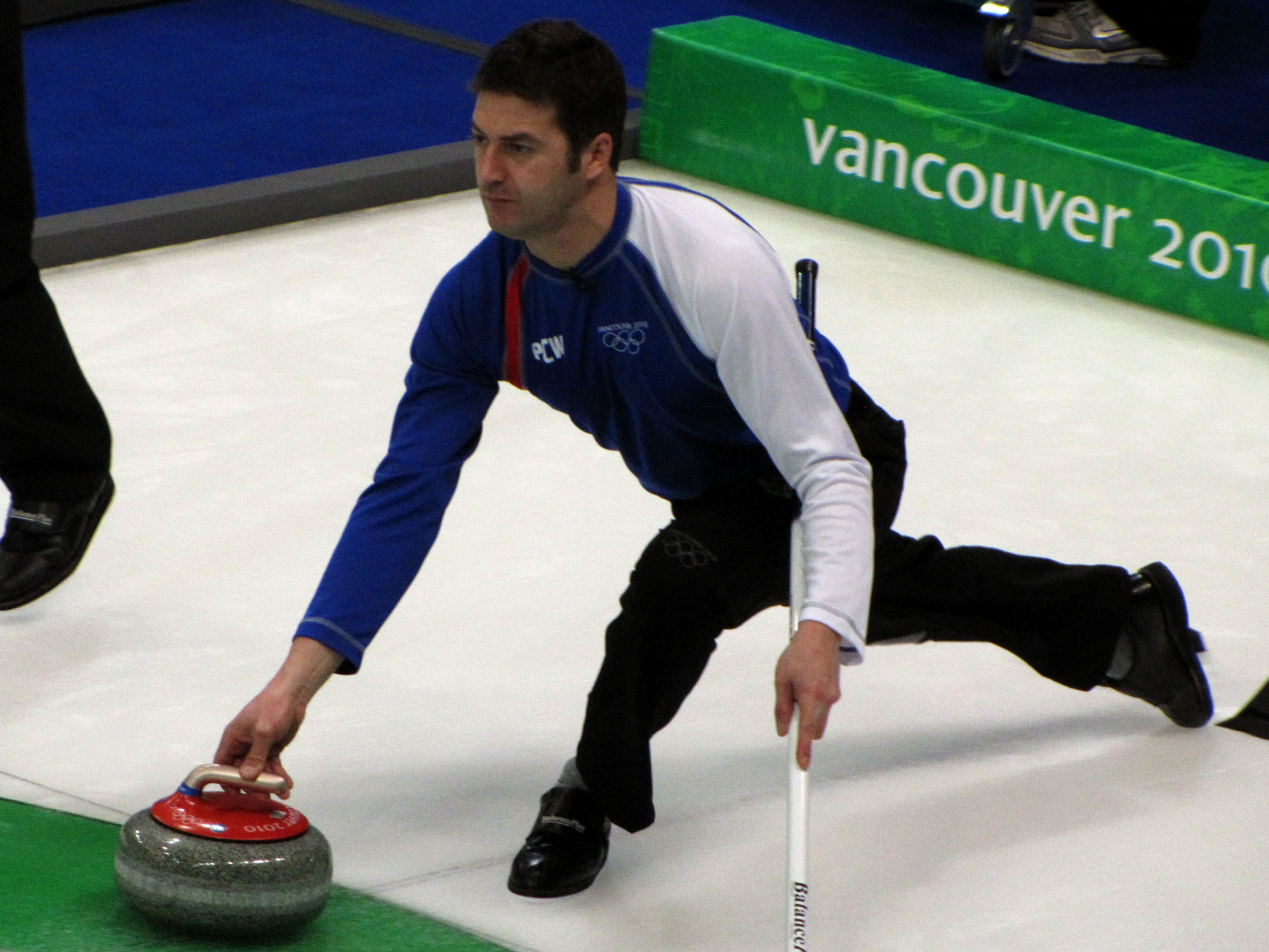
Thomas Dufour, capitaine de l'équipe de France de curling.

Cinq athlètes représentent la France dans l'épreuve masculine de curling lors de ces Jeux. Les cinq membres de l'équipe de France sont tous licenciés au Curling Club de Chamonix. Deux d'entre eux, Jan Henri Ducroz et le capitaine Thomas Dufour, participent pour la deuxième fois à des Jeux olympiques d'hiver après leur engagement à Salt Lake City en 2002,. Les trois autres athlètes, Tony Angiboust, Richard Ducroz et Raphaël Mathieu participent à leur première olympiade.

#### Qualification
Cent places sont attribuables pour les épreuves de curling aux Jeux de Vancouver, réparties en dix équipes de cinq athlètes pour les hommes comme pour les femmes. Chaque pays ne peut engager plus d'une équipe masculine et une équipe féminine. Pour établir la liste des qualifiés, la Fédération mondiale de curling (WCF) utilise les Championnats du monde 2007, 2008 et 2009 comme tournois de qualification. Des points de qualification sont attribués à chaque nation selon son classement lors de chacun de ces championnats. À l'issue des Championnats du monde de 2009, les neuf fédérations nationales ayant accumulé le plus de points sont qualifiées pour le tournoi olympique. L'équipe de France obtient sa qualification en se classant au 7e rang des Mondiaux 2007, puis à la 5e place en 2008 et à la 8e en 2009, inscrivant ainsi suffisamment de points pour se classer parmi les neuf premières nations.

#### Résultat
L'équipe de France entre dans le tournoi olympique le 16 février pour son premier match face à la Chine au centre olympique/paralympique de Vancouver. Elle débute par une victoire sur le score de 6 à 5, avant de subir quatre défaites de rang face à la Grande-Bretagne (9 à 4), au Canada (12 à 5), aux États-Unis (4 à 3) et à l'Allemagne (9 à 4). Les Français battent ensuite la Suède sur le score de 5 à 4, conservant ainsi une chance de se qualifier pour les demi-finales, mais s'inclinent deux jours plus tard devant la Norvège, 9 à 2. La France conclut son tournoi par une victoire face au Danemark puis une défaite face à la Suisse.
À l'issue du premier tour, l'équipe de France se classe au 7e rang avec 3 victoires et 6 défaites et est ainsi éliminée de la compétition.
| Rang | Pays      | Victoires | Défaites | Différence |
| ---- | --------- | --------- | -------- | ---------- |
| 6    | Allemagne | 4         | 5        | -12        |
| 7    | France    | 3         | 6        | -26        |
| 8    | Chine     | 2         | 7        | -8         |

### Luge
Thomas Girod est le seul athlète français engagé dans les épreuves de luge. Âgé de 26 ans, il participe pour la première fois à des Jeux olympiques d'hiver. Il s'est notamment classé 25e de la Coupe du monde 2008 et 28e en 2009. Il a également terminé au 23e rang des championnats du monde 2008 à Oberhof, 30e à Lake Placid en 2009 et 17e des championnats d'Europe de luge 2010 à Sigulda. Il est entraîné par Yann Fricheteau, un ancien lugeur qui a participé aux Jeux olympiques de Salt Lake City en 2002. Thomas Girod effectue sa préparation pour les Jeux de Vancouver en compagnie de l'équipe d'Autriche de luge et annonce que son objectif est de terminer parmi les 18 premiers de l'épreuve.

#### Qualification
Cent-dix places sont attribuables pour les épreuves de luge aux Jeux de Vancouver, dans la limite de dix athlètes par nation. Ces 110 places se répartissent en 40 places pour les hommes, 30 pour les femmes et 20 pour l'épreuve de luge double. La période de qualification se déroule du 1er novembre 2008 au 31 décembre 2009. Les athlètes se qualifient en fonction du nombre de points obtenus en Coupe du monde lors de la saison olympique, s'ils sont classés parmi les 40 premiers hommes, les 30 premières femmes et les 20 premiers concurrents en luge double. Thomas Girod obtient sa qualification en se plaçant au 33e rang de la Coupe du monde 2010 avec 82 points, obtenant son meilleur résultat avec une 25e place sur la piste de Cesana Pariol en Italie.

#### Résultat
Les épreuves de luge se déroulent au centre des sports de glisse de Whistler. Après la mort du Géorgien Nodar Kumaritashvili lors des entraînements, les organisateurs décident d'abaisser le départ des compétitions masculines afin de réduire la vitesse des lugeurs sur la piste. Ces derniers s'élancent donc du même point de départ que les athlètes féminines.
Le 14 février, Thomas Girod s'élance dans la première manche avec le dossard no 23. Avec un temps 49 s 077, il réalise le 22e temps de la première manche, à 0 s 909 du meilleur temps de l'Allemand Felix Loch. Thomas Girod est moins rapide dans la seconde manche, en 49 s 192 (23e temps), ainsi que dans la troisième manche, en 49 s 424 (23e temps). Dans la quatrième et dernière manche, Thomas Girod signe le 26e temps, en 49 s 157, ce qui lui permet de terminer au 22e rang final avec un temps total de 3 min 16 s 85, soit 3 s 765 de retard sur le champion olympique Felix Loch. L'athlète français déclare à l'issue de la compétition : « Je suis satisfait de ma compétition. J'ai réalisé quatre manches stables et c'était important par rapport à l'événement. Mais il y a quand même une pointe de déception par rapport à mon classement. Je n'ai pas de regrets, j'ai tout donné. »
| Athlètes     | Manche 1     | Manche 1 | Manche 2     | Manche 2 | Manche 3     | Manche 3 | Manche 4     | Manche 4 | Total         | Total |
| Athlètes     | Temps        | Rang     | Temps        | Rang     | Temps        | Rang     | Temps        | Rang     | Temps         | Rang  |
| ------------ | ------------ | -------- | ------------ | -------- | ------------ | -------- | ------------ | -------- | ------------- | ----- |
| Thomas Girod | 7,186 49,077 | 22       | 7,210 49,192 | 23       | 7,150 49,424 | 23       | 7,136 49,157 | 26       | 3 min 16 s 85 | 22    |

### Patinage artistique

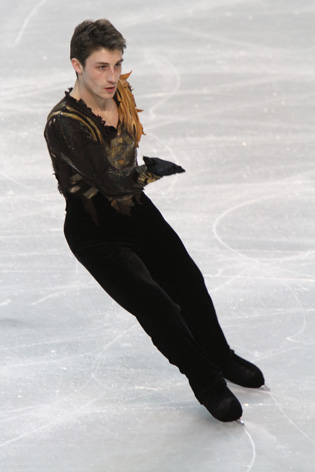
Brian Joubert aux championnats d'Europe 2010, peu avant l'ouverture des Jeux.

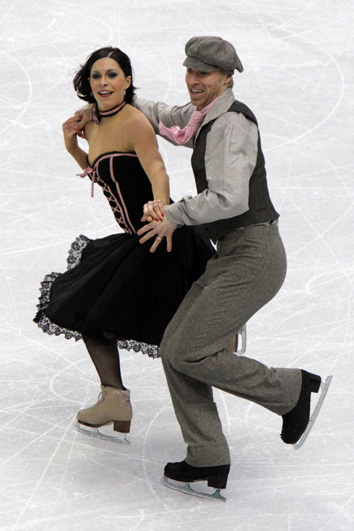
Isabelle Delobel et Olivier Schoenfelder lors de l'épreuve de danse sur glace aux Jeux de Vancouver.

Huit athlètes français sont engagés dans les épreuves de patinage artistique. Âgé de 25 ans, Brian Joubert participe à ses troisièmes Jeux olympiques, après s'être classé 14e à Salt Lake City en 2002 puis 6e à Turin en 2006. Déjà champion du monde et triple champion d'Europe, il s'engage à Vancouver pour décrocher le titre olympique et affiche son amibiton : « On a beaucoup travaillé, surtout physiquement. Je tiens mes deux programmes, je n'ai plus à me poser de questions. La technique est bonne, on a continué à travailler l'artistique, je suis prêt. Le but, c'est la médaille d'or. Depuis gamin, cela a toujours été l'objectif. Le but est de ne pas avoir de regrets. » Il est accompagné dans l'épreuve individuelle par Florent Amodio. D'origine brésilienne, ce dernier remporte le titre de champion de France 2010 à seulement 19 ans, juste avant de participer pour la première fois aux Jeux olympiques. Deux Français sont engagés dans l'épreuve par couples, Yannick Bonheur et Vanessa James, âgés respectivement de 27 ans et 22 ans,. Née au Canada, la jeune Anglaise Vanessa James arrive en France en décembre 2007 pour s'associer à Yannick Bonheur, avant d'être naturalisée française à la fin de l'année 2009 pour découvrir les Jeux. Yannick Bonheur en est quant à lui à sa deuxième participation après avoir pris la 14e place à Turin en 2006 en compagnie de Marylin Pla.
Deux couples sont engagés dans l'épreuve de danse sur glace. Isabelle Delobel et Olivier Schoenfelder participent à leurs troisièmes Jeux olympiques après avoir terminé 16e à Salt Lake City et 4e à Turin. Malgré une préparation raccourcie du fait de la maternité d'Isabelle Delobel, qui a accouché quatre mois avant le début des Jeux, le couple vise la médaille d'or à Vancouver, et annonce qu'il participe à cette occasion à sa dernière compétition. L'autre couple, composé de Nathalie Péchalat et Fabian Bourzat, participe à ses deuxièmes Jeux olympiques, après s'être classé 18e à Turin,.

#### Qualification
Cent quarante-huit places sont attribuables pour les épreuves de patinage artistique aux Jeux de Vancouver, dans la limite de 18 athlètes par nation. Le quota d'athlètes est le même pour les hommes comme pour les femmes, à savoir 30 athlètes pour les épreuves individuelles, 20 pour l'épreuve par couple et 24 pour l'épreuve de danse sur glace. Une nation ne peut engager plus de trois athlètes par épreuve. La période de qualification s'étale des Championnats du monde de 2009, qui se déroulent du 22 au 29 mars 2009 à Los Angeles, au 1er février 2010. Les places de qualification sont attribuées à chaque délégation en fonction des points obtenus lors des championnats du monde de 2009 et du Tournoi international d'Oberstdorf, qui se tient en Allemagne du 24 au 27 septembre 2009. À partir des points obtenus lors de ces deux compétitions, la France dispose de deux places pour l'épreuve individuelle homme, deux places pour l'épreuve de danse sur glace et une place pour l'épreuve en couple. En revanche, aucune place n'est attribuée à la délégation pour l'épreuve individuelle féminine. Les places n'étant pas nominatives, il revient à la Fédération française des sports de glace (FFSG) de déterminer la liste des athlètes sélectionnés. Brian Joubert en individuel hommes ainsi qu'Isabelle Delobel et Olivier Schoenfelder en danse sur glace bénéficient d'une place réservée grâce à leurs résultats internationaux. Le reste de la sélection s'effectue à l'occasion des Championnats de France 2010 disputés à Marseille. Florent Amodio obtient ainsi la deuxième place en individuel hommes et le duo Nathalie Péchalat-Fabian Bourzat la deuxième en danse sur glace. La place en couples revient à Vanessa James et Yannick Bonheur. Yannick Ponsero en individuel hommes, Adeline Canac et Maximin Coia en couples ainsi que Zoé Blanc et Pierre-Loup Bouquet en danse sur glace sont sélectionnés en tant que remplaçants mais ne participent pas aux Jeux.

#### Résultats
Yannick Bonheur et Vanessa James sont les premiers patineurs français à figurer en compétition le 14 février, pour le programme court de l'épreuve de couples. Le couple danse sur une musique de tango de Gotan Project. Avec un score de 51,16 points, ils se classent provisoirement au 15e rang. Ils disputent le programme libre le lendemain, sur une chanson issue de la bande originale de Roméo et Juliette[Lequel ?], au cours duquel ils obtiennent un score de 93,94 points[réf. souhaitée]. Au classement final, James et Bonheur se hissent au 14e rang avec 145,10 points,. Yannick Bonheur affiche sa satisfaction après ce résultat : « Nous sommes contents de notre programme libre malgré quelques petites erreurs. L'accueil du public a été super, nous avons eu notamment droit à une petite « standing ovation » à la fin. Comme c'est souvent un public de connaisseur, ça fait chaud au cœur ! »
Favori pour le podium, Brian Joubert entre en lice le 16 février pour le programme court de l'épreuve individuelle homme, accompagné de la musique Rise de Safri Duo. Dès le début de son programme, il ne parvient pas à passer son premier élément, puis chute en tentant un triple lutz. Seulement classé 18e avec 68 points, il doit abandonner ses espoirs de médaille, sa réaction (« Putain de Jeux olympiques de merde ») montrait déjà sa grande déception. Dans le même temps, l'autre patineur français Florent Amodio, sur la musique Munich de John Williams, se classe 11e en inscrivant 75,35 points, réalisant ainsi son meilleur résultat en carrière dans le programme court,. Le lendemain de l'épreuve, Brian Joubert est vivement critiqué par le président de la Fédération française des sports de glace, Didier Gailhaguet, qui remet en cause la préparation de l'athlète et son manque de participations à des compétitions internationales. Dans le programme libre, Brian Joubert, sur la musique Ancient Lands de Ronan Hardiman (utilisée par Aleksey Yagudin pour sa victoire en 2002) commet à nouveau quelques fautes à la réception de ses sauts, et boucle finalement la compétition au 16e rang avec un total de 200,22 points. Florent Amodio, sur la bande originale du Fabuleux Destin d'Amélie Poulain composée par Yann Tiersen, se classe quant à lui 12e avec 210,30 points, son record personnel. À l'issue de l'épreuve, les conclusions des deux athlètes sont opposées. Florent Amodio estime qu'il a « pris un plaisir fou à Vancouver » tandis que Brian Joubert ne cache pas sa déception : « Ce programme libre, s'il avait pu durer deux minutes au lieu de quatre minutes trente, cela aurait été extraordinaire. Depuis la fin de mon programme court, je n'avais qu'une chose en tête, finir les Jeux olympiques. »
Les couples Isabelle Delobel-Olivier Schoenfelder et Nathalie Péchalat-Fabian Bourzat débutent la compétition de danse sur glace le 19 février avec la danse imposée. Champions du monde en 2008, Delobel et Schoenfelder concourent pour une médaille, mais terminent seulement 6e de la danse imposée avec une note de 37,99 points. Péchalat et Bourzat obtiennent une note de 36,13 points et se classent 9e, un résultat qui les satisfait, comme le souligne Nathalie Péchalat : « On est très satisfait parce qu'on a fait du bon boulot. Aujourd'hui, on a fait le mieux qu'on puisse faire. » La seconde épreuve, la danse originale, a lieu deux jours plus tard. Nathalie Péchalat et Fabian Bourzat obtiennent la sixième note, avec 59,99 points, juste devant Delobel et Schoenfelder, qui marquent 58,68 points et qui conservent la sixième place du classement provisoire. La compétition se termine le 22 février par la danse libre, au cours de laquelle Delobel et Schoenfelder se classent sixièmes, et Péchalat-Bourzat septièmes, ce qui est également leur classement final respectif. Bien que l'objectif de médaille ne soit pas atteint, Isabelle Delobel assure n'être pas déçue du résultat : « On ne peut pas avoir de regrets car on a été au bout des choses. » Nathalie Péchalat se montre elle aussi satisfaite : « Nous ne regardons pas notre place, nous regardons vraiment le travail que nous avons réalisé, et c'est très bien. La prochaine fois ce sera la médaille ! »
| Athlète                               | Épreuve         | Points | Rang |
| ------------------------------------- | --------------- | ------ | ---- |
| Florent Amodio                        | Individuel      | 210.30 | 12e  |
| Brian Joubert                         | Individuel      | 200.22 | 16e  |
| Yannick Bonheur Vanessa James         | Couples         | 145.10 | 14e  |
| Isabelle Delobel Olivier Schoenfelder | Danse sur glace | 193.73 | 6e   |
| Nathalie Péchalat Fabian Bourzat      | Danse sur glace | 190.49 | 7e   |

### Patinage de vitesse

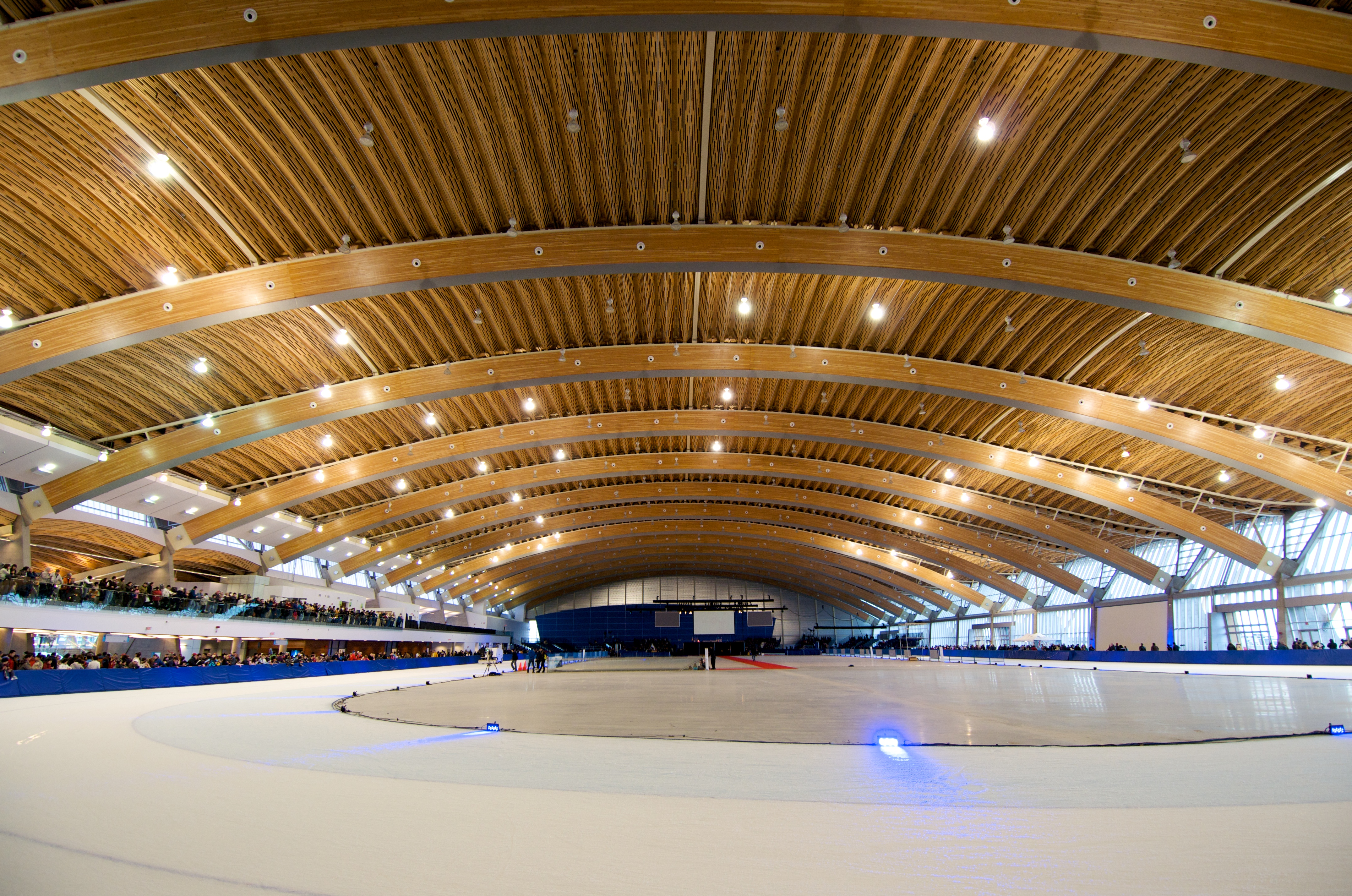
L'anneau olympique de Richmond, dans lequel se déroulent les épreuves de patinage de vitesse.

Deux athlètes français, Alexis Contin engagé dans les épreuves sur 5 000 mètres et 10 000 mètres, et Pascal Briand, engagé sur 1 500 mètres, représentent la France dans les épreuves de patinage de vitesse aux Jeux de Vancouver. Âgés respectivement de 24 ans et de 33 ans, ils participent pour la première fois à des Jeux olympiques d'hiver,. Tous les deux spécialistes d'un sport non olympique, le roller de vitesse, dans lequel ils comptent chacun plusieurs titres mondiaux, Pascal Briand et Alexis Contin ont fait le choix de concourir en patinage de vitesse afin de pouvoir participer aux Jeux. Le président de la Fédération française de roller sports, Roland Broustaut, explique qu'« après avoir été présélectionné, le roller n'a pas été admis comme discipline olympique d'été. Pourtant, il y a de vrais grands athlètes dans notre sport. Et comme ils rêvent de tours de piste olympique, ils se mettent au patinage sur glace ». Depuis le démontage de l'anneau de vitesse d'Albertville qui avait accueilli les épreuves des Jeux olympiques de 1992, depuis reconverti en stade omnisports, la France ne compte aucun anneau de glace et les patineurs sont dans l'obligation de s'expatrier pour pratiquer leur sport. Pascal Briand s'entraîne ainsi aux Pays-Bas, alors qu'Alexis Contin s'entraîne en compagnie de l'équipe italienne de patinage de vitesse à Turin. L'objectif de Pascal Briand est de terminer dans les vingt premiers de son épreuve, tandis qu'Alexis Contin ne se « fixe pas de limites ».

#### Qualification
Cent quatre-vingts places sont attribuables pour les épreuves de patinage lors de ces Jeux, dont 100 pour les hommes et 80 pour les femmes, dans la limite de 20 athlètes par nation (10 hommes et 10 femmes). La période de qualification s'étale du 1er juillet 2009 au 17 janvier 2010. Pour se qualifier dans une épreuve, les athlètes doivent réaliser les temps de qualification fixés par l'International Skating Union (ISU) pour les distances correspondantes lors des compétitions de la Coupe du monde de patinage de vitesse. Alexis Contin atteint les temps de qualification sur le 5 000 mètres et le 10 000 mètres, alors que Pascal Briand se qualifie sur une seule épreuve, le 1 500 mètres.

#### Résultats
Les épreuves de patinage de vitesse se disputent sur l'anneau olympique de Richmond. Alexis Contin est le premier athlète français à entrer en lice, dans l'épreuve du 5 000 mètres à laquelle 28 concurrents prennent part et qui se déroule le 13 février. Dans les épreuves de patinage de vitesse, les athlètes s'élancent par paires sur l'anneau. Le Français s'élance dans la dixième paire en compagnie du Norvégien Henrik Christiansen. Avec un temps de 6 min 19 s 58, Alexis Contin se classe au 6e rang de l'épreuve, avec un retard de 4 s 98 sur le Néerlandais Sven Kramer qui remporte la médaille d'or en établissant par ailleurs un nouveau record olympique. À l'issue de l'épreuve, Alexis Contin déclare : « Je ne fais pas une mauvaise course, je me suis senti fort dans les virages, dans ma technique. Le facteur déterminant a été que j'ai été le premier des favoris à passer. Du coup, tout le monde se cale sur la course et c'est plus facile pour eux. »
Le 20 février, Pascal Briand s'élance dans la quatrième paire de l'épreuve du 1 500 mètres en compagnie du Sud-Coréen Jong-Woo Lee. Avec un temps de 1 min 50 s 71, il termine à la 33e place sur 37 concurrents classés, avec un retard de 5 s 14 sur le champion olympique néerlandais Mark Tuitert.
Le 23 février, Alexis Contin prend le départ du 10 000 mètres avec « l'ambition de ramener une médaille ». Il s'élance dans la sixième paire, en compagnie de l'Allemand Marco Weber. Avec un temps de 13 min 12 s 11, il se classe quatrième de l'épreuve sur 14 coureurs classés, à 13 s 56 du Sud-Coréen Lee Seung-hoon qui remporte la médaille d'or.
| Athlète       | Épreuve       | Temps          | Rang |
| ------------- | ------------- | -------------- | ---- |
| Pascal Briand | 1 500 mètres  | 1 min 50 s 71  | 33e  |
| Alexis Contin | 5 000 mètres  | 6 min 19 s 58  | 6e   |
| Alexis Contin | 10 000 mètres | 13 min 12 s 11 | 4e   |

### Saut à ski

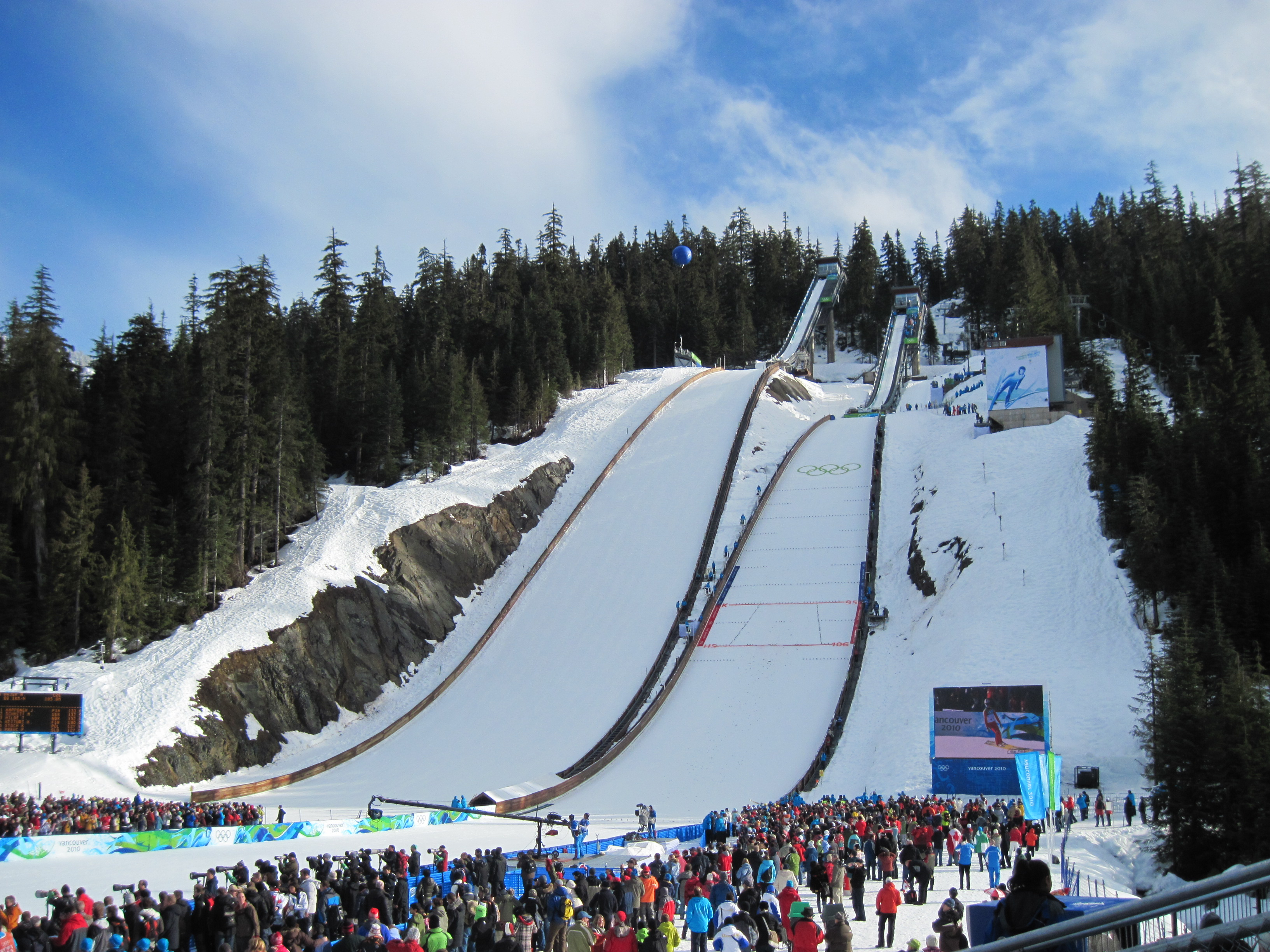
Les tremplins du Parc olympique de Whistler où se déroulent les épreuves de saut à ski.

Quatre athlètes français sont engagés dans les épreuves de saut à ski sur petit tremplin, grand tremplin et par équipes. Âgé de 27 ans, Emmanuel Chedal participe à des Jeux olympiques d'hiver pour la deuxième fois après ceux de Salt Lake City en 2002, au cours desquels il s'était classé 28e de l'épreuve sur grand tremplin et 10e de l'épreuve par équipe. Il représente la principale chance de médaille dans la discipline, après avoir obtenu la 3e place lors d'un concours à Lillehammer en décembre 2009, premier podium d'un sauteur français en Coupe du monde depuis 1997. Vincent Descombes Sevoie, David Lazzaroni et Alexandre Mabboux, le plus jeune athlète de la délégation française à Vancouver, sont les autres membres de l'équipe.

#### Quotas
Soixante-dix places sont attribuables pour les épreuves de saut à ski aux Jeux de Vancouver, dans la limite de cinq athlètes par nation. La période de qualification s'étale de juillet 2008 au 25 janvier 2010. Le nombre de places par nation est basé sur le classement mondial établi par la Fédération internationale de ski (FIS) en fonction des points obtenus par les athlètes lors des épreuves de Coupe du monde, de Grand Prix d'été et de Coupe continentale.

#### Résultats

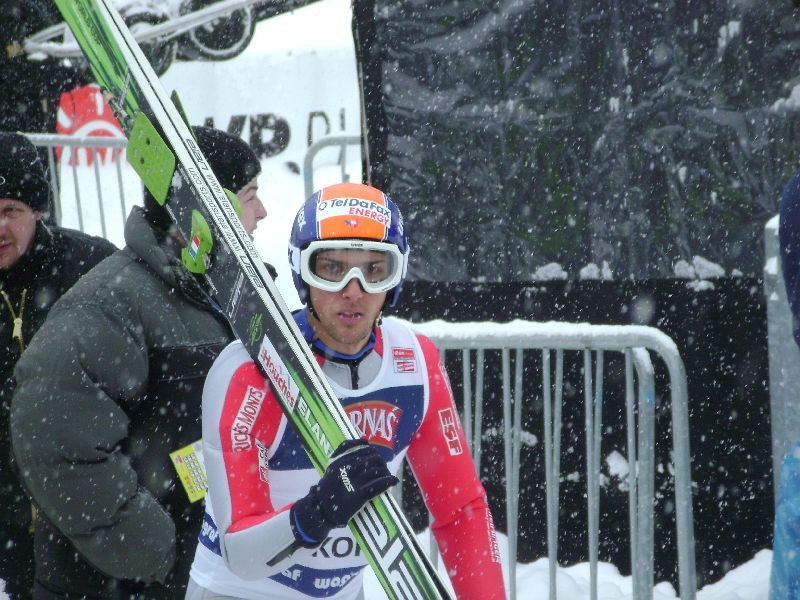
Vincent Descombes Sevoie se classe 28e sur petit tremplin et 21e sur grand tremplin.

La première épreuve disputée est celle du saut sur petit tremplin, dont les qualifications se déroulent le vendredi 12 février. Pour entrer dans le concours final, les sauteurs doivent se classer parmi les 40 premiers de l'épreuve de qualification, à laquelle ne participent pas les 10 meilleurs sauteurs du classement mondial établi par la FIS, ceux-ci étant qualifiés d'office. En se classant respectivement aux 13e, 18e et 25e rangs, Emmanuel Chedal (avec 102 mètres), Vincent Descombes Sevoie (avec 100,5 mètres) et David Lazzaroni (avec 97,5 mètres) se qualifient pour le concours, tandis qu'Alexandre Mabboux, qui réalise le plus mauvais saut des qualifications à 89 mètres, ne parvient pas à se classer dans les 40 premiers,.
Le concours final a lieu le lendemain. Les cinquante sauteurs qualifiés bénéficient d'un premier saut, puis d'un second s'ils parviennent à se hisser parmi les 30 premiers du classement provisoire. Avec un premier saut à 99 m, Emmanuel Chedal se place provisoirement au 21e rang, alors que Vincent Descombes Sevoie est 29e avec 96 m. En réalisant seulement le 47e saut à 90,5 m, David Lazzaroni est exclu de la finale. Lors du second saut, Emmanuel Chedal ne se pose qu'à 96,5 m et recule au 24e rang final, avec un total de 234,5 points. Vincent Descombes Sevoie améliore sa marque avec 97 m et remonte à la 28e place, avec 230 points. Le champion olympique est le sauteur suisse Simon Ammann, avec un total de 276,5 points et un meilleur saut à 108 m.
Les qualifications de l'épreuve de saut sur grand tremplin se déroulent le 19 février. Comme lors de l'épreuve sur petit tremplin, les sauteurs doivent se classer parmi les 40 premiers pour accéder au concours final, tandis que les 10 meilleurs sauteurs mondiaux sont exemptés. Avec un saut à 137 mètres, Emmanuel Chedal prend la 10e place du concours de qualification. Vincent Descombes Sevoie (26e avec 128 mètres) et David Lazzaroni (35e avec 122,5 mètres obtiennent eux aussi leur qualification, tandis qu'Alexandre Mabboux n'obtient que la 48e place, avec un saut à 107 mètres.
Lors du concours final, qui se déroule le lendemain, Vincent Descombes Sevoie réussit un saut à 120 m ce qui le place 20e rang, alors qu'Emmanuel Chedal se classe provisoirement au 25e rang avec un saut 118,5 m. En réalisant le 34e saut, à 112 m, David Lazzaroni ne parvient pas à entrer parmi les 30 premiers du classement et ne peut ainsi bénéficier d'un second saut,. Pour ce second saut, Emmanuel Chedal améliore sa marque avec 131,5 m, ce qui lui permet de se hisser au 13e rang du classement final, avec un total de 225,5 points. En améliorant lui aussi son saut, à 124,5 m, Vincent Descombes Sevoie progresse jusqu'au 21e rang final. Comme lors de l'épreuve sur petit tremplin, le Suisse Simon Ammann obtient la médaille d'or, avec un total de 283,6 points et un meilleur saut à 144 m. Emmanuel Chedal déclare que le Suisse « a juste été au-dessus du lot » alors que son résultat personnel est « plutôt moyen ».
| Athlète                  | Épreuve        | Qualification | Finale       |
| ------------------------ | -------------- | ------------- | ------------ |
| Emmanuel Chedal          | Petit tremplin | 13e           | 24e          |
| Emmanuel Chedal          | Grand tremplin | 10e           | 13e          |
| Vincent Descombes Sevoie | Petit tremplin | 18e           | 28e          |
| Vincent Descombes Sevoie | Grand tremplin | 26e           | 21e          |
| David Lazzaroni          | Petit tremplin | 25e           | 47e          |
| David Lazzaroni          | Grand tremplin | 35e           | 34e          |
| Alexandre Mabboux        | Petit tremplin | 50e           | Non qualifié |
| Alexandre Mabboux        | Grand tremplin | 48e           | Non qualifié |

Lors de l'épreuve par équipe, qui se déroule le 22 février, les sauteurs de l'équipe de France s'élancent en troisième position. Chacun des quatre membres de l'équipe dispose d'un seul saut. Premier sauteur de l'équipe, Vincent Descombes Sevoie réalise un saut à 125 mètres, plaçant provisoirement la France au huitième rang. David Lazzaroni atteint lui aussi la marque des 125 m alors qu'Alexandre Mabboux ne saute qu'à 108,5 m, la France reculant à la dixième place à ce stade de la course. Emmanuel Chedal est le dernier sauteur de l'équipe. Il effectue le meilleur des quatre sauts avec 127,5 m. Avec un total de 419,8 points, les Français se classent au 9e rang des qualifications, avec un retard de 127,5 points sur l'Autriche, première à ce stade de la compétition, et 52,4 points sur la Slovénie, dernière nation qualifiée pour la finale. L'équipe de France n'accède pas à la seconde manche.

### Short-track

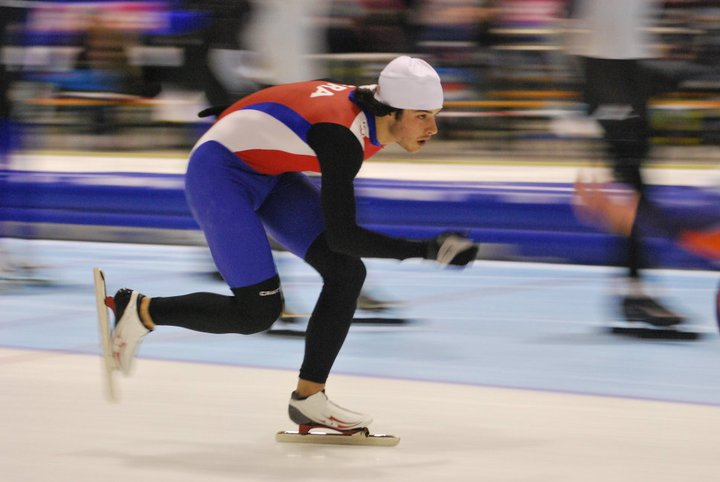
Benjamin Macé est le plus jeune des patineurs français engagés en short-track.

Sept athlètes, cinq hommes et deux femmes, représentent l'équipe de France lors des épreuves de patinage de vitesse sur piste courte, ou « short-track ». Âgée de 28 ans, Stéphanie Bouvier est l'athlète la plus expérimentée des patineurs français puisqu'elle participe à ses troisièmes Jeux olympiques d'hiver après ceux de Salt Lake City en 2002 et de Turin en 2006 lors desquels elle avait pris la cinquième place de l'épreuve de relais féminin. Elle est également championne d'Europe du 1 500 m en 2007, et plusieurs fois médaillée lors de ces mêmes championnats. Elle est engagée à Vancouver sur trois distances : le 500 m, le 1 000 m et le 1 500 m. Une autre française, Véronique Pierron, participe à l'épreuve du 500 m. Âgée de 20 ans, la Sedanaise était déjà sélectionnée pour les Jeux de Turin en 2006 en tant que remplaçante sur le relais féminin et a remporté la médaille de bronze du 1 000 m lors des Championnats d'Europe 2010 disputés à Dresde en Allemagne. Chez les hommes, Maxime Châtaignier participe lui aussi à ses deuxièmes Olympiades consécutives, tout comme Jean-Charles Mattei, engagé sur le 1 500 m. Les trois autres membres de l'équipe, Thibaut Fauconnet, Benjamin Macé et Jérémy Masson participent à leurs premiers Jeux olympiques,,. Champion d'Europe du 3 000 m et médaillé d'argent sur le 1 000 m et le 1 500 m à Dresde à la fin du mois de janvier, Thibaut Fauconnet fixe son ambition pour les Jeux : « Je m'engage à aller le plus haut possible. Je ne parle pas de médaille, je dis juste : très haut ! »

#### Qualification
Cent-vingt places sont attribuables pour les épreuves de short-track lors de ces Jeux, dans la limite de dix athlètes par nation pour les délégations engageant une équipe en relais, et six athlètes par nation pour les délégations sans relais.
La période de qualification s'étale de septembre 2009 au 1er février 2010. Les places de qualification sont attribuées en fonction des résultats obtenus par les athlètes lors de deux épreuves de la Coupe du monde qui ont lieu à Montréal et à Marquette en novembre 2009. Les patineurs inscrits pour les épreuves individuelles doivent figurer parmi les athlètes retenus pour le relais.

#### Résultats
Les épreuves de short-track se disputent dans l'enceinte du Pacific Coliseum, qui accueille également le patinage artistique lors de ces Jeux.

##### Hommes

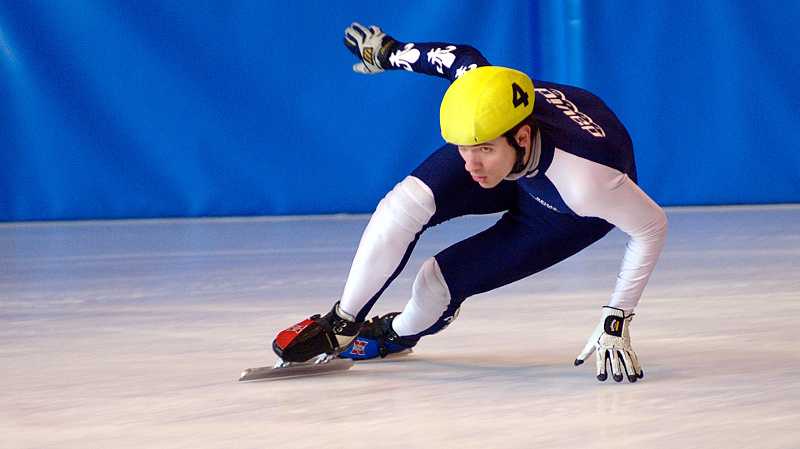
Jean-Charles Mattei est le seul patineur de vitesse français à atteindre les demi-finales lors de ces Jeux.

Les compétitions masculines débutent le 13 février avec les séries du 1 500 m, dans lesquelles trois Français sont engagés. Dans la troisième série, remportée par le Sud-Coréen Lee Jung-su, qui établit un nouveau record olympique sur la distance, Benjamin Macé prend seulement la quatrième place, ce qui le prive d'une qualification pour les demi-finales puisque seuls les trois premiers concurrents de chaque course sont qualifiés. Jean-Charles Mattei parvient quant à lui à franchir ce premier tour, en étant repêché dans sa série à la suite d'une faute du Canadien Guillaume Bastille. Alors qu'il s'élance dans la dernière série, Maxime Châtaignier est disqualifié. Les demi-finales se disputent le même jour. Jean-Charles Mattei s'élancent avec six autres concurrents, mais échouent à la dernière place de la course, loin des quatre premiers qualifiés.
Deux Français sont engagés le 17 février dans l'épreuve du 1 000 m : Maxime Châtaignier dans la troisième série et Thibaut Fauconnet dans la cinquième. Comme sur le 1 500 m, Maxime Châtaignier est disqualifié et éliminé dès son entrée en lice. Thibaut Fauconnet termine quant à lui à la deuxième place de sa série derrière l'Italien Yuri Confortola. Trois jours plus tard, en quarts de finale, il ne se classe que quatrième sur les cinq concurrents de sa course et est ainsi éliminé. Il regrette qu'une chute en milieu de course ait compromis ses chances de qualification : « Je suis très déçu. Ma course n'était pas bonne. L'Italien a essayé de me passer et il m'a poussé ce qui m'a fait chuter. J'ai perdu beaucoup de terrain. J'ai réussi à revenir, mais la force que je mets pour revenir sur le peloton, je ne l'ai plus à la fin de la course. »
Thibaut Fauconnet est le seul athlète français engagé dans l'épreuve du 500 m le 24 février. Il prend part à la cinquième série, qu'il remporte en 41 s 730 devant l'Allemand Tyson Heung. Deux jours plus tard, il échoue à la quatrième et dernière place de son quart de finale, remporté par le Britannique Jon Eley.
Le 17 février, Maxime Châtaigner, Thibaut Fauconnet, Benjamin Macé et Jean-Charles Mattei s'élancent dans la première demi-finale du relais masculin, une course de 5 000 m, en compagnie de la Corée du Sud, de l'Italie et des États-Unis. Seulement troisième de leur course, les Français sont néanmoins repêchés après une erreur commise par un patineur italien, entraînant Benjamin Macé dans sa chute. L'équipe de France est alors qualifiée pour la finale qui se déroule le 26 février. Thibaut Fauconnet avoue que « ce n'est pas la plus belle façon de se qualifier, mais l'essentiel c'est d'être en finale ». Alors que Jérémy Masson remplace Benjamin Macé, la France termine au cinquième rang de la course, remportée par le Canada. À la fin de la course, Thibaut Fauconnet analyse la prestation de l'équipe de France : « Nous finissons quand même 5e… Ce n'est pas si mal, mais le résultat voulu n'est pas là. Il y a de la satisfaction, mais aussi de la déception. »
| Athlète             | Épreuve      | Performance     | Rang |
| ------------------- | ------------ | --------------- | ---- |
| Maxime Châtaignier  | 1 000 mètres | Séries          | 32e  |
| Maxime Châtaignier  | 1 500 mètres | Séries          | 34e  |
| Thibaut Fauconnet   | 500 mètres   | Quart de finale | 13e  |
| Thibaut Fauconnet   | 1 000 mètres | Quart de finale | 15e  |
| Benjamin Macé       | 1 500 mètres | Séries          | 22e  |
| Jean-Charles Mattei | 1 500 mètres | Demi-finale     | 21e  |
| Thibaut Fauconnet   | Relais       | Finale          | 5e   |
| Maxime Châtaignier  | Relais       | Finale          | 5e   |
| Benjamin Macé       | Relais       | Finale          | 5e   |
| Jean-Charles Mattei | Relais       | Finale          | 5e   |
| Jérémy Masson       | Relais       | Finale          | 5e   |

##### Femmes

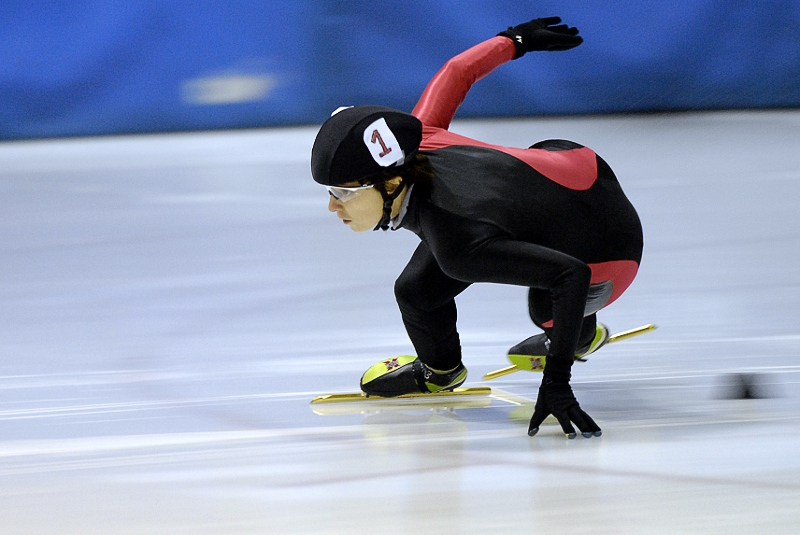
Stéphanie Bouvier se classe notamment 13e du 1000 mètres.

Le samedi 13 février, Stéphanie Bouvier et Véronique Pierron disputent les séries du 500 m, première épreuve de ces Jeux dans les compétitions de short-track. Stéphanie Bouvier est engagée dans la première série et Véronique Pierron dans la huitième. Les deux Françaises s'élancent en première position dans leurs séries respectives. Stéphanie Bouvier termine à la 3e place de sa série, en 44 s 376 derrière l'Américaine Katherine Reutter et la Sud-Coréenne Cho Ha-ri et est ainsi éliminée dès son entrée en lice puisque seules les deux premières concurrentes de chaque série se qualifient pour les quarts de finale. Véronique Pierron franchit quant à elle ce premier tour en prenant la deuxième place de sa série derrière la Bulgare Evgenia Radanova, en 45 s 218. Elle prend ensuite la quatrième et dernière place de son quart de finale, remporté par la Canadienne Marianne St-Gelais. Grâce aux temps réalisés, Véronique Pierron et Stéphanie Bouvier se classent respectivement 14e et 18e de ce 500 m olympique.
Le 24 février, Stéphanie Bouvier dispute sa deuxième épreuve, le 1 000 m. Engagée dans la sixième série, elle se qualifie pour les quarts de finale en prenant la deuxième place en 1 min 36 s 199 derrière la Sud-Coréenne Cho Ha-ri, qu'elle avait déjà rencontrée lors des séries du 500 m. Au tour suivant, elle est éliminée en se classant dernière de son quart de finale, remporté par la Chinoise Zhou Yang, qui établit un nouveau record olympique lors de cette course.
Trois jours plus tard, Stéphanie Bouvier dispute sa dernière épreuve, le 1 500 m. Engagée avec cinq autres concurrentes dans la deuxième série, elle se classe quatrième en 2 min 24 s 966 et ne parvient pas à se qualifier pour le tour suivant que rejoignent seulement les trois premières de chaque série.
| Athlète           | Épreuve      | Performance     | Rang |
| ----------------- | ------------ | --------------- | ---- |
| Stéphanie Bouvier | 500 mètres   | Séries          | 18e  |
| Stéphanie Bouvier | 1 000 mètres | Quart de finale | 13e  |
| Stéphanie Bouvier | 1 500 mètres | Séries          | 22e  |
| Véronique Pierron | 500 mètres   | Quart de finale | 14e  |

### Skeleton
Grégory Saint-Géniès, skeletoneur âgé de 32 ans, participe à ses premiers Jeux olympiques. Originaire de Maisons-Alfort, il est le seul représentant français dans les épreuves de skeleton. Chargé de mission pour le sport de haut niveau à l'Institut national du sport, de l'expertise et de la performance (INSEP), le Val-de-Marnais a d'abord pratiqué l'aviron pendant quinze ans avant de découvrir le skeleton,. Entraîné par l'Américaine Tristan Gale, première championne olympique de skeleton lors des Jeux olympiques de Salt Lake City en 2002, Grégory Saint-Géniès a pour objectif d'atteindre la manche finale et de terminer dans les huit premiers de la compétition,. Il a également participé aux Championnats du monde à trois reprises, en 2007, 2008 et 2009.

#### Qualification
Cinquante places (30 hommes et 20 femmes) sont attribuables pour les épreuves de skeleton, dans la limite de six athlètes par nation. La période de qualification s'étale du 1er octobre 2009 au 17 janvier 2010 lors des épreuves de la Fédération internationale de bobsleigh et de tobogganing (FIBT). Pour être admissibles, les athlètes doivent avoir participé et avoir été classés à au moins cinq compétitions internationales sur trois pistes différentes au cours des saisons 2008-2009 et 2009-2010. La FIBT dresse un classement des athlètes en additionnant leurs meilleurs résultats dans les épreuves de Coupe du monde, de Coupe intercontinentale, de Coupe d'Europe et de Coupe d'Amérique. Les athlètes classés parmi les cinquante meilleurs hommes et les quarante meilleurs femmes peuvent ainsi être sélectionnés pour participer aux Jeux. Grégory Saint-Géniès occupe la 28e place du classement de la FIBT avec 592 points, ce qui lui permet d'être qualifié pour les Jeux de Vancouver.

#### Résultats
Comme les épreuves de luge et de bobsleigh, les épreuves de skeleton se déroulent au Centre des sports de glisse de Whistler sur une piste de 1 450 mètres de longueur et ont lieu les 18 et 19 février. Grégory Saint-Géniès est le 21e des 28 concurrents masculins à s'élancer dans la première manche. Il réalise un temps de 53 s 40, ce qui le place au 15e rang provisoire à 1 s 08 du Letton Martins Dukurs. Parti en sixième position, il signe le neuvième temps de la deuxième manche en 53 s 16, ce qui le place au 13e rang provisoire à 1 s 65 du Canadien Jon Montgomery, nouveau leader de la compétition. Bien qu'en étant moins rapide dans la troisième manche, en 53 s 32, Grégory Saint-Géniès progresse encore dans le classement et gagne une place. Son classement lui permet d'être qualifié pour la manche finale, à laquelle participent uniquement les 20 premiers concurrents. Huitième athlète à s'élancer dans la finale, il réalise le plus mauvais temps de la manche en 53 s 43, ce qui le fait reculer au 15e rang final. Avec un temps total de 3 min 33 s 31, Grégory Saint-Géniès échoue à 3 s 58 du champion olympique canadien Jon Montgomery. À l'issue de l'épreuve, le Val-de-Marnais se déclare satisfait de sa prestation : « Je termine 15e et je suis satisfait. Je fais mieux que mon classement en coupe du monde. Je suis resté acteur de la compétition. Je n'ai pas subi la pression. J'ai appris beaucoup de choses comme la gestion de l'événement ou de la pression. Tristan Gale, mon entraîneur, est contente de ma performance, c'est une belle aventure humaine. »
| Athlètes             | Manche 1   | Manche 1 | Manche 2   | Manche 2 | Manche 3   | Manche 3 | Manche 4   | Manche 4 | Total         | Total |
| Athlètes             | Temps      | Rang     | Temps      | Rang     | Temps      | Rang     | Temps      | Rang     | Temps         | Rang  |
| -------------------- | ---------- | -------- | ---------- | -------- | ---------- | -------- | ---------- | -------- | ------------- | ----- |
| Grégory Saint-Géniès | 4,76 53,40 | 14       | 4,78 53,16 | 8        | 4,80 53,32 | 16       | 4,80 53,43 | 20       | 3 min 33 s 31 | 15    |

### Ski acrobatique

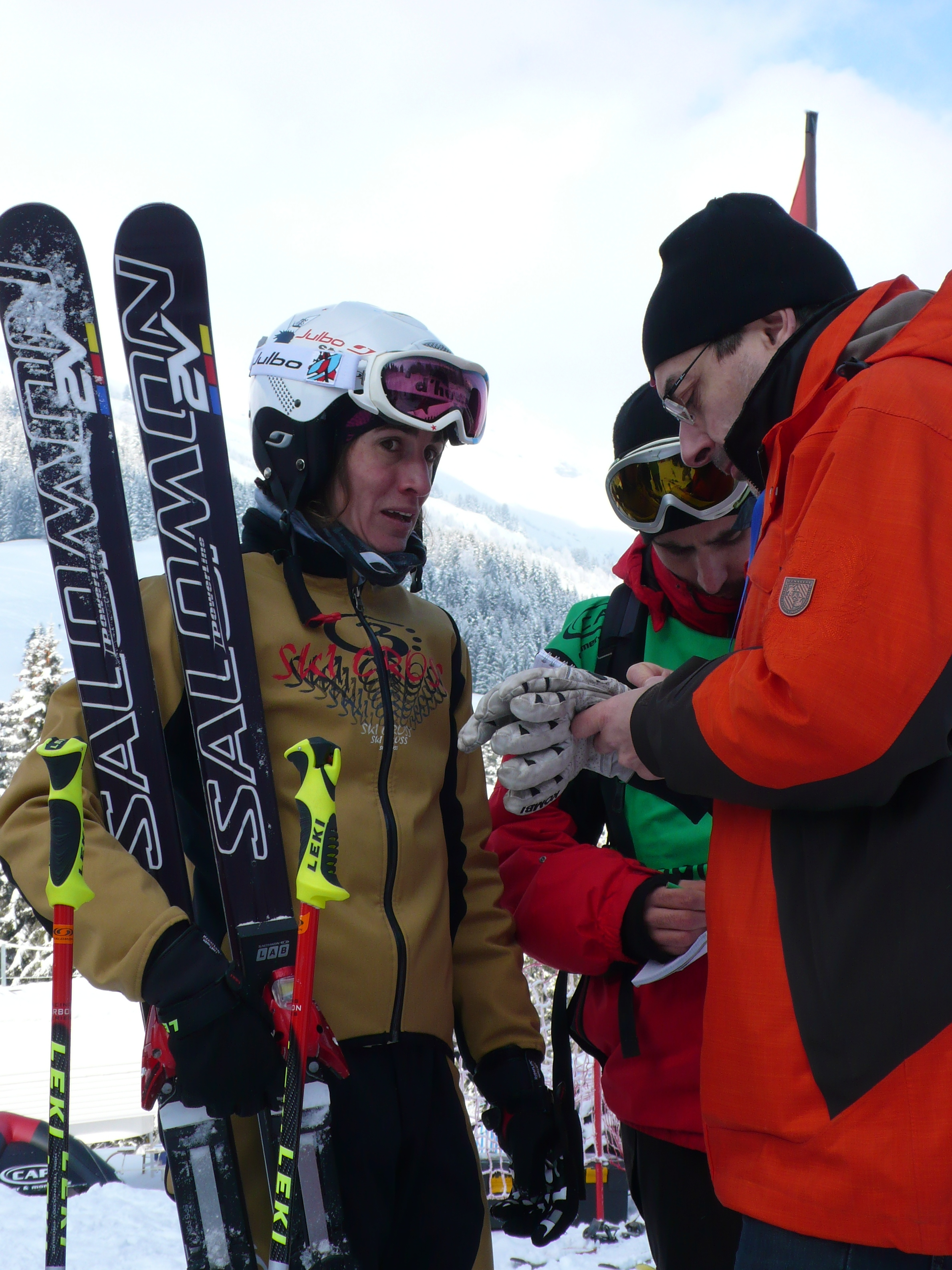
Ophélie David est l'une des meilleures chances de médailles pour la France lors de ces Jeux.

Onze skieurs, huit hommes et trois femmes, représentent la France dans les épreuves de ski acrobatique. Trois Françaises sont notamment engagées dans l'épreuve du skicross féminin, qui fait son apparition pour la première au fois au programme des Jeux d'hiver à Vancouver. Âgée de 33 ans, Ophélie David prend part à ses deuxièmes Jeux olympiques puisqu'elle compte déjà une participation sous les couleurs de la Hongrie dans les épreuves du slalom et du combiné à Lillehammer en 1994,. La skieuse de L'Alpe d'Huez vise le titre olympique, elle qui possède déjà l'un des plus beaux palmarès de sa discipline : six victoires consécutives au classement de la Coupe du monde de skicross depuis 2004, championne du monde en 2007 et vainqueur des X Games entre 2007 et 2010,. Sa place de leader de la Coupe du monde avant l'ouverture des Jeux en fait la principale favorite de l'épreuve. Ophélie David est accompagnée par la Savoyarde Chloé Georges, 29 ans, et l'Iséroise Marion Josserand, âgée de 23 ans et qui compte une victoire en Coupe du monde obtenue en janvier 2009 à St. Johann in Tirol, en Autriche. Chez les hommes, deux skieurs participent à leurs deuxièmes Jeux olympiques : Guilbaut Colas et Pierre Ochs, tous les deux spécialistes du ski de bosses. Médaillé d'argent en bosses en parallèle aux Mondiaux de Madonna di Campiglio en 2007, Guilbaut Colas est l'un des favoris dans sa discipline. Malgré une fracture d'une vertèbre en août 2009, le skieur grenoblois remporte deux victoires dans des épreuves de Coupe du monde, à Deer Valley puis Lake Placid à quelques semaines de l'ouverture des Jeux. Arrivé 10e des Jeux de Turin en 2006, Guilbaut Colas est optimiste quant à ses chances de succès à Vancouver : « Ma blessure m'a permis de travailler mentalement mais aussi techniquement. Le port du corset a changé ma position sur les skis, je suis plus disponible aujourd'hui. Et puis on est là pour se faire plaisir. » Âgé de 25 ans, le Tarnais Pierre Ochs a terminé 17e des Jeux de Turin. Âgés respectivement de 21 ans et 22 ans, les Savoyards Arnaud Burille et Anthony Benna sont eux aussi engagés en ski de bosses,. Quatre skieurs sont sélectionnés pour les épreuves de skicross, qui fait son apparition au programme des Jeux de Vancouver : Enak Gavaggio, Ted Piccard, Xavier Kuhn et Sylvain Miaillier. Médaillé de bronze aux championnats du monde de 2007, Enak Gavaggio est également spécialiste de freeride. Surnommé le dark lord, il vise une médaille à Vancouver avant de mettre fin à sa carrière : « Cette piste olympique de Cypress est rapide, technique, dangereuse. Ce tracé est fait pour moi ! » Âgé de 31 ans, Ted Piccard est le petit frère de Franck Piccard, champion olympique du super-G à Calgary en 1988.

#### Quotas
Cent quatre-vingts places sont attribuables pour les épreuves de ski acrobatique aux Jeux de Vancouver, réparties équitablement entre les hommes et les femmes. Le quota de skieurs, pour les hommes comme pour les femmes, est de : 30 skieurs pour les bosses, 25 pour le saut acrobatique et 35 pour le skicross. Le nombre de skieurs par nation est limité à 18, avec un maximum de 10 hommes ou de 10 femmes. La période d'obtention des quotas s'étale de juillet 2008 au 25 janvier 2010. Les places parmi les 30 premières de l'épreuve concernée (bosses, saut ou ski cross) lors des championnats du monde ou d'une compétition de Coupe du monde se déroulant pendant la période de qualification ouvrent droit aux quotas pour leur nation. Les skieurs doivent par ailleurs totaliser un minimum de 100 points dans le classement mondial établi par la Fédération internationale de ski dans l'épreuve concernée pour pouvoir être sélectionnés par leur fédération.

#### Résultats

##### Hommes

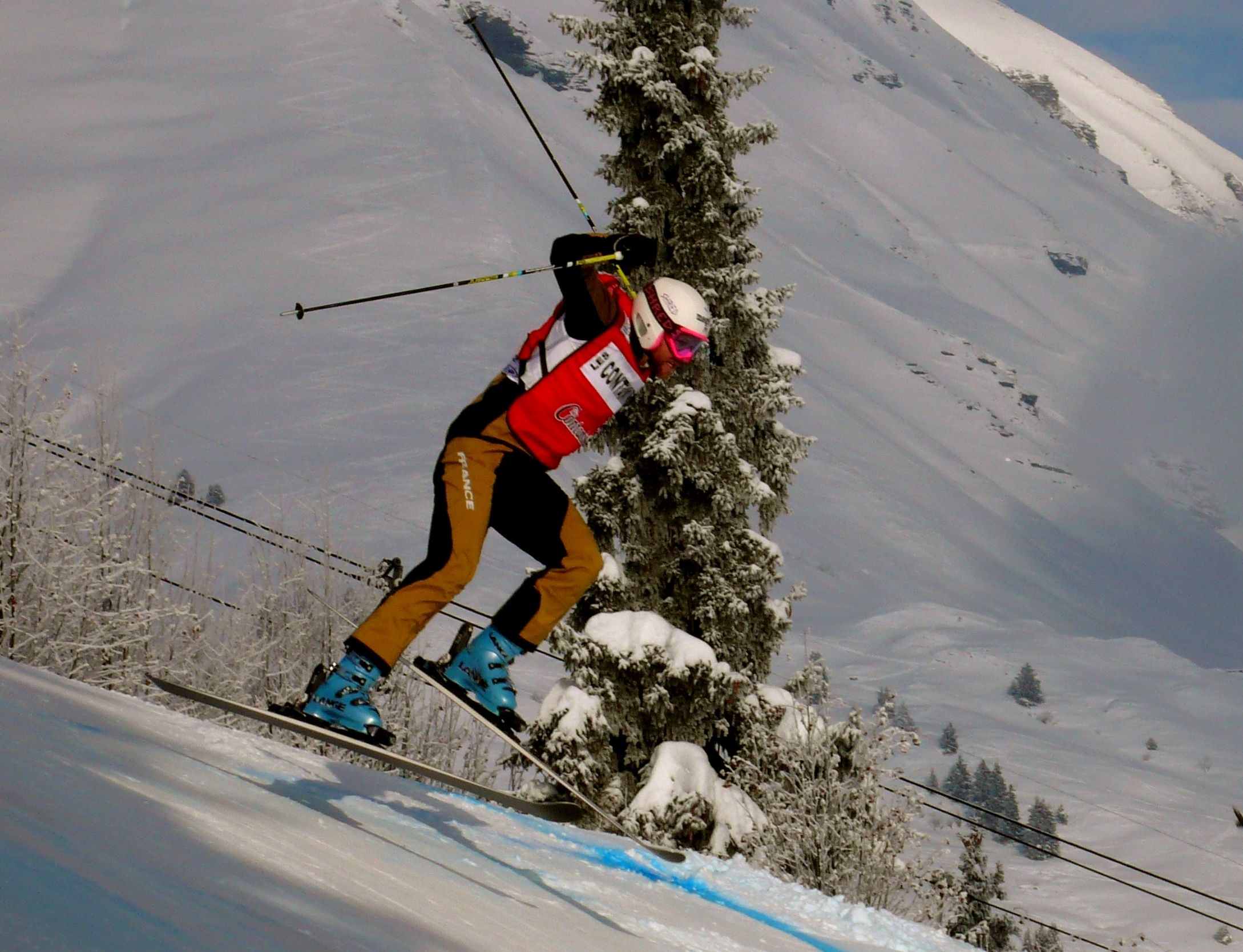
Xavier Kuhn est éliminé dès les huitièmes de finale.

Les qualifications pour l'épreuve masculine de bosses ont lieu le 14 février. Seuls les vingt meilleurs skieurs obtiennent une place en finale. Guilbaut Colas est le deuxième skieur à s'élancer. Il réalise le meilleur score de ces qualifications, avec 25,93 points, devançant ainsi le Canadien Alexandre Bilodeau et l'Américain Bryon Wilson. Les autres Français connaissent des fortunes diverses : Pierre Ochs est 17e avec 23,19 points, tandis qu'Arnaud Burille, seulement 22e avec 22,58 points, n'intègre pas le Top 20 et ne peut ainsi se qualifier pour la finale. Le quatrième Français engagé dans l'épreuve, Anthony Benna, chute à la réception d'un saut et ne peut terminer sa course. La finale se dispute le même jour et les skieurs s'élancent dans l'ordre inverse de leur classement dans la manche de qualification. Pierre Ochs est ainsi le quatrième skieur à s'élancer. Avec un score de 23,62 points, il obtient la 12e place du classement final. Favori pour le podium, Guilbaut Colas échoue finalement à la sixième place, avec un score plus faible qu'en qualifications : 25,74 points,. Le titre olympique revient au Canadien Alexandre Bilodeau.
Le skicross hommes est disputé le 21 février. Une manche de qualifications permet d'établir la composition des huitièmes de finale, en fonction du temps réalisé par chacun des concurrents. Le Français Xavier Kuhn est le troisième skieur le plus rapide en piste, avec un temps de 1 min 12 s 91, à 0 s 38 du Suisse Michael Schmid qui signe le meilleur temps. Enak Gavaggio est 13e en 1 min 13 s 90, juste devant Sylvain Miaillier, qui n'a qu'un centième de seconde de retard sur Gavaggio. Quatrième Français engagé, Ted Piccard est 16e en 1 min 14 s 10. Deux d'entre eux sont éliminés sur chute dès les huitièmes de finale. Ted Piccard est victime d'une collision dans les airs sur l'avant-dernier saut avec l'Américain Daron Rahlves. Xavier Kuhn chute quant à lui alors qu'il était en tête de sa série : « Sur le bas, je me suis envolé très haut, et je me suis posé dans un nid de poule, j'ai basculé en avant et voilà. Je m'en veux énormément car je passe à côté de l’événement. » Sylvain Miaillier et Enak Gavaggio se qualifient en remportant leurs huitièmes de finale respectifs. En quart de finale, Miaillier prend la troisième place derrière le Norvégien Audun Grønvold et le Canadien Christopher Del Bosco, achevant ainsi son parcours à ce stade de la compétition. Enak Gavaggio franchit quant à lui les quarts de finale en finissant en tête de sa course, mais est éliminé en demi-finale en prenant la 4e et dernière place derrière Michael Schmid, futur champion olympique, l'Autrichien Andreas Matt et le Canadien Davey Barr. Dans la petite finale, il devance ses trois concurrents, ce qui lui permet de se classer au 5e rang final de l'épreuve, une place qui n'atténue pas sa déception : « C'était terrible. J'ai failli ne pas courir la petite finale. Puis je me suis dit que tous les gens qui me soutenaient, tous mes amis, seraient dégoûtés. Alors je suis reparti et je l'ai gagnée. Mais 5e, ça ne sert à rien. J'arrête. C'est fini, et c'est ça le plus terrible. J'étais venu ici faire une médaille, je savais que c'était possible et finalement, je reste sur le sentiment d'une carrière inachevée. »
| Skieurs           | Épreuve   | Performance         | Rang    |
| ----------------- | --------- | ------------------- | ------- |
| Enak Gavaggio     | Ski Cross | Demi-finale         | 5e      |
| Sylvain Miaillier | Ski Cross | Quarts de finale    | 12e     |
| Xavier Kuhn       | Ski Cross | Huitièmes de finale | 17e     |
| Ted Piccard       | Ski Cross | Huitièmes de finale | 21e     |
| Guilbaut Colas    | Bosses    | 25,74 points        | 6e      |
| Pierre Ochs       | Bosses    | 23,62 points        | 12e     |
| Arnaud Burille    | Bosses    | Qualifications      | 22e     |
| Anthony Benna     | Bosses    | Qualifications      | Abandon |

##### Femmes

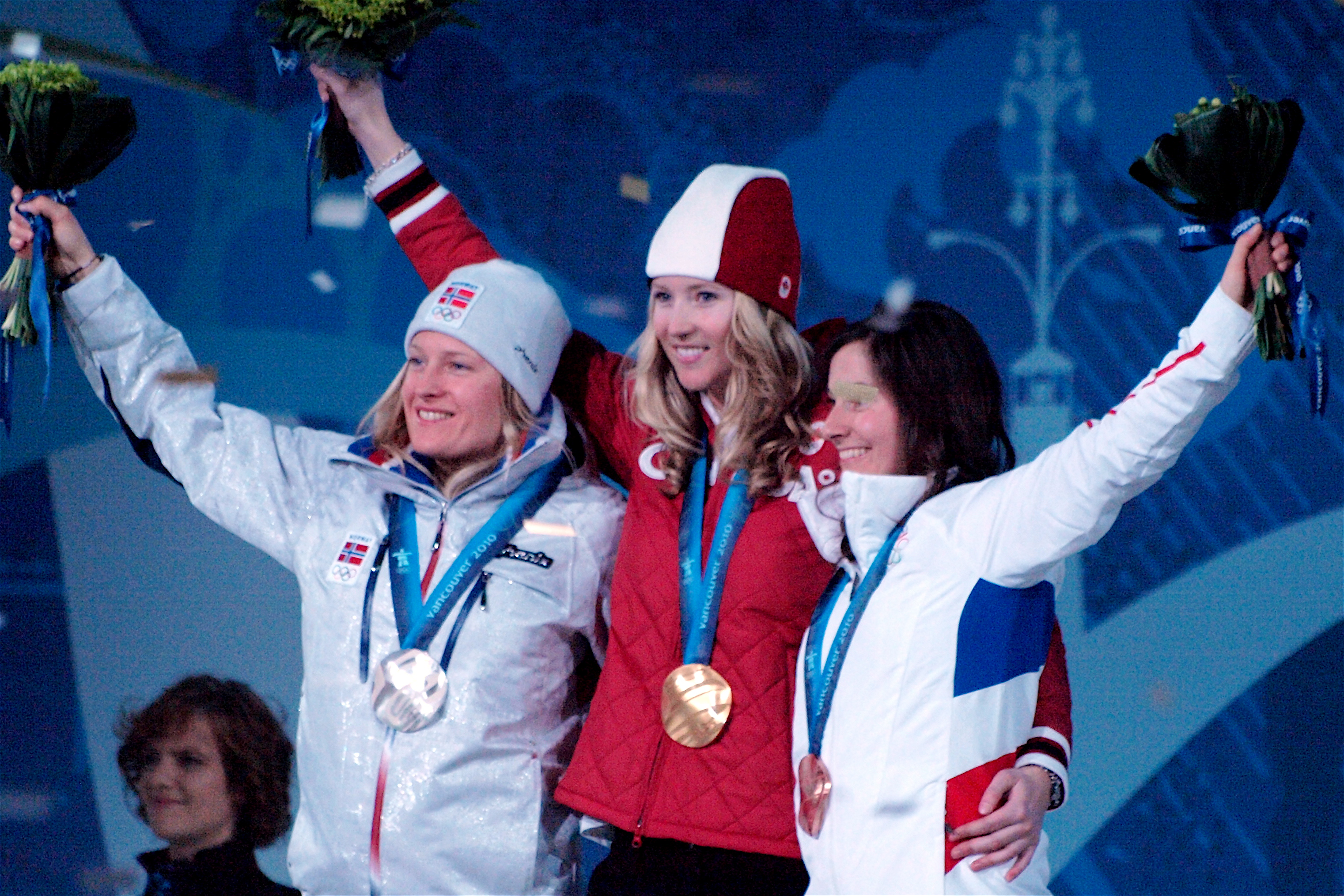
Marion Josserand (à droite) sur le podium de l'épreuve de skicross féminine.

L'épreuve de skicross féminin se déroule le 23 février et débute par une manche de qualification au cours de laquelle les skieuses s'élancent seules en piste afin d'établir le meilleur temps possible pour intégrer les huitièmes de finale. Ophélie David est la première Française à s'élancer avec le dossard no 5. Elle obtient le sixième temps final en 1 min 18 s 14, à 0 s 99 du meilleur temps réalisée par la Suédoise Anna Holmlund. Marion Josserand se classe 13e en 1 min 19 s 42 et Chloé Georges 28e en 1 min 22 s 03. Ophélie David est ensuite engagée dans le 3e huitième de finale, qu'elle remporte devant la Suédoise Magdalena Iljans. Marion Josserand se qualifie elle aussi pour les quarts de finale en se classant deuxième du huitième de finale derrière la Canadienne Kelsey Serwa. Chloé Georges termine quant à elle à la 4e et dernière place de sa course, synonyme d'élimination. Ophélie David et Marion Josserand se retrouvent toutes les deux dans le même quart de finale. Favorite de l'épreuve, Ophélie David chute à la réception d'un saut, et ne peut poursuivre la course. À l'inverse, Marion Josserand se classe 2e et obtient sa qualification pour les demi-finales, dont elle prend à nouveau la deuxième place, derrière l'Autrichienne Karin Huttary. En finale, elle parvient à devancer cette même Autrichienne pour s'emparer de la médaille de bronze, derrière la Canadienne Ashleigh McIvor et la Norvégienne Hedda Berntsen. À l'issue de l'épreuve, Marion Josserand espère que sa médaille favorisera le développement du skicross en France.
| Skieurs          | Épreuve  | Performance         | Rang |
| ---------------- | -------- | ------------------- | ---- |
| Marion Josserand | Skicross | Finale              | 3e   |
| Ophélie David    | Skicross | Quarts de finale    | 9e   |
| Chloé Georges    | Skicross | Huitièmes de finale | 28e  |

### Ski alpin

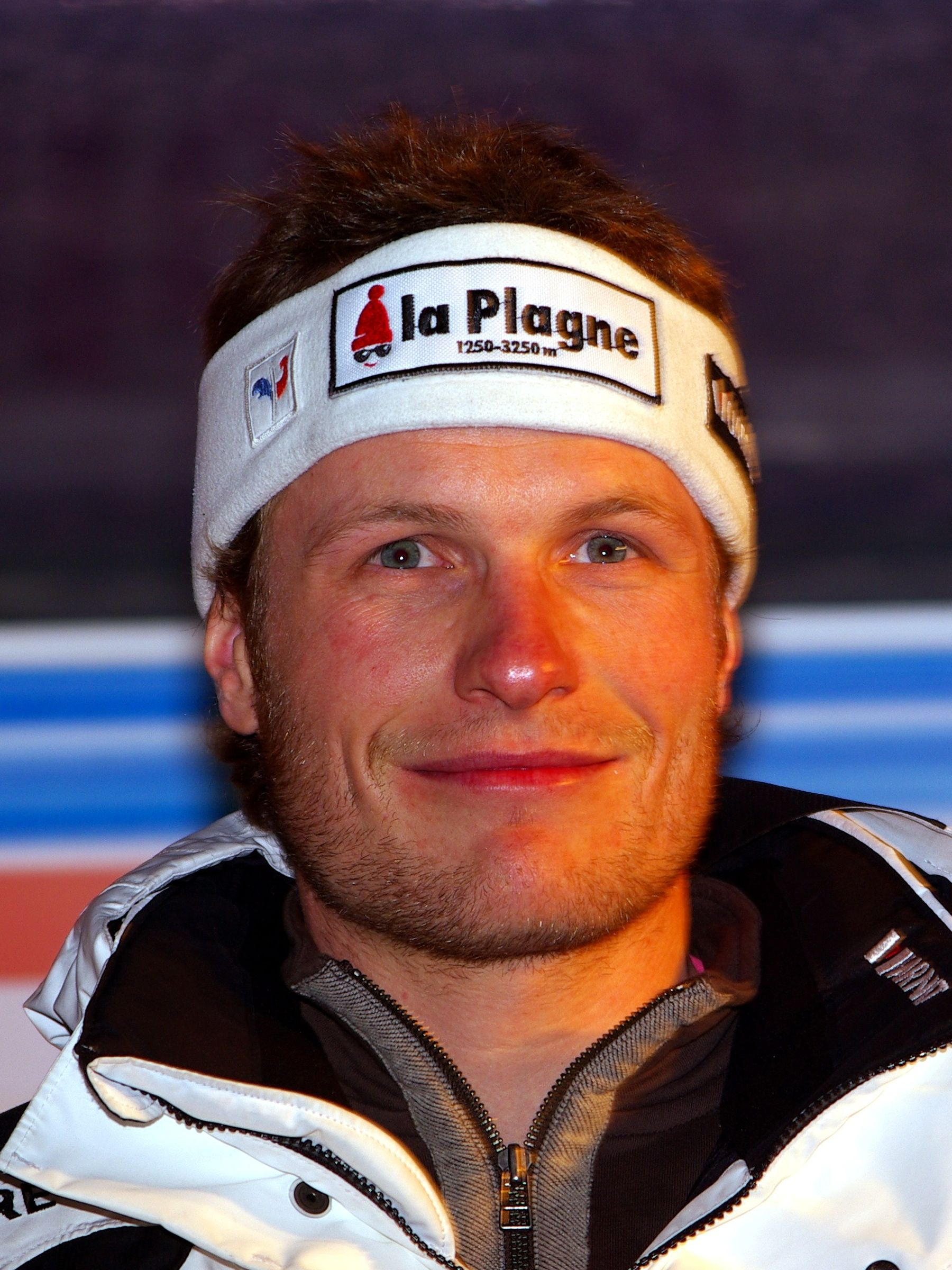
Le slalomeur Julien Lizeroux est l'une des meilleures chances de médaille pour les Français à Vancouver.

Vingt-deux skieurs alpins français, dix hommes et douze femmes, participent aux Jeux. Chez les hommes, Gauthier de Tessières, skieur de L'Alpe d'Huez, est le seul ayant déjà participé à des Jeux olympiques d'hiver. Engagé dans deux épreuves à Turin en 2006, il s'était classé 39e du super-G et avait abandonné dans la première manche du slalom géant. Âgé de 28 ans, il a notamment obtenu la 11e place du super-G  et la 15e en slalom géant lors des championnats du monde 2009 à Val-d'Isère,. Les autres skieurs disputent leur première compétition olympique. David Poisson, Guillermo Fayed et Adrien Théaux sont engagés en descente et en super-G. L'Annécien David Poisson, âgé de 27 ans, s'est classé neuvième du super-G et de la descente des Mondiaux de Bormio en 2007 et a signé quelques bons résultats dans les épreuves de Coupe du monde avant les Jeux de Vancouver, avec notamment une 4e place dans la descente de Bormio et la 9e sur la piste de Beaver Creek. Originaire de Chamonix, Guillermo Fayed dispute à 24 ans sa première grande compétition internationale avec l'équipe de France. Il s'illustre peu avant les Jeux en prenant la quatrième place de la descente d'une épreuve de Coupe d'Europe disputée à Wengen, en Suisse. Le Tarbais Adrien Théaux, membre du club de ski de Val Thorens, a pris la 5e place de la descente des Mondiaux de Val d'Isère en 2009. À Vancouver, il est également engagé dans l'épreuve du super-combiné. L'autre descendeur de l'équipe est Johan Clarey, âgé de 29 ans. Il obtient son premier podium en Coupe du monde quelques semaines avant l'ouverture des Jeux dans la descente de Val Gardena. Le slalomeur Julien Lizeroux constitue la principale chance de médaille française en ski alpin. Double médaillé d'argent aux Mondiaux de Val d'Isère en 2009, en slalom et en super combiné, Lizeroux occupe le deuxième rang de la Coupe du monde de slalom avant l'ouverture des Jeux de Vancouver, en ayant notamment terminé quatre fois sur le podium, dont une victoire à Adelboden,. Steve Missillier, âgé de 25 ans, est l'autre espoir de médaille dans le slalom masculin après sa sixième place aux championnats du monde de Val d'Isère. Il participe également à l'épreuve du slalom géant, en compagnie de Cyprien Richard, qui réussit à monter sur le podium d'une épreuve de Coupe du monde un peu plus d'un mois avant l'ouverture des Jeux, en prenant la 3e place du slalom géant d'Alta Badia. Le skieur savoyard annonce ses ambitions : « Je me sens bien sur mes skis, tous les voyants sont au vert. » Le sixième du super-combiné des Mondiaux 2009 Thomas Mermillod-Blondin, engagé sur la même épreuve à Vancouver  mais aussi en slalom et slalom géant, ainsi que le slalomeur Maxime Tissot, âgé de 23 ans, complètent l'équipe de France masculine de ski alpin.
Douze skieuses sont engagées en ski alpin, parmi lesquelles Sandrine Aubert, troisième du classement de la Coupe du monde de slalom avant l'ouverture des Jeux de Vancouver. L'Iséroise, âgée de 27 ans, a remporté les slaloms d'Åre et de Zagreb au cours de la saison olympique. Elle décrit les Jeux comme « un rêve de gosse » et espère y décrocher une médaille. Elle est accompagnée dans l'épreuve du slalom par la Savoyarde Claire Dautherives, âgée de 27 ans, la Toulousaine Anne-Sophie Barthet et la Niçoise Nastasia Noens, médaillée de bronze aux championnats du monde Junior de 2008, toutes deux âgées de 21 ans. Comme Sandrine Aubert, elles participent toutes les trois à leurs premiers Jeux olympiques,,. En slalom géant, la jeune Franco-australienne Tessa Worley, âgée de 20 ans, vise également une médaille, et déclare se sentir « capable d’être la meilleure sur un jour ». Septième des Mondiaux de Val-d'Isère, elle remporte le slalom géant d'Åre en décembre 2009, un peu plus d'un mois avant l'ouverture des Jeux. À 21 ans, la skieuse de Courchevel Taïna Barioz, originaire de Tahiti, prétend elle aussi à une médaille, après avoir obtenu son premier podium en Coupe du monde le 28 décembre dans le slalom géant de Lienz : « Quand on est 3e, on est capable de gagner. » Les Savoyardes Olivia Bertrand et Anémone Marmottan, âgées de 21 ans, sont elles aussi engagées dans le slalom géant,. Dans les épreuves de vitesse (descente et super-G), Ingrid Jacquemod participe à ses troisièmes Jeux olympiques après ceux de Salt Lake City en 2002 et de Turin en 2006. Âgée de 31 ans, elle compte une victoire en Coupe du monde, la descente de Santa Caterina en 2005. Après avoir obtenu la médaille d'argent en super-G à Val-d'Isère en 2009, Marie Marchand-Arvier se montre ambitieuse avant l'ouverture des Jeux : « Cela m’a montré que je pouvais répondre présente le jour J. Cela m’a apporté plus d’ambition, plus d’envie. » Déjà présente aux Jeux de Turin en 2006, elle avait notamment obtenu la quinzième place de la descente. L'Iséroise Marion Rolland, cinquième de la descente des championnats du monde 2009, et la Savoyarde Aurélie Revillet participent à leurs premières olympiades,.

#### Quotas
Trois-cent-vingt places sont attribuables en ski alpin pour les Jeux olympiques de Vancouver, dans la limite de vingt-deux skieurs par nation. Chaque délégation ne peut engager plus de quatre skieurs par épreuve. La période d'obtention des quotas s'étale entre juillet 2008 et le 25 janvier 2010. Pour se qualifier, les skieurs classés parmi les 500 premiers de chaque épreuve au classement établi par la Fédération internationale de ski (FIS) sont admissibles, en sachant que pour les épreuves de descente, de super-combiné et de super-G, les skieurs doivent détenir un maximum de 120 points FIS dans l'épreuve concernée. Si une nation ne possède aucun skieur réalisant ces critères, il lui est néanmoins possible d'engager un skieur dans les épreuves de slalom et de slalom géant, à condition que celui-ci ait participé aux 2009 et qu'il ne dépasse pas les 140 points FIS dans l'épreuve concernée.
Dans chaque épreuve, le nombre de skieurs français remplissant les critères de qualification dépasse le quota de quatre skieurs maximum à engager. En conséquence, la Fédération française de ski sélectionne les skieurs ayant le plus fort potentiel de médailles en prenant notamment en compte les résultats dans les épreuves de Coupe du monde pour les saisons 2008-2009 et 2009-2010, la capacité des sportifs retenus à participer à la performance collective de l'équipe de France olympique, ainsi que l'état de forme physique et psychologique à la date de sélection.

#### Résultats
Le ski alpin ne rapporte aucune médaille à la France pour la première fois depuis les Jeux de Lillehammer en 1994,.

##### Hommes

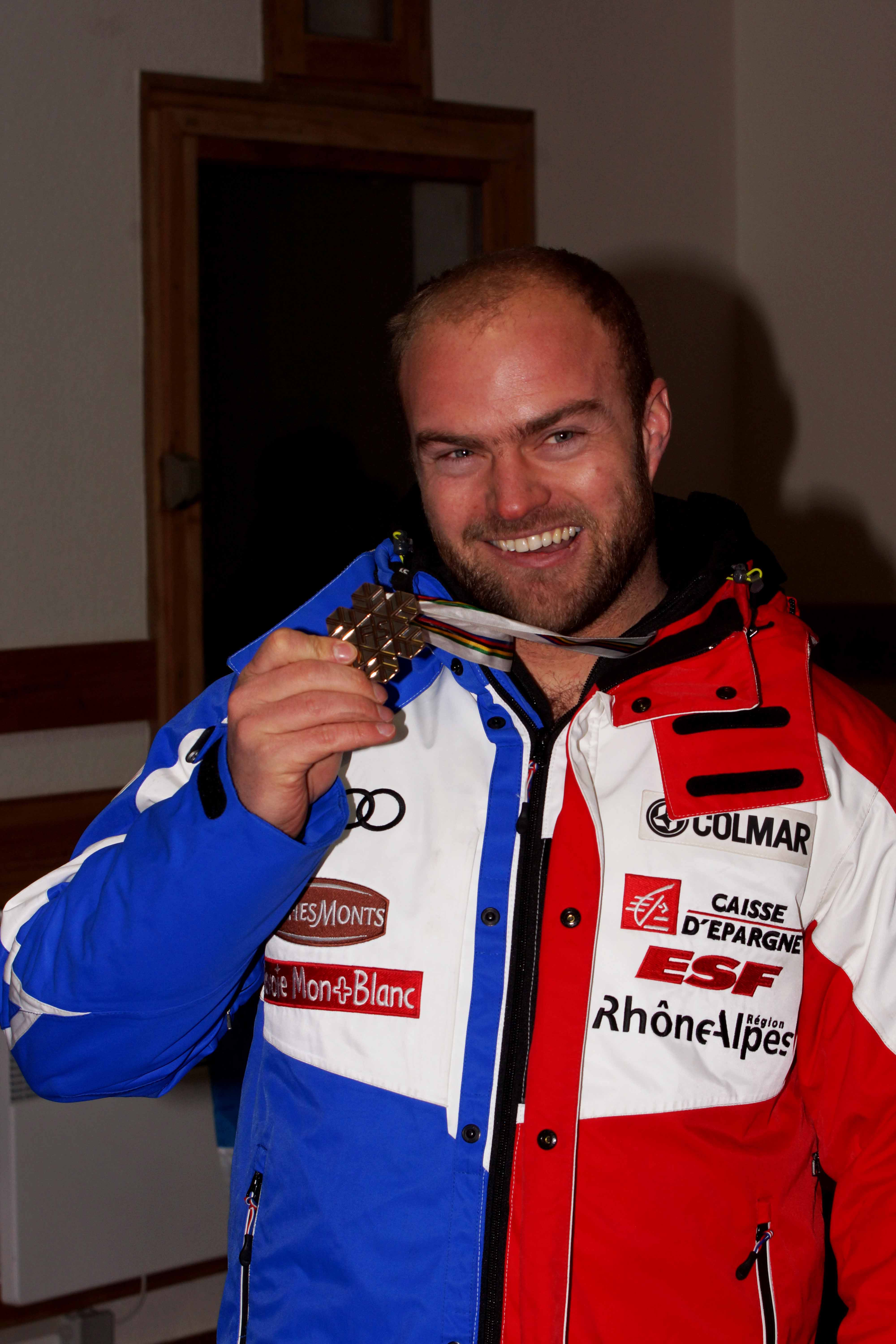
David Poisson, ici en 2013, se classe 7e de la descente olympique.

La descente masculine, initialement prévue le samedi 13 février, est finalement repoussée au lundi 15 février en raison des chutes de pluie et de neige qui ont dégradé la piste de Whistler et mettent en danger la sécurité des skieurs. David Poisson est le premier Français à s'élancer, avec le dossard no 3. Il effectue sa descente en 1 min 54 s 82, ce qui lui permet de se classer au 7e rang final, avec un retard de 0 s 51 sur le champion olympique suisse Didier Défago,. Il estime avoir réalisé une bonne performance : « Je suis satisfait, malgré le profil de la piste qui ne me convenait pas forcément. J'ai juste fait une petite faute au mauvais endroit, sur un plat. » Le Tarbais Adrien Théaux est 16e, en 1 min 55 s 40, à 1 s 09 de Défago. Guillermo Fayed se classe quant à lui 26e, à 1 s 89 du Suisse. Il devance Johan Clarey, quatrième et dernier skieur français, 27e à près de deux secondes.
| Skieur          | Épreuve  | Temps final   | Retard | Rang |
| --------------- | -------- | ------------- | ------ | ---- |
| David Poisson   | Descente | 1 min 54 s 82 | 0 s 51 | 7e   |
| Adrien Théaux   | Descente | 1 min 55 s 40 | 1 s 09 | 16e  |
| Guillermo Fayed | Descente | 1 min 56 s 20 | 1 s 89 | 26e  |
| Johan Clarey    | Descente | 1 min 56 s 29 | 1 s 98 | 27e  |

Le super-G se déroule quatre jours plus tard. Adrien Théaux est cette fois-ci le meilleur Français, en se classant 13e de la course, soit trois places de mieux que lors de la descente. Avec un temps de 1 min 31 s 24, il ne possède que 90 centièmes de seconde de retard sur le Norvégien Aksel Lund Svindal qui remporte le titre olympique, après avoir pris la médaille d'argent sur la descente.
Le skieur pyrénéen est loin de son objectif : « J'ai eu de bonnes sensations, mais j'ai fait quelques petites fautes sur le bas qui me coûtent cher. En fait, je suis dans le coup jusqu'au dernier chrono intermédiaire. Ce sont les Jeux, il faut donc jouer, il faut envoyer. J'ai pris ma chance, je suis parti à la faute et ça n'a pas voulu rigoler. Je suis très déçu car il y avait les moyens de faire une médaille. » Guillermo Fayed se classe 22e à 1 s 69 de Svindal et Gauthier de Tessières 31e avec 2 s 83 de retard sur le Norvégien. Meilleur Français dans la descente, David Poisson sort du tracé à la mi-course, et ne peut achever son super-G.
| Skieur                | Épreuve | Temps final   | Retard  | Rang    |
| --------------------- | ------- | ------------- | ------- | ------- |
| Adrien Théaux         | Super-G | 1 min 31 s 24 | 0 s 90  | 13e     |
| Guillermo Fayed       | Super-G | 1 min 32 s 03 | 1 s 69  | 22e     |
| Gauthier de Tessières | Super-G | 1 min 33 s 17 | 2 s 83  | 31e     |
| David Poisson         | Super-G | Abandon       | Abandon | Abandon |

Le super-combiné se déroule le 21 février. Les skieurs débutent alors par la descente. Vice-champion du monde de la discipline un an plus tôt à Val-d'Isère, Julien Lizeroux espère obtenir un résultat identique à Vancouver. Il ne réalise cependant que le 35e temps de la descente, ce qui lui vaut un retard de 4 s 03 sur le Norvégien Aksel Lund Svindal, alors en tête à ce stade de la compétition. Spécialiste de la descente, Adrien Théaux se classe quant à lui 14e à 1 s 90. Thomas Mermillod-Blondin, qui fait son entrer dans les Jeux olympiques sur cette épreuve, se classe 29e à 3 s 35. Quatrième Français engagé, Johan Clarey ne termine pas la descente. Dans le slalom, les trente premiers skieurs de la descente s'élancent dans l'ordre inverse de leur classement, avant que les skieurs classés au-delà de la 30e place s'élancent à leur tour. Thomas Mermillod-Blondin est alors le premier Français à effectuer son slalom. Il réalise le 15e temps de la manche, en 51 s 18, ce qui lui permet de progresser jusqu'au 19e rang final du combiné. Huitième temps du slalom, Julien Lizeroux prend la 18e place finale. Adrien Théaux se classe 12e, à 3 s 05 du champion olympique américain Bode Miller,.
| Skieur                   | Épreuve       | Descente      | Slalom  | Temps final   | Retard  | Rang    |
| ------------------------ | ------------- | ------------- | ------- | ------------- | ------- | ------- |
| Adrien Théaux            | Super-combiné | 1 min 55 s 05 | 52 s 92 | 2 min 47 s 97 | 3 s 05  | 12e     |
| Julien Lizeroux          | Super-combiné | 1 min 57 s 18 | 51 s 18 | 2 min 48 s 36 | 3 s 44  | 18e     |
| Thomas Mermillod-Blondin | Super-combiné | 1 min 56 s 50 | 52 s 12 | 2 min 48 s 62 | 3 s 70  | 19e     |
| Johan Clarey             | Super-combiné | Abandon       | Abandon | Abandon       | Abandon | Abandon |

Quatre Français sont engagés dans le slalom géant qui se déroule deux jours plus tard : Cyprien Richard, Steve Missillier, Gauthier de Tessières et Thomas Mermillod-Blondin. La première manche est dominée par le Suisse Carlo Janka, champion du monde en titre, en 1 min 17 s 27. Cyprien Richard, classé au 7e rang à 0 s 53 de Janka, est le meilleur Français. Il conserve ainsi ses chances de médaille pour la deuxième manche. Steve Missilier prend la 12e place à 0 s 93 du Suisse. Gauthier de Tessières est 31e à plus de deux secondes, tandis que Thomas Mermillod-Blondin est sorti du tracé, étant ainsi contraint à l'abandon. Les résultats en seconde manche sont plus contrastés : Gauthier de Tessières ne prend pas le départ, une blessure au genou s'étant réveillée à l'échauffement, tandis que Cyprien Richard chute au milieu du parcours. Malgré sa déception de ne pas finir la course, ce dernier se veut optimiste pour l'avenir : « Au départ, j'avais l'état d'esprit d'un gagneur. Malheureusement j'ai fait une faute très vite et derrière je me crispe un peu. Mais l'état d'esprit est bon, je suis sur une pente ascendante, je progresse. » Steve Missillier est le seul Français à terminer la course : il se classe 13e à 1 s 60 du champion olympique Carlo Janka.
| Skieur                   | Épreuve      | Manche 1      | Manche 2      | Temps final   | Retard  | Rang    |         |
| ------------------------ | ------------ | ------------- | ------------- | ------------- | ------- | ------- | ------- |
| Steve Missillier         | Slalom géant | 1 min 18 s 20 | 1 min 21 s 23 | 2 min 39 s 43 | 1 s 60  | 13e     |         |
| Cyprien Richard          | Slalom géant | 1 min 17 s 86 | Abandon       | Abandon       | Abandon | Abandon | Abandon |
| Gauthier de Tessières    | Slalom géant | 1 min 19 s 50 | Abandon       | Abandon       | Abandon | Abandon | Abandon |
| Thomas Mermillod-Blondin | Slalom géant | Abandon       | Abandon       | Abandon       | Abandon | Abandon |         |

Le slalom masculin est la dernière épreuve de ski alpin de ces Jeux, disputée le 27 février, à la veille de la cérémonie de clôture. Des quatre Français engagés dans la première manche, Julien Lizeroux est le mieux placé avec le 8e rang. Parti avec le dossard no 4, il achève sa manche en 48 s 82, à un peu plus d'une seconde de l'Italien Giuliano Razzoli, meilleur temps. Steve Missillier et Maxime Tissot, lequel dispute son unique épreuve à Vancouver, se classent respectivement 15e et 16e tandis que Thomas Mermillod-Blondin, quatrième Français engagé, est 21e. Dans la deuxième manche, les trente premiers du classement provisoire s'élancent dans l'ordre inverse de leur classement. Thomas Mermillod-Blondin est alors le premier Français à entrer en piste. Il conserve son rang initial, tout comme Maxime Tissot, tandis que Steve Missillier sort de la piste. En réalisant seulement le dixième temps de la seconde manche, Julien Lizeroux prend la 9e place finale, loin de ses ambitions de podium : « Je crois qu'aujourd'hui, les trois qui sont sur le podium ont un toucher de neige très fin, très particulier. C'est vrai que c'est un revêtement que l'on n'a pas l'habitude d'avoir. Aujourd'hui, j'ai eu beaucoup de mal à m'adapter à cette neige. J'avais des appuis un petit peu secs et puis je crois que j'ai fait trop de fautes. Je n'ai aucun regret. J'ai tout donné. »
| Skieur                   | Épreuve | Manche 1 | Manche 2 | Temps final   | Retard  | Rang    |
| ------------------------ | ------- | -------- | -------- | ------------- | ------- | ------- |
| Julien Lizeroux          | Slalom  | 48 s 82  | 51 s 90  | 1 min 40 s 72 | 1 s 40  | 9e      |
| Maxime Tissot            | Slalom  | 49 s 52  | 52 s 02  | 1 min 41 s 54 | 2 s 22  | 16e     |
| Thomas Mermillod-Blondin | Slalom  | 49 s 90  | 52 s 58  | 1 min 42 s 48 | 3 s 16  | 21e     |
| Steve Missillier         | Slalom  | 49 s 49  | Abandon  | Abandon       | Abandon | Abandon |

##### Femmes

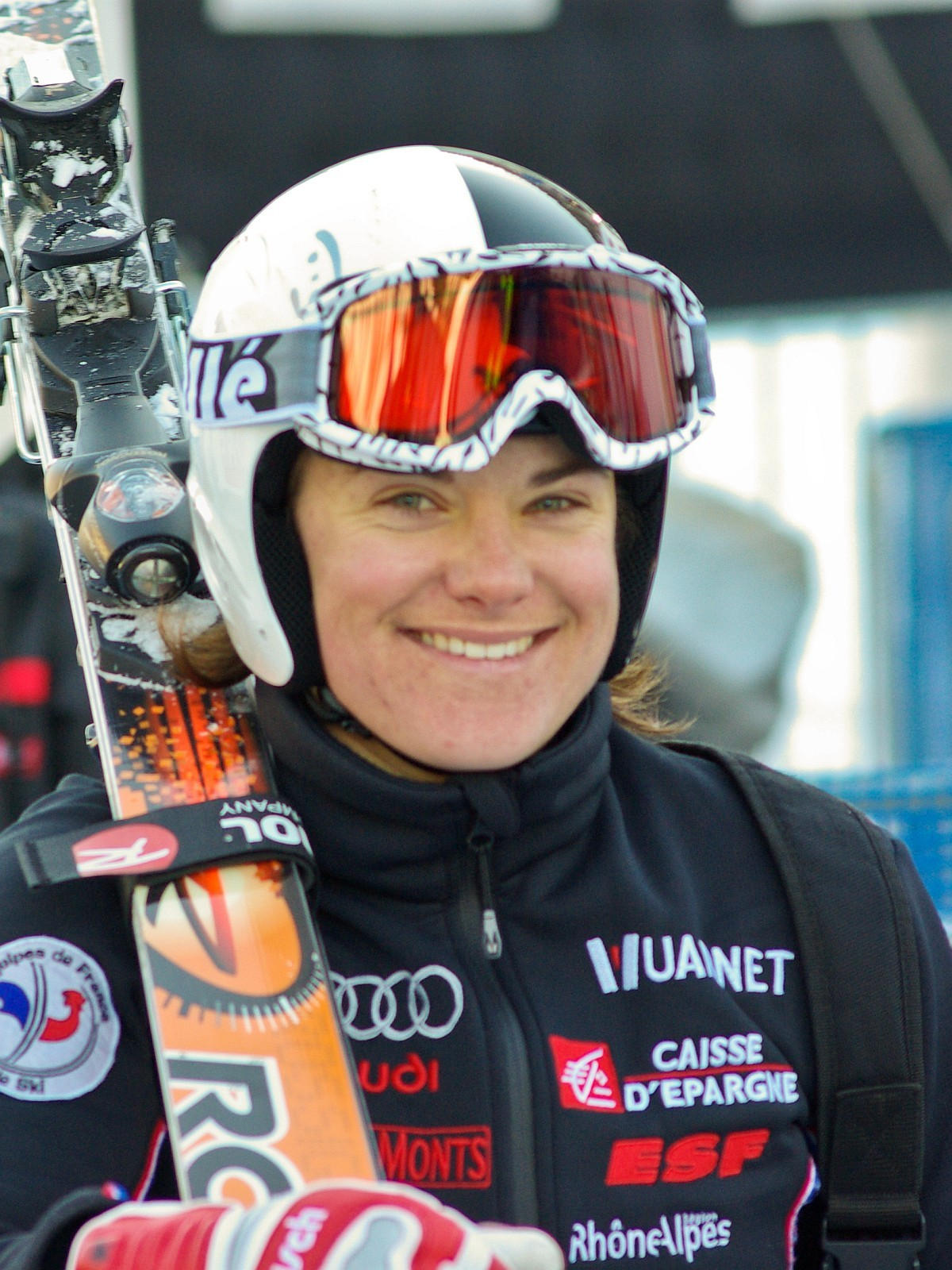
Marion Rolland chute dès les premiers mètres de la descente olympique.

La descente est la première épreuve féminine de ski alpin disputée lors de ces Jeux le 17 février, sur une piste dégradée par les conditions météorologiques pluvieuses. Alors qu'elle s'élance avec le dossard no 15, Marie Marchand-Arvier est la meilleure Française au classement général, en réalisant le 7e temps final en 1 min 46 s 22, à 2 s 03 de l'Américaine Lindsey Vonn qui décroche la médaille d'or. Première Française à s'élancer, avec le dossard no 8, Aurélie Revillet se classe 17e, à 3 s 73 de Vonn, tandis qu'Ingrid Jacquemod est 23e à 4 s 66. Quatrième Française engagée, Marion Rolland est victime d'une chute après seulement quelques mètres de course et souffre d'une rupture des ligaments croisés du genou gauche, ce qui la contraint à mettre fin à ses Jeux olympiques.
| Skieuse               | Épreuve  | Temps final   | Retard  | Rang    |         |
| --------------------- | -------- | ------------- | ------- | ------- | ------- |
| Marie Marchand-Arvier | Descente | 1 min 46 s 22 | 2 s 03  | 7e      |         |
| Aurélie Revillet      | Descente | 1 min 47 s 92 | 3 s 73  | 17e     |         |
| Ingrid Jacquemod      | Descente | 1 min 48 s 85 | 4 s 66  | 23e     |         |
| Marion Rolland        | Descente | Abandon       | Abandon | Abandon | Abandon |

Deux Françaises sont engagées dans le super-combiné qui se tient le 18 février. Marie Marchand-Arvier se classe cinquième de la descente, à 1 s 25 de Lindsey Vonn, meilleur temps. Spécialiste du slalom, Sandrine Aubert prend la 26e place, à plus de cinq secondes. En réalisant le troisième temps du slalom, Sandrine Aubert progresse jusqu'au 20e rang final, à 4 s 82 de l'Allemande Maria Riesch qui gagne la médaille d'or. Marie Marchand-Arvier recule à la dixième place, à près de trois secondes de Riesch.
| Skieuse               | Épreuve       | Descente      | Slalom  | Temps final   | Retard | Rang |
| --------------------- | ------------- | ------------- | ------- | ------------- | ------ | ---- |
| Marie Marchand-Arvier | Super-combiné | 1 min 25 s 41 | 46 s 41 | 2 min 11 s 82 | 2 s 68 | 10e  |
| Sandrine Aubert       | Super-combiné | 1 min 29 s 50 | 44 s 46 | 2 min 13 s 96 | 4 s 82 | 20e  |

Le super-G a lieu deux jours plus tard. Meilleure chance de médaille, Marie-Marchand Arvier sort de la piste au milieu du parcours. Ingrid Jacquemod prend la dixième place finale, à 1 s 63 de l'Autrichienne Andrea Fischbacher, championne olympique. Aurélie Revillet est 22e à près de quatre secondes.
| Skieuse               | Épreuve | Temps final   | Retard  | Rang    |         |
| --------------------- | ------- | ------------- | ------- | ------- | ------- |
| Ingrid Jacquemod      | Super-G | 1 min 21 s 77 | 1 s 63  | 10e     |         |
| Aurélie Revillet      | Super-G | 1 min 24 s 08 | 3 s 94  | 22e     |         |
| Marie Marchand-Arvier | Super-G | Abandon       | Abandon | Abandon | Abandon |

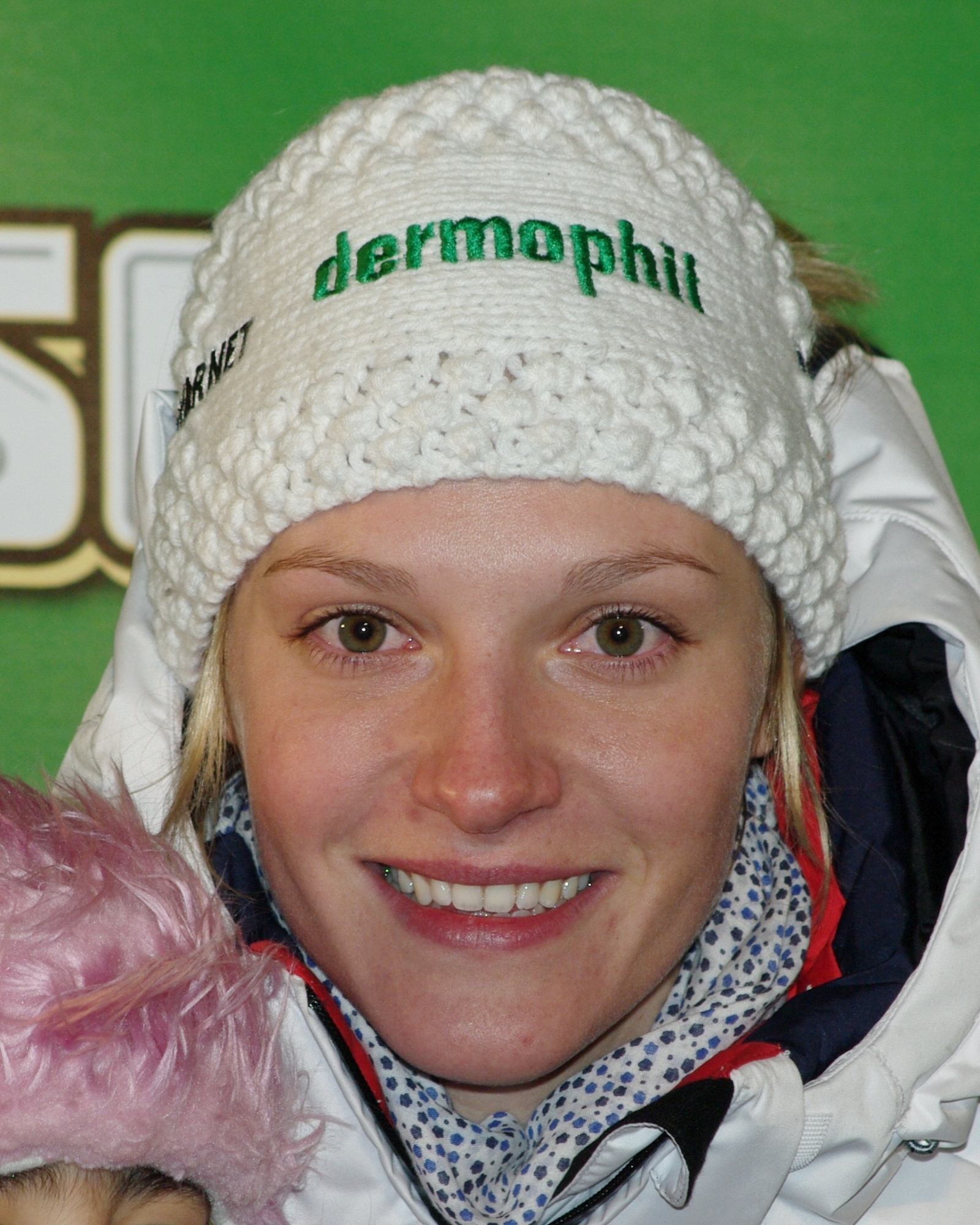
Taïna Barioz signe le deuxième temps de la première manche du slalom géant.

L'épreuve du slalom géant se déroule le 24 février. Taïna Barioz signe le deuxième meilleur temps de la première manche, à seulement 0 s 02 de l'Autrichienne Elisabeth Görgl, se plaçant ainsi en position favorable pour une médaille olympique. Tessa Worley est 9e, à moins de sept dixièmes de seconde, tandis qu'Olivia Bertrand et Anémone Marmottan se classent respectivement 17e et 19e à plus d'une seconde. La seconde manche est reportée au lendemain, en raison du brouillard. Taïna Barioz ne parvient pas à rééditer sa performance et prend finalement la 9e place finale à 0 s 68 de l'Allemande Viktoria Rebensburg. Anémone Marmottan progresse jusqu'au 11e rang, devançant sa compatriote Olivia Bertrand, alors que Tessa Worley est seulement 16e, à 1 s 43,.
| Skieuse           | Épreuve      | Manche 1      | Manche 2      | Temps final   | Retard | Rang |
| ----------------- | ------------ | ------------- | ------------- | ------------- | ------ | ---- |
| Taïna Barioz      | Slalom géant | 1 min 15 s 14 | 1 min 12 s 65 | 2 min 27 s 79 | 0 s 68 | 9e   |
| Anémone Marmottan | Slalom géant | 1 min 16 s 55 | 1 min 11 s 45 | 2 min 28 s 00 | 0 s 89 | 11e  |
| Olivia Bertrand   | Slalom géant | 1 min 16 s 32 | 1 min 11 s 81 | 2 min 28 s 13 | 1 s 02 | 12e  |
| Tessa Worley      | Slalom géant | 1 min 15 s 80 | 1 min 12 s 74 | 2 min 28 s 54 | 1 s 43 | 16e  |

Troisième du classement de la Coupe du monde de slalom, Sandrine Aubert se classe 7e de la première manche du slalom le 26 février, à près d'une seconde de l'Allemande Maria Riesch, meilleur temps. Les autres Françaises manquent leur course : Claire Dautherives abandonne, alors qu'Anne-Sophie Barthet (31e) et Nastasia Noens (35e) se classent au-delà de la trentième place, ce qui est un handicap en vue de la seconde manche puisque seules les trente premières concurrentes s'élancent dans l'ordre inverse de leur classement, bénéficiant ainsi d'une piste plus favorable. À l'issue de la seconde manche, Anne-Sophie Barthet progresse jusqu'au 26e rang, tandis que Nastasia Noens se classe 29e. Sandrine Aubert progresse de deux rangs, mais échoue dans sa quête d'une médaille, en ne prenant que la 5e place, à 1 s 57 de Maria Riesch,.
| Skieuse             | Épreuve | Manche 1 | Manche 2 | Temps final   | Retard  | Rang    |
| ------------------- | ------- | -------- | -------- | ------------- | ------- | ------- |
| Sandrine Aubert     | Slalom  | 51 s 68  | 52 s 78  | 1 min 44 s 46 | 1 s 57  | 5e      |
| Anne-Sophie Barthet | Slalom  | 53 s 82  | 54 s 01  | 1 min 47 s 83 | 4 s 94  | 26e     |
| Nastasia Noens      | Slalom  | 54 s 49  | 54 s 08  | 1 min 48 s 57 | 5 s 68  | 29e     |
| Claire Dautherives  | Slalom  | Abandon  | Abandon  | Abandon       | Abandon | Abandon |

### Ski de fond

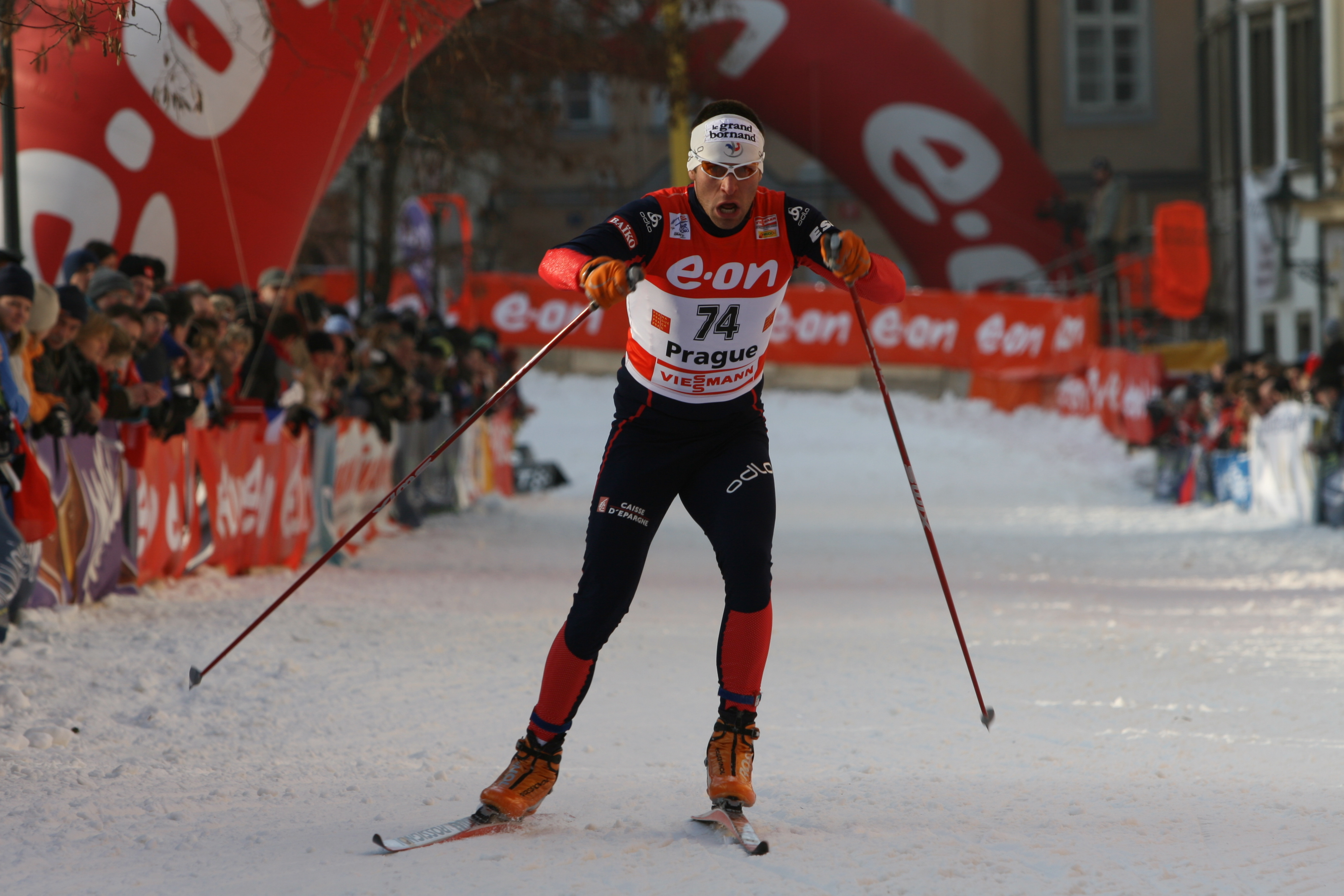
Engagé en sprint, Roddy Darragon est le seul fondeur français médaillé aux Jeux olympiques.

Treize fondeurs représentent la France dans les épreuves de ski de fond aux Jeux de Vancouver, dont sept hommes et six femmes. Âgé de 34 ans, le Savoyard Vincent Vittoz participe à ses quatrième Jeux d'hiver consécutifs. Champion du monde de poursuite en 2005 à Oberstdorf, Vincent Vittoz espère décrocher sa première médaille olympique à Vancouver, et reconnaît pour cela que le 15 km libre est l'épreuve dans laquelle il a le plus de chances de briller. Le Franc-Comtois Emmanuel Jonnier, âgé lui aussi de 34 ans, participe à ses troisièmes Jeux consécutifs. En 2006 à Turin, il s'était classé 4e du 50 km classique. Premier médaillé olympique dans l'histoire du ski de fond français après avoir décroché l'argent sur le sprint aux Jeux de Turin, Roddy Darragon participe à ses deuxièmes Jeux d'hiver, mais semble pessimiste quant à ses chances de décrocher une autre médaille à Vancouver : « Mon objectif est de sortir des qualifications. » Âgé de 29 ans, Jean-Marc Gaillard participe lui aussi à ses deuxièmes Jeux olympiques, tandis que Cyril Miranda, Maurice Manificat et Robin Duvillard découvrent les Jeux d'hiver à Vancouver,,.
Chez les femmes, Karine Laurent Philippot participe à ses quatrièmes Jeux olympiques consécutifs, puisqu'elle a débuté comme Vincent Vittoz aux Nagano en 1998. Les Savoyardes Émilie Vina et Cécile Storti, âgées respectivement de 27 ans et 26 ans, en sont à leur deuxième participation après avoir été engagées dans le relais féminin à Turin en 2006,. La sélection est complétée par la championne du monde junior de sprint en 2008 Laure Barthélémy, ainsi que par les Franc-Comtoises Aurore Cuinet et Célia Bourgeois,.

#### Quotas
Trois cent dix places sont attribuables en ski de fond lors des Jeux olympiques de Vancouver dans la limite de vingt fondeurs par nation. La période d'obtention des quotas s'étale entre juillet 2008 et le 25 janvier 2010. Pour pouvoir être sélectionnés, les fondeurs doivent obtenir un maximum de 100 points de la Fédération internationale de ski (FIS) pour les épreuves de « distance », dans la limite de quatre sportifs par pays. Pour les épreuves de sprint, les fondeurs doivent obtenir un maximum de 120 points FIS dans l'épreuve concernée. Si une nation ne réalise pas ce critère, il lui est possible d'obtenir une place de qualification pour chaque sexe dans les épreuves de sprint ou pour le 10 km féminin et le 15 km masculin si le fondeur a participé aux Championnats du monde de ski nordique 2009 et en ne dépassant pas les 300 points FIS dans l'épreuve concernée.

#### Résultat

##### Hommes

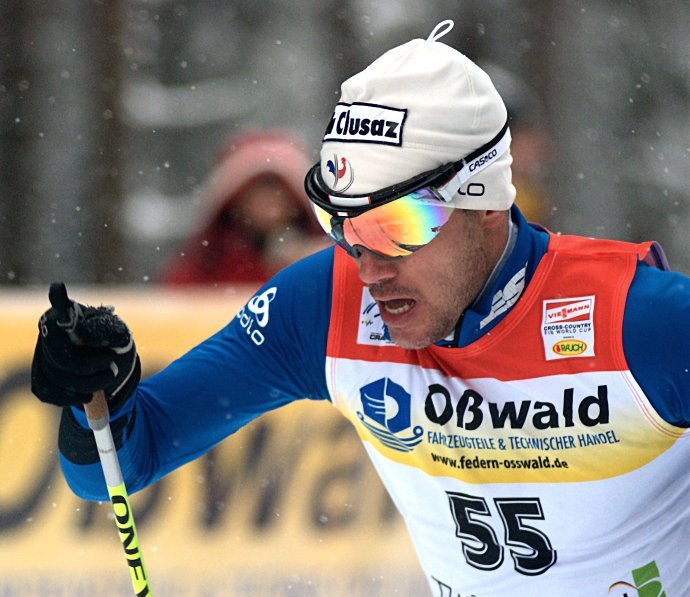
Arrivé 5e du 15 km, Vincent Vittoz réalise la meilleure performance individuelle des fondeurs français lors de ces Jeux.

Le 15 km libre est la première épreuve masculine de ski de fond lors de ces Jeux, disputée le 15 février. Vincent Vittoz, dont c'est la discipline de prédilection prend la 5e place finale, à 39 s 9 du champion olympique suisse Dario Cologna. Il devance son coéquipier Maurice Manificat, 6e à plus de cinquante secondes de Cologna. Emmanuel Jonnier concède 1 min 18 s, ce qui le place au 20e rang, tandis que Jean-Marc Gaillard est 32e à 1 min 44 s du Suisse. À l'issue de la course, Vincent Vittoz se montre néanmoins satisfait de sa performance : « Je n'ai rien à regretter, j'ai tout donné, c'est sûr qu'à quatre secondes du podium, c'est peu, mais il me manque le petit plus, je suis battu par plus fort que moi. »
Deux jours plus tard se déroule l'épreuve de sprint individuel masculin. Médaillé d'argent dans cette discipline à Turin en 2006, Roddy Darragon ne franchit pas les qualifications en ne réalisant que le 31e temps : seuls les trente premiers sont qualifiés pour les quarts de finale. Un Français réussit néanmoins cette performance : Cyril Miranda signe le 17e temps, mais il est éliminé dès le tour suivant, en se classant 3e de son quart de finale, derrière le Norvégien Øystein Pettersen et le Russe Nikita Kriukov. Cela lui permet d'être classé au 16e rang final de l'épreuve.
La poursuite masculine sur 30 km se tient le 20 février. Comme lors de l'épreuve du 15 km, Vincent Vittoz est le meilleur français, mais il se classe cette fois au 15e rang après 1 h 16 min 23 s 4, à 1 min 12 s du champion olympique suédois Marcus Hellner. Deux autres français se classent parmi les trente premiers de l'épreuve, Maurice Manificat 26e à près de trois minutes, et Jean-Marc Gaillard 30e à 4 min 36 s. Quatrième français engagé dans l'épreuve, Robin Duvillard prend la 50e place sur 56 coureurs classés.
Vincent Vittoz et Cyril Miranda font équipe deux jours plus tard dans l'épreuve du sprint par équipes. Ils se classent 3e de leur demi-finale, derrière la République tchèque et les États-Unis, ce qui leur permet d'atteindre la finale. Ils terminent 7e, à 17 secondes des Norvégiens Petter Northug et Øystein Pettersen qui remportent la médaille d'or.
Le 24 février, Jean-Marc Gaillard, Vincent Vittoz, Maurice Manificat et Emmanuel Jonnier défendent les chances françaises dans l'épreuve du relais. Au terme du premier relais, Jean-Marc Gaillard place la France dans de bonnes conditions pour viser la médaille, en transmettant le relais en deuxième position, à une seconde des Finlandais, premiers à ce stade de la course. Après le passage de Vincent Vittoz, l'équipe de France a reculé d'une place mais est toujours sur le podium provisoire, à 7 secondes des Suédois qui ont pris les commandes. Maurice Manificat réalise le meilleur temps des troisièmes relayeurs et permet aux Français de revenir en deuxième position avant le dernier relais. L'équipe de France voit le podium s'éloigner quand Emmanuel Jonnier est dépassé par le Norvégien Petter Northug et le Tchèque Martin Koukal. Les Français se classent quatrième de l'épreuve, à 20 secondes des champions olympiques Suédois et moins de cinq secondes.
La course de 50 km en départ groupe, qui a lieu le dernier jour des Jeux, est la dernière épreuve de ski de fond disputée à Vancouver. Vincent Vittoz montre une nouvelle fois qu'il est le meilleur tricolore dans les épreuves individuelles, en se classant au 13e rang, à 14 s 1 du Norvégien Petter Northug, qui remporte une nouvelle médaille d'or dans ces Jeux. Jean-Marc Gaillard est 19e à un peu plus d'une minute du champion olympique, alors que le troisième français engagé, Cyril Miranda, franchit la ligne en 38e position, à 6 min 21 s 4 de Northug.
| Fondeur            | Épreuve            | Temps             | Rang |
| ------------------ | ------------------ | ----------------- | ---- |
| Vincent Vittoz     | 15 km libre        | 34 min 16 s 2     | 5e   |
| Vincent Vittoz     | Poursuite 30 km    | 1 h 16 min 23 s 4 | 15e  |
| Vincent Vittoz     | Sprint par équipes | Finale            | 7e   |
| Vincent Vittoz     | 50 km classique    | 2 h 5 min 49 s 6  | 13e  |
| Maurice Manificat  | 15 km libre        | 34 min 27 s 4     | 6e   |
| Maurice Manificat  | Poursuite 30 km    | 1 h 17 min 58 s 2 | 26e  |
| Emmanuel Jonnier   | 15 km libre        | 34 min 55 s 1     | 20e  |
| Jean-Marc Gaillard | 15 km libre        | 35 min 20 s 5     | 32e  |
| Jean-Marc Gaillard | Poursuite 30 km    | 1 h 19 min 48 s 1 | 30e  |
| Jean-Marc Gaillard | 50 km classique    | 2 h 6 min 38 s 0  | 19e  |
| Cyril Miranda      | Sprint             | Quart de finale   | 16e  |
| Cyril Miranda      | Sprint par équipes | Finale            | 7e   |
| Cyril Miranda      | 50 km classique    | 2 h 11 min 56 s 9 | 38e  |
| Roddy Darragon     | Sprint             | Qualifications    | 31e  |
| Robin Duvillard    | Poursuite 30 km    | 1 h 23 min 57 s 6 | 50e  |
| Jean-Marc Gaillard | Relais 4 × 10 km   | 1 h 45 min 26 s 3 | 4e   |
| Vincent Vittoz     | Relais 4 × 10 km   | 1 h 45 min 26 s 3 | 4e   |
| Maurice Manificat  | Relais 4 × 10 km   | 1 h 45 min 26 s 3 | 4e   |
| Emmanuel Jonnier   | Relais 4 × 10 km   | 1 h 45 min 26 s 3 | 4e   |

##### Femmes

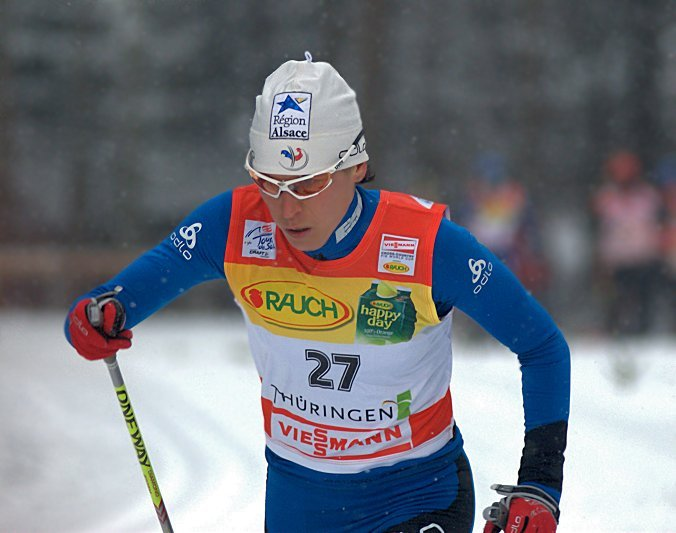
Pour ses quatrièmes Jeux, Karine Laurent Philippot ne remporte aucune médaille.

Karine Laurent Philippot, Laure Barthélémy, Célia Bourgeois et Aurore Cuinet sont les premières fondeuses françaises à entrer en lice dans ces Jeux, à l'occasion du 10 km libre le 15 février. Karine Laurent Philippot obtient le meilleur classement en terminant au 26e rang, bouclant l'épreuve en 26 min 27 s 9, à 1 min 29 s 5 de la championne olympique suédoise Charlotte Kalla. Aurore Cuinet et Célia Bourgeois se classent respectivement 47e et 48e, à plus de 2 min 30 s de Kalla, tandis que Laure Barthélémy est 62e, à 3 min 45 s de la médaille d'or.
Aurore Cuinet est la seule française engagée dans le sprint, qui se déroule deux jours plus tard. Elle signe le 23e temps des qualifications, à 10 s 47 du meilleur temps de la norvégienne Marit Bjørgen, ce qui lui permet de se qualifier pour le tour suivant. Engagée dans le cinquième quart de finale, elle ne prend que la 5e place derrière les suédoises Anna Olsson et Magdalena Pajala, et les norvégiennes Celine Brun-Lie et Maiken Caspersen Falla. Éliminée à ce stade de la course, elle est classée au 24e rang final de l'épreuve.
Karine Laurent-Philippot est à nouveau la meilleure française dans l'épreuve de Poursuite 15 km, qu'elle termine à la 19e place en 42 min 21 s 2, à 2 min 23 s de la norvégienne Marit Bjørgen qui remporte la médaille d'or. Aurore Cuinet est 32e, Cécile Storti 45e et Émilie Vina 49e.
Le 22 février, Laure Barthélémy et Karine Laurent Philippot sont engagées dans le sprint par équipes. Elles remportent leur demi-finale devant les Italiennes et les Allemandes, mais à cause d'une chute et d'un bâton cassé par Karine Laurent-Philippot dès le début de la course, les Françaises ne prennent que la 10e et dernière place en finale, à plus d'une minute de l'équipe d'Allemagne, qui gagne la médaille d'or grâce à Evi Sachenbacher-Stehle et Claudia Nystad.
Karine Laurent Philippot est à nouveau en compétition trois jours plus tard, à l'occasion du relais disputée en compagnie d'Aurore Cuinet, Célia Bourgeois et Cécile Storti. Première relayeuse, Aurore Cuinet place la France au 7e rang provisoire, à 26 s 2 de la Suède. Karine Laurent Philippot permet aux tricolores de remonter à la 4e place, avant de transmettre le relais à Célia Bourgeois, qui réduit l'écart avec la tête de course, la France n'accusant un retard que de 22 s 5, bien qu'ayant perdu deux places dans le classement. En réalisant le huitième temps des dernières relayeuses, Cécile Storti permet aux Françaises de se classer au 7e rang final de ce relais olympique.
Le 30 km féminin en départ groupé est la dernière épreuve féminine de ski de fond lors de ces Jeux, disputée à la veille de la cérémonie de clôture. Karine Laurent Philippot réalise la meilleure performance individuelle des fondeuses tricolores en prenant la 10e place finale, à 2 min 37 s 7 de la polonaise Justyna Kowalczyk, championne olympique. Aurore Cuinet se classe 15e, à plus de 3 minutes. Troisième française engagée, Cécile Storti abandonne.
| Fondeuse                 | Épreuve            | Temps             | Rang    |
| ------------------------ | ------------------ | ----------------- | ------- |
| Karine Laurent Philippot | 10 km libre        | 26 min 27 s 9     | 26e     |
| Karine Laurent Philippot | Poursuite 15 km    | 42 min 21 s 2     | 19e     |
| Karine Laurent Philippot | Sprint par équipes | Finale            | 10e     |
| Karine Laurent Philippot | 30 km classique    | 1 h 33 min 11 s 4 | 10e     |
| Aurore Cuinet            | 10 km libre        | 13 min 19 s 9     | 47e     |
| Aurore Cuinet            | Sprint             | Quart de finale   | 24e     |
| Aurore Cuinet            | Poursuite 15 km    | 42 min 51 s 7     | 32e     |
| Aurore Cuinet            | 30 km classique    | 1 h 33 min 58 s 3 | 15e     |
| Célia Bourgeois          | 10 km libre        | 13 min 40 s 4     | 48e     |
| Laure Barthélémy         | 10 km libre        | 13 min 58 s 5     | 62e     |
| Laure Barthélémy         | Sprint par équipes | Finale            | 10e     |
| Cécile Storti            | Poursuite 15 km    | 44 min 24 s 3     | 45e     |
| Cécile Storti            | 30 km classique    | Abandon           | Abandon |
| Émilie Vina              | Poursuite 15 km    | 44 min 45 s 0     | 49e     |
| Aurore Cuinet            | Relais 4 × 5 km    | 56 min 30 s 6     | 7e      |
| Karine Laurent Philippot | Relais 4 × 5 km    | 56 min 30 s 6     | 7e      |
| Célia Bourgeois          | Relais 4 × 5 km    | 56 min 30 s 6     | 7e      |
| Cécile Storti            | Relais 4 × 5 km    | 56 min 30 s 6     | 7e      |

### Snowboard

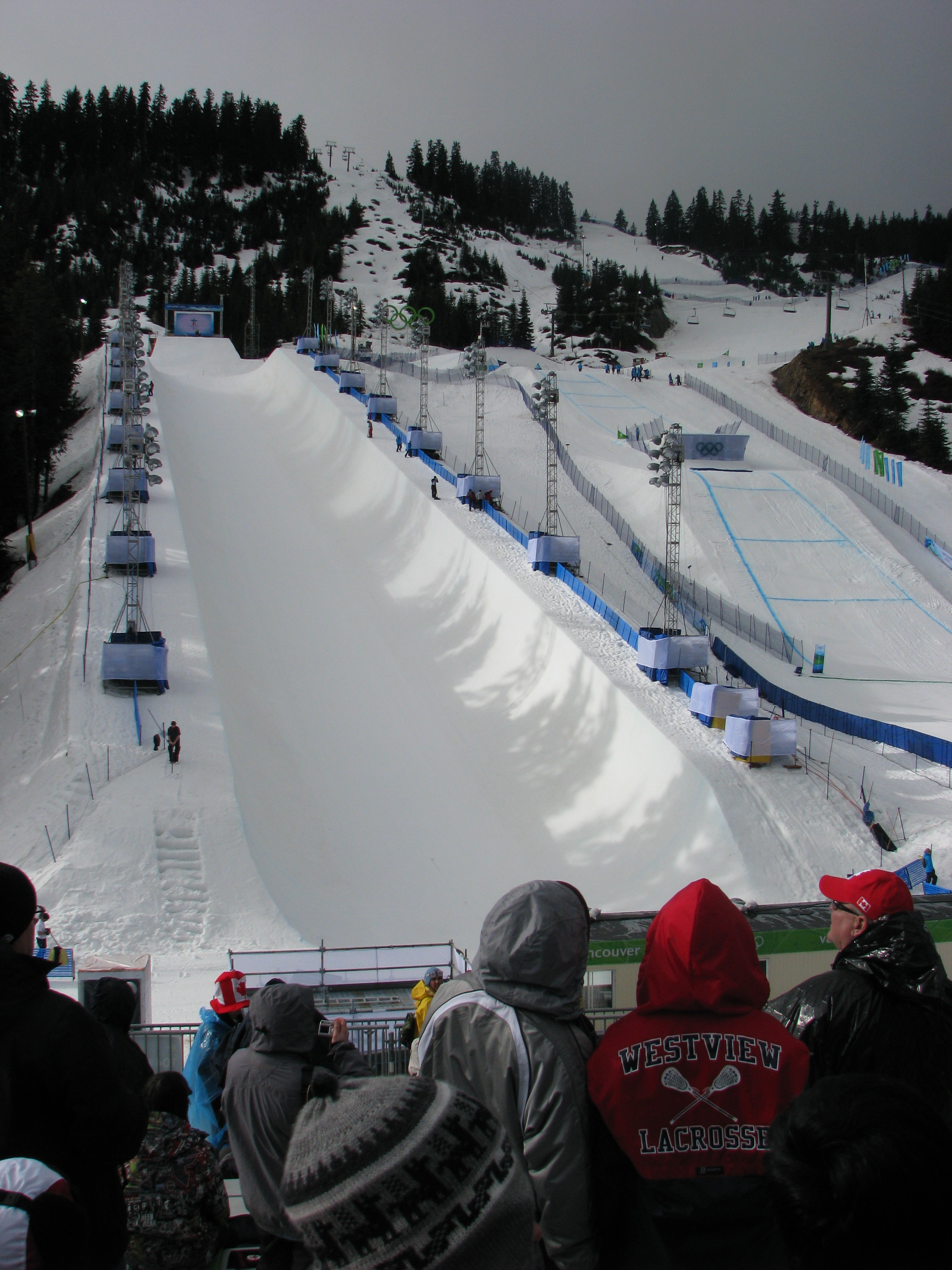
Le site de Cypress Mountain, lieu des compétitions de snowboard.

La France est représentée par dix-huit snowboardeurs à Vancouver, dont dix hommes et huit femmes. Mathieu Bozzetto est le snowboardeur le plus expérimenté de l'équipe puisqu'il participe à ses quatrièmes Jeux olympiques consécutifs, ce qui signifie qu'il a participé à toutes les éditions des Jeux depuis l'introduction de son sport au programme des Jeux d'hiver. Pour ses débuts aux Jeux de Nagano en 1998, il s'était classé 5e du slalom géant. Médaillé d'argent sur le slalom parallèle aux Championnats du monde de Berchtesgaden en 1999 et Krieschberg en 2003, il est aligné dans la même discipline aux Salt Lake City en 2002, où il se classe 6e, puis ceux de Turin en 2006 où il se classe 4e, au pied du podium. Âgé de 36 ans, il a également remporté le classement général de la Coupe du monde de snowboard en 1999 et 2000, ainsi que le classement général de la Coupe du monde de slalom parallèle entre 1999 et 2003 et possède le record de victoires et de podiums en Coupe du monde, avec 35 victoires et 64 podiums. Un autre français est engagé dans l'épreuve du slalom parallèle : Sylvain Dufour, âgé de 27 ans. Double médaillé d'argent aux championnats du monde 2009 à Gangwon, il vise également une médaille à Vancouver pour sa première participation aux Jeux,. Quatre hommes sont engagés dans l'épreuve de Halfpipe. Mathieu Crepel, snowboardeur à La Mongie dans les Pyrénées, participe à ses deuxièmes Jeux d'hiver consécutifs après avoir été éliminé dès les séries à Turin en 2006. Double champion du monde à Arosa en 2007, il espère obtenir une médaille à Vancouver malgré une préparation tronquée par les blessures. Le polynésien Gary Zebrowski, 6e des Jeux de Turin, a connu lui aussi les blessures au cours de sa préparation, mais vise néanmoins le podium : « Je le veux pour la Polynésie française, pour la France, pour moi et pour ma famille. » Champion de France en 2009, Aluan Ricciardi, né au Brésil, participe à ses premiers Jeux à 22 ans, tout comme Arthur Longo, 21 ans. Quatre athlètes sont également engagés dans l'épreuve de snowboardcross. Double vainqueur de la Coupe du monde de la spécialité en 2008 et 2010, Pierre Vaultier est l'un des favoris de l'épreuve. Médaillé de bronze à Turin en 2006, Paul-Henri de Le Rue et son frère Xavier de Le Rue, champion du monde en 2003 et 2007, sont également engagés dans l'épreuve, tout comme le jeune Tony Ramoin, âgé de 21 ans, qui participe à ses premiers Jeux.
Chez les femmes, deux snowboardeuses sont engagées dans le slalom géant parallèle. Âgée de 37 ans, Nathalie Desmares participe à ses deuxièmes Jeux d'hiver, après ceux de Nagano en 1998, dont elle s'était classée 17e. Elle est accompagnée de la Paloise Camille de Faucompret, 24 ans, qui effectue sa première participation. Deux françaises disputent l'épreuve de halfpipe, Sophie Rodriguez, 13e à Turin, et Mirabelle Thovex, dont c'est la première participation. Enfin, quatre snowboardeuses représentant la France dans l'épreuve de snowboardcross féminin. Déborah Anthonioz est la seule à avoir déjà participé aux Jeux d'hiver, en ayant pris la 10e place à Turin. La championne du monde junior 2009 Océane Pozzo, ainsi que Claire Chapotot et Nelly Moenne-Loccoz complètent la sélection.

#### Qualification
Cent quatre-vingt-dix places sont attribuables pour les épreuves de snowboard aux Jeux de Vancouver, dans la limite de 18 athlètes par nation. Le quota d'athlètes pour les hommes est le suivant : 30 athlètes en slalom géant parallèle, 40 en half-pipe et 35 en snowboardcross. Le quota d'athlètes pour les femmes est similaire en slalom géant parallèle et en snowboardcross, en revanche il n'y a que 30 places attribuables en half-pipe. La période de qualification s'étale de juillet 2008 au 25 janvier 2010. Pour se qualifier, les athlètes doivent obtenir une place parmi les 30 premiers de l'épreuve concernée lors des championnats du monde ou d'une compétition de Coupe du monde se déroulant pendant la période de qualification. Les athlètes doivent par ailleurs totaliser un minimum de 100 points dans le classement mondial établi par la Fédération internationale de ski dans l'épreuve concernée.

#### Résultats

##### Hommes

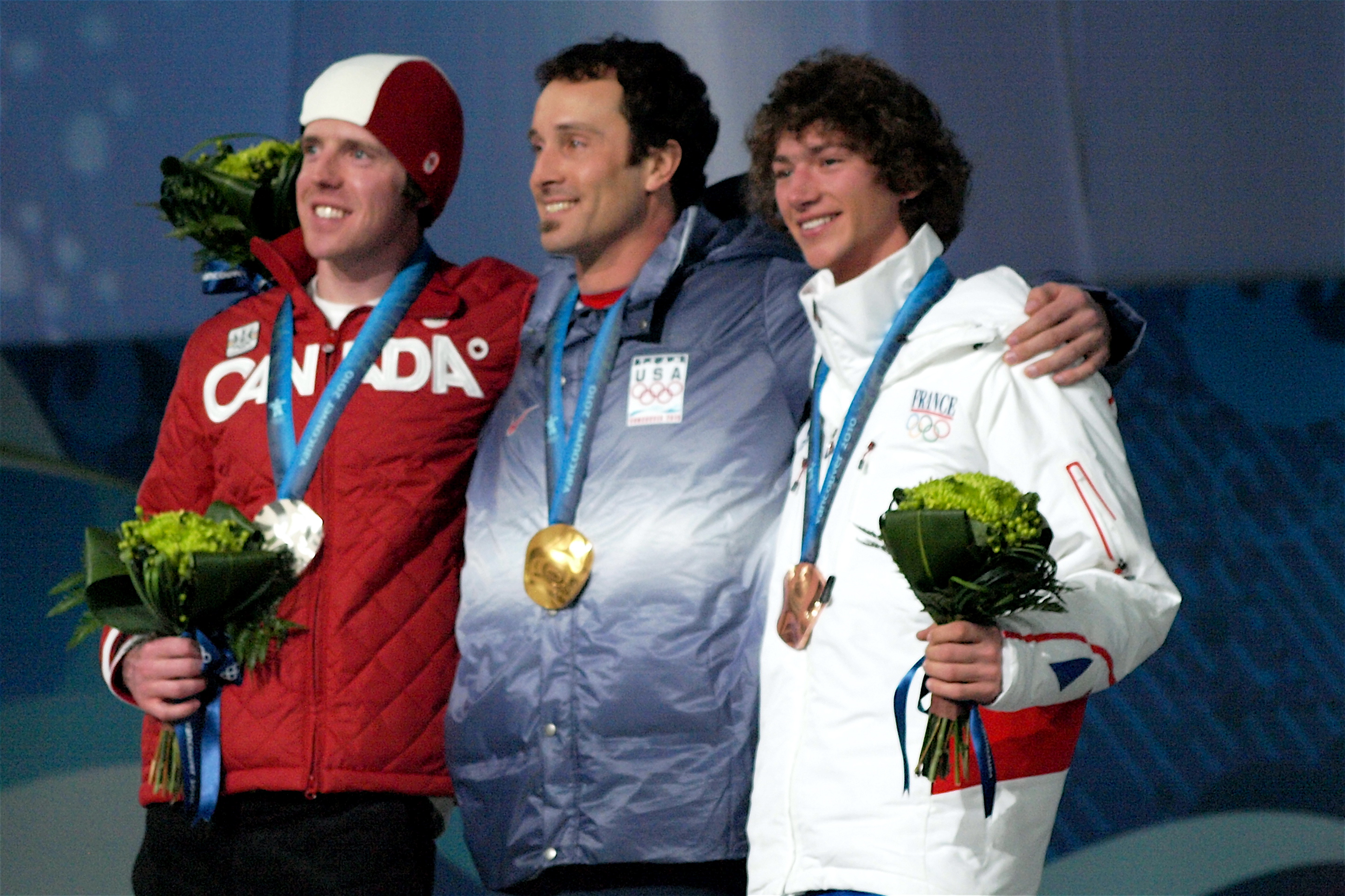
Tony Ramoin avec sa médaille de bronze sur le podium du snowboardcross.

Les épreuves de snowboard débutent le 15 février à Cypress Mountain avec le snowboardcross hommes. À l'issue des deux descentes de qualification, qui déterminent la constitution des séries. Xavier de Le Rue est le mieux placé des quatre français engagé avec le 4e temps, à un peu plus d'une seconde de l'Australien Alex Pullin. Pierre Vaultier est au 6e rang, Tony Ramoin 14e et Paul-Henri de Le Rue 23e. Vainqueur de sa série, Pierre Vaultier se qualifie ensuite pour les quarts de finale, tout comme Tony Ramoin, 2e derrière le Canadien Mike Robertson. Les frères de Le Rue sont quant à eux éliminés, n'ayant pu prendre l'une des deux premières places de leur série respective. Réunis dans le même quart de finale, Pierre Vaultier et Tony Ramoin connaissent des fortunes diverses : Ramoin prend la 2e place, à nouveau devancé par Mike Robertson, éliminant ainsi son compatriote Pierre Vaultier qui ne prend que la 3e place. Seul français encore en course dans l'épreuve, Tony Ramoin prend la deuxième place de sa demi-finale, toujours derrière Robertson, accédant ainsi à la finale, au cours de laquelle il décroche la médaille de bronze derrière l'Américain Seth Wescott, champion olympique, et Mike Robertson.
Deux jours plus tard, quatre français sont engagés dans l'épreuve du half-pipe. Après l'élimination d'Arthur Longo dès les qualifications, puis celles de Gary Zebrowski et d'Aluan Ricciardi, le seul tricolore à atteindre la finale est Mathieu Crepel. Avec un score de 25,9 points obtenu à son premier run, Crepel se classe 8e de la finale, remportée par l'Américain Shaun White, qui obtient 48,4 points.
Le slalom géant parallèle se déroule le 27 février, à la veille de la cérémonie de clôture. Deux français y participent : Sylvain Dufour réussit le 2e temps des qualifications et Mathieu Bozzetto se classe 9e. Opposé au slovène Rok Flander en huitième de finale, Sylvain Dufour commet une erreur en sortant du tracé dans le premier run et ne parvient pas à rattraper son retard dans le second, étant ainsi éliminé de la compétition. Mathieu Bozzetto se qualifie quant à lui pour les quarts de finale aux dépens du Suédois Daniel Biveson. Au tour suivant, il est opposé à l'Américain Chris Klug et se qualifie à nouveau, en profitant de l'abandon de Klug dans le second run. En demi-finale, il concède plus de deux secondes à l'Autrichien Benjamin Karl à l'issue des deux runs et accède donc à la petite finale, au cours de laquelle il bat le russe Stanislav Detkov pour décrocher la médaille de bronze.
| Athlète              | Épreuve                | Performance                  | Rang |
| -------------------- | ---------------------- | ---------------------------- | ---- |
| Mathieu Bozzetto     | Slalom géant parallèle | Finale                       | 3e   |
| Sylvain Dufour       | Slalom géant parallèle | Huitièmes de finale          | 10e  |
| Mathieu Crepel       | Halfpipe               | 25,9 points                  | 10e  |
| Gary Zebrowski       | Halfpipe               | 36,1 points (demi-finales)   | 13e  |
| Aluan Ricciardi      | Halfpipe               | 33,2 points (demi-finales)   | 15e  |
| Arthur Longo         | Halfpipe               | 34,5 points (qualifications) | 19e  |
| Tony Ramoin          | Cross                  | Finale                       | 3e   |
| Pierre Vaultier      | Cross                  | Quarts de finale             | 9e   |
| Xavier de Le Rue     | Cross                  | Huitièmes de finale          | 19e  |
| Paul-Henri de Le Rue | Cross                  | Huitièmes de finale          | 25e  |

##### Femmes

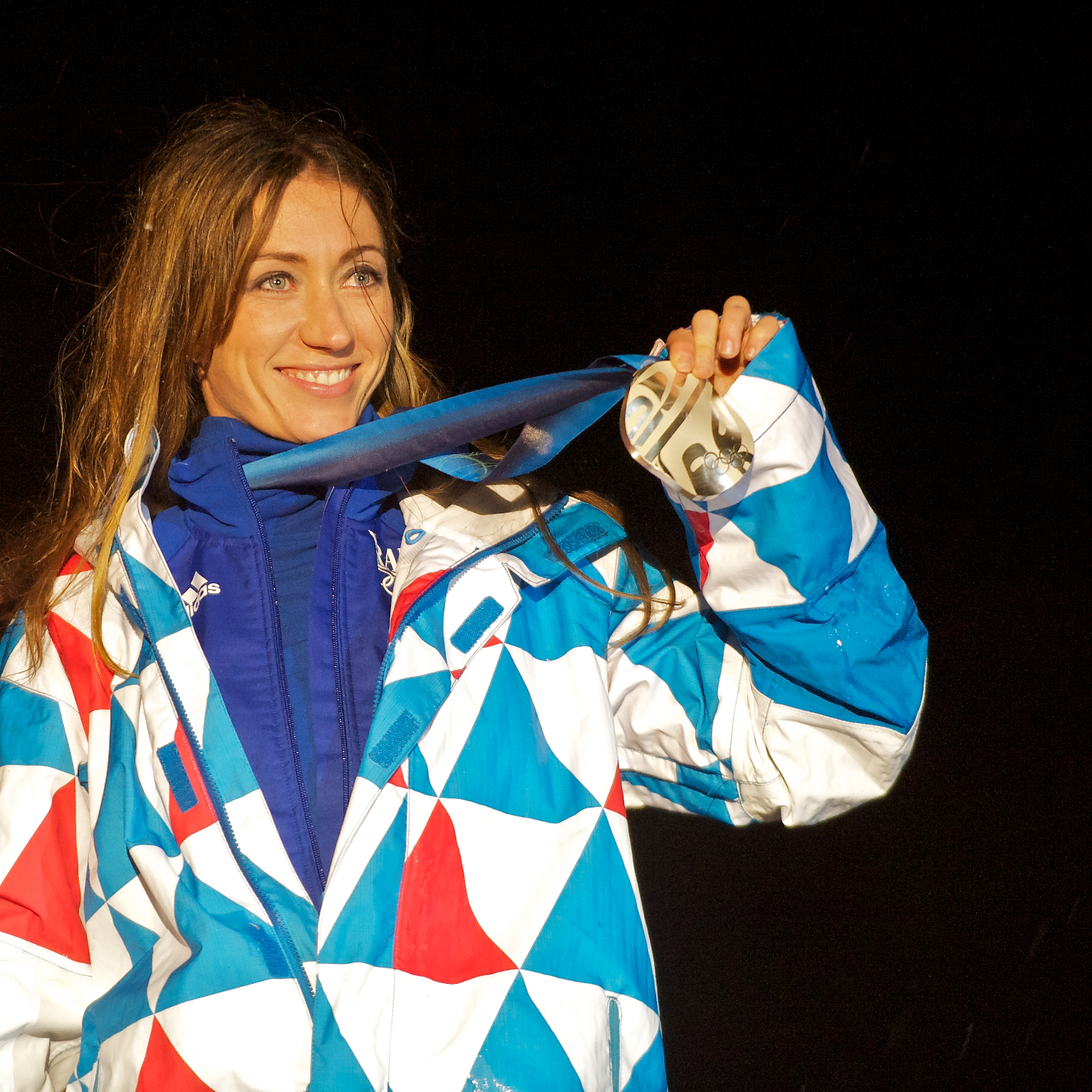
Déborah Anthonioz remporte la médaille d'argent en snowboardcross.

Les premières snowboardeuses françaises à concourir dans ces Jeux sont Déborah Anthonioz, Claire Chapotot et Nelly Moenne-Loccoz, à l'occasion du snowboardcross qui se déroule le 16 février. Quatrième française qualifiée pour Vancouver, Océane Pozzo est contrainte de déclarer forfait après s'être blessée au cours d'un entraînement sur la piste de Cypress Mountain. 6e des qualifications, Nelly Moenne-Loccoz est qualifiée pour les quarts de finale, de même que Déborah Anthonioz, qui signe le 7e temps qualificatif et Claire Chapotot qui se place au 13e rang. En terminant à la 2e place de leur quart de finale respectif, Déborah Anthonioz et Nelly Moenne-Loccoz poursuivent la compétition, ce qui n'est pas le cas de Claire Chapotot, qui finit à la dernière place. En demi-finale, les deux Françaises sont engagées dans la même course. Alors que celle-ci est remportée par la Canadienne Maëlle Ricker, Déborah Anthonioz accède à la finale en prenant la deuxième place, juste devant Nelly Moenne-Loccoz qui est de fait éliminée. En finale, Déborah Anthonioz se classe à nouveau derrière Maëlle Ricker pour obtenir une médaille d'argent.
L'épreuve du half-pipe se déroule deux jours plus tard. La Française Mirabelle Thovex est éliminée dès les qualifications, tandis que Sophie Rodriguez accède à la finale. Après le premier run, elle occupe la 3e place provisoire avec 34,4 points, ce qui lui permet de prétendre à une médaille. Alors qu'elle commet une erreur dans son second run, elle ne parvient pas à améliorer son score et est doublée par la concurrent australienne Torah Bright, finalement championne olympique, et l'Américaine Kelly Clark. Sophie Rodriguez se classe alors 5e de la finale.
Le slalom géant parallèle est la dernière épreuve féminine de snowboard et se tient deux jours avant la fin des Jeux. Deux Françaises y prennent part, mais seule Camille de Faucompret sort des qualifications en réalisant le 6e temps. Nathalie Desmares, 18e, est éliminée. En huitièmes de finale, Camille de Faucompret est opposée à l'Autrichienne Ina Meschik. Concédant 0 s 66 après le premier run, elle commet une erreur dans la seconde et doit s'incliner, ne pouvant poursuivre la compétition.
| Athlète               | Épreuve                | Performance                | Rang |
| --------------------- | ---------------------- | -------------------------- | ---- |
| Camille de Faucompret | Slalom géant parallèle | Huitièmes de finale        | 11e  |
| Nathalie Desmares     | Slalom géant parallèle | Qualifications             | 18e  |
| Sophie Rodriguez      | Halfpipe               | 34,4 points                | 5e   |
| Mirabelle Thovex      | Halfpipe               | 24 points (qualifications) | 20e  |
| Déborah Anthonioz     | Cross                  | Finale                     | 2e   |
| Nelly Moenne-Loccoz   | Cross                  | Demi-finales               | 6e   |
| Claire Chapotot       | Cross                  | Quarts de finale           | 13e  |

### Sports sans Français
- Hockey sur glace : ni l'équipe de France masculine, ni l'équipe de France féminine ne réussirent à se qualifier, échouant tous deux dans leurs tournois de qualification préolympique[a 59].
- Bobsleigh : seul le bob à deux féminin était une épreuve où des athlètes français pouvaient être qualifiés. Mais la pilote canadienne Lesa Mayes-Stringer échoua à obtenir sa naturalisation française, ce qui provoqua le retrait de la délégation[a 60],[155].

## Bilan

Ce graphique montre l'évolution des médailles remportées par les athlètes français aux Jeux d'hiver depuis 1924.

Les athlètes français, avec deux médailles d'or, trois médailles d'argent et six médailles de bronze, se placent au 12e rang du classement des nations officiel prenant d'abord en compte le nombre de médailles d'or et au 10e rang du classement basé sur le nombre total de médailles. L'objectif initial de remporter une dizaine de médailles est atteint et la France égale son record de onze médailles, obtenu à Salt Lake City huit ans plus tôt, en 2002.

## Aspects extra-sportifs

### Diffusion des Jeux en France
Les Français peuvent suivre les épreuves olympiques en regardant en clair France 2 et France 3, chaînes du groupe France Télévisions, ainsi que par le câble et le satellite, sur Eurosport. France Télévisions, Eurosport et Eurovision permettent d'assurer la couverture médiatique française sur Internet.
Les audiences furent qualifiées de très bonnes, en prenant en compte le décalage horaire et la concurrence de la TNT. Il y eut, dans la case du prime-time, en moyenne 4,5 millions de téléspectateurs pour France 2, 3 millions pour France 3. Le pic fut atteint lors du titre olympique de Jason Lamy-Chappuis, avec 7 millions de téléspectateurs,.

### Promotion de la candidature d'Annecy 2018
La France était engagée dans la promotion de la candidature d'Annecy pour les Jeux olympiques d'hiver en 2018, dont la désignation allait avoir lieu 17 mois plus tard. Le créneau était important : le mois suivant, les villes requérantes devaient envoyer leurs dossiers et être confirmées en tant que candidates ; aucune ville ne fut éliminée à ce stade. Les Jeux d'hiver furent l'occasion d'organiser une conférence de presse et de faire appel à l'argument du tableau des médailles afin d'illustrer combien le pays candidat était une nation majeure des sports d'hiver. Néanmoins, des critiques s'élevèrent contre le manque d'enthousiasme de la délégation française, dirigée par Edgar Grospiron, et jugèrent le lobbying beaucoup plus modeste que les concurrents Munich et Pyeongchang, voire en retard. La candidature échoua à l'été 2011, même si les médias l’avaient très clairement décrite comme outsider. Elle souffrit surtout d'un dossier jugé médiocre à l'été 2010,,,,.

### Timbres
À l'occasion de ces Jeux olympiques, La Poste émet deux timbres dont les illustrations montrent des disciplines présentes aux Jeux de Vancouver, l'un dédié au ski alpin, l'autre représentant une patineuse artistique.

### Médias récurrents
- vancouver.franceolympique.com, Comité national olympique et sportif français

1. 1 2 3 4 5  « Dernier avis sur la sélection aux Jeux » (consulté le 22 janvier 2014).
2. ↑  « Les Clubs France de Vancouver » (consulté le 20 janvier 2014).
3. ↑  « Annecy 2018 se présente au monde » (consulté le 20 janvier 2014).
4. ↑  « Modalités de sélection en équipe de France - Biathlon » (consulté le 29 janvier 2014).
5. ↑  « Vincent Jay champion olympique ! » (consulté le 5 février 2014).
6. ↑  « Un jour sans pour les Bleus » (consulté le 5 février 2014).
7. ↑  « Martin Fourcade fonce vers l'argent » (consulté le 5 février 2014).
8. ↑  « Le relais masculin pas en réussite pour conclure » (consulté le 5 février 2014).
9. ↑  « La fête du biathlon français » (consulté le 5 février 2014).
10. ↑  « Combiné nordique » (consulté le 30 janvier 2014).
11. ↑  « Jason Lamy-Chappuis perd à la loterie » (consulté le 1er février 2014).
12. ↑  « Qualification et programme d'avant JO : Curling » (consulté le 22 janvier 2014).
13. 1 2 3 4  « Tournoi de curling olympique : calendrier et résultats » (consulté le 23 janvier 2014).
14. ↑  « Thomas Girod » (consulté le 25 janvier 2014).
15. ↑  « Thomas Girod : Je vais réaliser mon rêve » (consulté le 25 janvier 2014).
16. ↑  « Satisfaisant pour Girod » (consulté le 25 janvier 2014).
17. 1 2 3 4  « Qualifications et programme : patinage artistique » (consulté le 29 janvier 2014).
18. ↑  « James / Bonheur : ovation et satisfaction » (consulté le 1er février 2014).
19. ↑  « Brian Joubert passe au travers » (consulté le 1er février 2014).
20. ↑  « Alexis Contin : Continuer sur ma lancée » (consulté le 25 janvier 2014).
21. ↑  « Anneau olympique de Richmond » (consulté le 25 janvier 2014).
22. ↑  « Alexis Contin : rendez-vous le 23 février ! » (consulté le 25 janvier 2014).
23. 1 2  « Saut à ski » (consulté le 23 janvier 2014).
24. 1 2  « Manu et Vincent vont en finale... » (consulté le 25 janvier 2014).
25. ↑  « Les Français en short track » (consulté le 29 janvier 2014).
26. ↑  « Stéphanie Bouvier » (consulté le 29 janvier 2014).
27. ↑  « Le short-track français au top européen » (consulté le 29 janvier 2014).
28. ↑  « Thibaut Fauconnet, l'esprit d'équipe » (consulté le 29 janvier 2014).
29. ↑  « Qualification et programme d'avant JO : short track » (consulté le 29 janvier 2014).
30. ↑  « Pacific Coliseum » (consulté le 29 janvier 2014).
31. ↑  « Une 5e place prometteuse d'avenir » (consulté le 29 janvier 2014).
32. 1 2  « Grégory Saint-Géniès : Une forme d'aboutissement » (consulté le 27 janvier 2014).
33. ↑  « Grégory Saint-Géniès » (consulté le 9 juin 2013).
34. ↑  « Centre des sports de glisse de Whistler » (consulté le 29 janvier 2014).
35. ↑  « Une belle aventure humaine » (consulté le 29 janvier 2014).
36. ↑  « Ophélie David » (consulté le 5 février 2014).
37. ↑  « Ophélie David marque son territoire » (consulté le 5 février 2014).
38. ↑  « Ski acrobatique » (consulté le 5 février 2014).
39. 1 2  « Enak Gavaggio, 5e, salut l'artiste ! » (consulté le 6 février 2014).
40. ↑  « Marion Josserand en bronze sous la neige » (consulté le 5 février 2014).
41. ↑  « Julien Lizeroux envoie du gros à Adelboden » (consulté le 26 janvier 2014).
42. ↑  « Les Français en ski alpin » (consulté le 26 janvier 2014).
43. ↑  « Modalités de sélection en équipe de France » (consulté le 26 janvier 2014).
44. ↑  « David Poisson 7e de la descente olympique » (consulté le 7 février 2014).
45. 1 2  « Adrien Théaux meilleur français… » (consulté le 7 février 2014).
46. ↑  « Julien Lizeroux : Je n'ai pas su m'adapter » (consulté le 8 février 2014).
47. ↑  « Ski de fond » (consulté le 2 février 2014).
48. ↑  « Les Français en surf des neiges » (consulté le 5 février 2014).
49. ↑  « Matthieu Bozzetto médaille de bronze » (consulté le 5 mars 2014).
50. ↑  « Xavier de Le Rue » (consulté le 17 février 2014).
51. ↑  « Tony Ramoin » (consulté le 17 février 2014).
52. ↑  « Nathalie Desmares » (consulté le 17 février 2014).
53. ↑  « Camille de Faucompret » (consulté le 17 février 2014).
54. ↑  « Sophie Rodriguez » (consulté le 17 février 2014).
55. ↑  « Mirabelle Thovex » (consulté le 17 février 2014).
56. ↑  « Déborah Anthonioz » (consulté le 17 février 2014).
57. ↑  « Océane Pozzo » (consulté le 17 février 2014).
58. ↑  « Les Français en surf des neiges » (consulté le 17 février 2014).
59. ↑  « Qualifications aux Jeux : Hockey sur glace »
60. ↑  « Il n'y aura pas de Bobsleigh français aux Jeux de Vancouver »

- lemonde.fr, Le Monde

1. ↑  Jean-Jacques Larrochelle, « La délégation française table sur un objectif raisonnable de dix médailles », 13 février 2010 (consulté le 22 janvier 2014).
2. ↑  « La délégation française pour les JO d'hiver dévoilée », 2 février 2010 (consulté le 22 janvier 2014).
3. ↑  « La délégation française aux Jeux olympiques de Vancouver » (consulté le 22 décembre 2014).
4. 1 2 3  Bruno Lesprit, « « Jez » et « Jay-Z », deux Bleus en or », 15 février 2010 (consulté le 30 janvier 2014).
5. 1 2  « Biathlon : le Russe Ustyugov en or, le Français Martin Fourcade en argent », 21 février 2010 (consulté le 5 février 2014).
6. ↑  « JO 2010 : la biathlète Marie Dorin décroche une médaille de bronze », 13 février 2010 (consulté le 4 février 2014).
7. ↑  « Biathlon : l'Allemande Neuner gagne la poursuite, la Française Brunet en bronze », 16 février 2010 (consulté le 4 février 2014).
8. ↑  « JO 2010 : les Norvégiens règnent à nouveau sur le biathlon », 19 février 2010 (consulté le 5 février 2014).
9. ↑  « Biathlon : Magdalena Neuner en or sur l'épreuve du départ en ligne », 21 février 2010 (consulté le 5 février 2014).
10. ↑  « L'argent du bonheur » (consulté le 5 février 2014).
11. ↑  « JO 2010 : le relais de biathlon féminin donne l'argent à la France », 23 février 2010 (consulté le 5 février 2014).
12. ↑  « Le rêve de Lamy-Chappuis s'éloigne », 25 février 2010 (consulté le 1er février 2014).
13. ↑  « Doublé américain lors d'un combiné nordique marqué par la polémique », 25 février 2010 (consulté le 1er février 2014).
14. ↑  « Vent mauvais pour la délégation française », 26 février 2010 (consulté le 1er février 2014).
15. ↑  Simon Roger, « Les aventures de cinq Français à la Mecque du curling », 22 février 2010 (consulté le 23 janvier 2014).
16. ↑  « JO 2010 : l'équipe de France de curling manque la cible », 22 février 2010 (consulté le 23 janvier 2014).
17. ↑  Simon Roger, « Vanessa James et Yannick Bonheur, de la Toile à la glace », 15 février 2010 (consulté le 1er février 2014).
18. ↑  « JO 2010 : Delobel et Schoenfelder ne veulent rien regretter », 21 février 2010 (consulté le 1er février 2014).
19. ↑  « Le couple Shen Xue et Zhao Hongbo décroche l'or en patinage artistique », 16 février 2010 (consulté le 1er février 2014).
20. ↑  « Le patineur français Brian Joubert défie le Russe Plushenko », 16 février 2010 (consulté le 1er février 2014).
21. ↑  « Brian Joubert : les Jeux, j'y arrive pas », 17 février 2010 (consulté le 1er février 2014).
22. ↑  Simon Roger, « Le rêve olympique de Brian Joubert se brise sur la glace de Vancouver », 17 février 2010 (consulté le 1er février 2014).
23. ↑  « JO 2010 : Brian Joubert, de la chute au règlement de comptes », 18 février 2010 (consulté le 1er février 2014).
24. ↑  « JO 2010 : Brian Joubert sort par la petite porte, en assumant ses erreurs », 19 février 2010 (consulté le 1er février 2014).
25. ↑  « JO 2010 : retour en demi-teinte pour Delobel-Schoenfelder en danse sur glace », 20 février 2010 (consulté le 1er février 2014).
26. ↑  « JO 2010 : la dernière danse de Delobel et Schoenfelder sera pour l'honneur », 22 février 2010 (consulté le 1er février 2014).
27. ↑  « Danse sur glace : Delobel et Schoenfelder tirent leur révérence sur un triomphe canadien », 23 février 2010 (consulté le 1er février 2014).
28. ↑  « Delobel-Schoenfelder 6e, Péchalat-Bourzat 7e » (consulté le 1er février 2014).
29. 1 2  Yann Sternis, « JO 2010 : patinage de vitesse, d'une glisse à l'autre », 23 février 2010 (consulté le 29 janvier 2014).
30. ↑  « Saut à ski : Amman devient le premier champion olympique des JO 2010 » (consulté le 25 janvier 2014).
31. ↑  « Saut à ski : trois Français qualifiés pour la finale du grand tremplin » (consulté le 25 janvier 2014).
32. ↑  « La Française Ophélie David, reine jalousée du skicross », 23 février 2010 (consulté le 5 février 2014).
33. ↑  « Le Suisse Schmid remporte le ski cross », 21 février 2010 (consulté le 6 février 2014).
34. ↑  « Skicross : déception pour Ophélie David, le bronze pour Josserand », sur lemonde.fr, Le Monde, 23 février 2010 (consulté le 5 février 2014).
35. ↑  « Ski : les Italiens en force à Alta Badia, Richard 3e », 20 décembre 2009 (consulté le 26 janvier 2014).
36. ↑  « JO : La descente homme reportée à lundi », 13 février 2010 (consulté le 7 février 2014).
37. ↑  « JO 2010 : le Suisse Didier Défago décroche l'or de la descente », 15 février 2010 (consulté le 7 février 2014).
38. ↑  « Le Norvégien Svindal remporte le super-G », 19 février 2010 (consulté le 7 février 2014).
39. ↑  « L'Américain Bode Miller arrache enfin l'or olympique », 21 février 2010 (consulté le 7 février 2014).
40. ↑  « JO 2010 : Cyprien Richard en embuscade en slalom géant, Miller éliminé », 23 février 2010 (consulté le 8 février 2014).
41. ↑  « JO 2010 : la descente féminine, un grand saut dans le vide ? », 17 février 2010 (consulté le 19 février 2014).
42. ↑  « JO 2010 : Taïna Barioz frappe un grand coup dans la première manche du slalom géant », 24 février 2010 (consulté le 19 février 2014).
43. ↑  « JO 2010 : l'Allemande Rebensburg en or sur le géant, la Française Barioz déçue », 25 février 2010 (consulté le 19 février 2014).
44. ↑  « Maria Riesch remporte le slalom, Sandrine Aubert cinquième », 26 février 2010 (consulté le 19 février 2014).
45. ↑  Jean-Jacques Larrochelle, « Vincent Vittoz décroche l'or après un retour à couper le souffle », 21 février 2005 (consulté le 2 février 2014).
46. ↑  « JO 2010 : le fondeur suisse Cologna en or, le Français Vittoz 5e », 15 février 2010 (consulté le 3 mars 2014).
47. ↑  « Ski de fond : chutes et bâtons cassés pour le sprint français », 22 février 2010 (consulté le 3 mars 2014).
48. ↑  « Objectif atteint, mais bilan en trompe-l'œil pour les Bleus aux Jeux », 1er mars 2010 (consulté le 3 mars 2014).

- sports-reference.com, Sports Reference LLC

1. ↑  (en) « Sandrine Bailly » (consulté le 25 janvier 2014).
2. ↑  (en) « Sylvie Becaert » (consulté le 25 janvier 2014).
3. ↑  (en) « Marie Dorin » (consulté le 3 février 2014).
4. ↑  (en) « Marie-Laure Brunet » (consulté le 3 février 2014).
5. ↑  (en) « François Braud » (consulté le 30 janvier 2014).
6. ↑  (en) « Jonathan Felisaz » (consulté le 30 janvier 2014).
7. ↑  (en) « Maxime Laheurte » (consulté le 30 janvier 2014).
8. ↑  (en) « Sébastien Lacroix » (consulté le 30 janvier 2014).
9. ↑  (en) « France at the 2002 Salt Lake City Winter Games » (consulté le 22 janvier 2014).
10. ↑  (en) « Yann Fricheteau » (consulté le 25 janvier 2014).
11. ↑  (en) « Brian Joubert » (consulté le 1er février 2014).
12. 1 2  (en) « Yannick Bonheur » (consulté le 1er février 2014).
13. ↑  (en) « Vanessa James » (consulté le 1er février 2014).
14. ↑  (en) « Fabian Bourzat » (consulté le 1er février 2014).
15. ↑  (en) « Nathalie Péchalat » (consulté le 1er février 2014).
16. 1 2  (en) « Alexis Contin » (consulté le 25 janvier 2014).
17. 1 2  (en) « Pascal Briand » (consulté le 25 janvier 2014).
18. ↑  (en) « Emmanuel Chedal » (consulté le 23 janvier 2014).
19. 1 2  (en) « Stéphanie Bouvier » (consulté le 29 janvier 2014).
20. ↑  (en) « Véronique Pierron » (consulté le 29 janvier 2014).
21. ↑  (en) « Maxime Châtaignier » (consulté le 29 janvier 2014).
22. ↑  (en) « Jean-Charles Mattei » (consulté le 29 janvier 2014).
23. ↑  (en) « Thibaut Fauconnet » (consulté le 29 janvier 2014).
24. ↑  (en) « Benjamin Macé » (consulté le 29 janvier 2014).
25. ↑  (en) « Jeremy Masson » (consulté le 29 janvier 2014).
26. ↑  (en) « Grégory Saint-Géniès » (consulté le 25 janvier 2014).
27. ↑  (en) « Ophélie David » (consulté le 5 février 2014).
28. ↑  (en) « Chloé Georges » (consulté le 5 février 2014).
29. ↑  (en) « Marion Josserand » (consulté le 5 février 2014).
30. ↑  (en) « Pierre Ochs » (consulté le 5 février 2014).
31. ↑  (en) « Arnaud Burille » (consulté le 5 février 2014).
32. ↑  (en) « Anthony Benna » (consulté le 5 février 2014).
33. ↑  (en) « Gauthier de Tessières » (consulté le 26 janvier 2014).
34. ↑  (en) « David Poisson » (consulté le 26 janvier 2014).
35. ↑  (en) « Guillermo Fayed » (consulté le 26 janvier 2014).
36. ↑  (en) « Adrien Théaux » (consulté le 26 janvier 2014).
37. ↑  (en) « Johan Clarey » (consulté le 26 janvier 2014).
38. ↑  (en) « Steve Missillier » (consulté le 26 janvier 2014).
39. ↑  (en) « Thomas Mermillod-Blondin » (consulté le 26 janvier 2014).
40. ↑  (en) « Maxime Tissot » (consulté le 26 janvier 2014).
41. ↑  (en) « Sandrine Aubert » (consulté le 27 janvier 2014).
42. 1 2  (en) « Claire Dautherives » (consulté le 27 janvier 2014).
43. 1 2  (en) « Maxime Tissot » (consulté le 27 janvier 2014).
44. 1 2  (en) « Nastasia Noens » (consulté le 27 janvier 2014).
45. ↑  (en) « Anémone Marmottan » (consulté le 27 janvier 2014).
46. ↑  (en) « Olivia Bertrand » (consulté le 27 janvier 2014).
47. ↑  (en) « Ingrid Jacquemod » (consulté le 27 janvier 2014).
48. ↑  (en) « Marie Marchand-Arvier » (consulté le 27 janvier 2014).
49. ↑  (en) « Marion Rolland » (consulté le 27 janvier 2014).
50. ↑  (en) « Aurélie Revillet » (consulté le 27 janvier 2014).
51. ↑  (en) « Vincent Vittoz » (consulté le 2 février 2014).
52. ↑  (en) « Emmanuel Jonnier » (consulté le 2 février 2014).
53. ↑  (en) « Jean-Marc Gaillard » (consulté le 2 février 2014).
54. ↑  (en) « Cyril Miranda » (consulté le 2 février 2014).
55. ↑  (en) « Maurice Manificat » (consulté le 2 février 2014).
56. ↑  (en) « Robin Duvillard » (consulté le 2 février 2014).
57. ↑  (en) « Karine Philippot » (consulté le 2 février 2014).
58. ↑  (en) « Cécile Storti » (consulté le 2 février 2014).
59. ↑  (en) « Émilie Vina » (consulté le 2 février 2014).
60. ↑  (en) « Aurore Cuinet » (consulté le 2 février 2014).
61. ↑  (en) « Célia Bourgeois » (consulté le 2 février 2014).
62. 1 2 3  « Mathieu Bozzetto » (consulté le 8 février 2014).
63. ↑  « Sylvain Dufour » (consulté le 8 février 2014).
64. ↑  « Aluan Ricciardo » (consulté le 17 février 2014).
65. ↑  « Arthur Longo » (consulté le 17 février 2014).
66. ↑  « 2010 Vancouver Winter Games » (consulté le 3 mars 2014).

- Brochure des résultats officiels Biathlon, Comité d'organisation des Jeux olympiques et paralympiques d'hiver de 2010 à Vancouver (COVAN)

[PDF]Vancouver 2010 : brochure des résultats officiels de biathlon (13 au 26 février), LA84 Foundation, octobre 2010, 156 p. (lire en ligne)
1. ↑  p. 29.
2. ↑  p. 30.
3. ↑  p. 58.
4. ↑  p. 56.
5. ↑  p. 87.
6. ↑  p. 89.
7. ↑  p. 90.
8. ↑  p. 93.
9. 1 2  p. 102.
10. ↑  p. 103.
11. 1 2 3 4  p. 131.
12. 1 2 3  p. 14.
13. ↑  p. 16.
14. ↑  p. 17.
15. ↑  p. 19.
16. 1 2  p. 44.
17. ↑  p. 71.
18. ↑  p. 73.
19. ↑  p. 76.
20. ↑  p. 109.
21. ↑  p. 110.
22. 1 2 3 4 5  p. 116.

- Brochure des résultats officiels Ski alpin, Comité d'organisation des Jeux olympiques et paralympiques d'hiver de 2010 à Vancouver (COVAN)

[PDF]Vancouver 2010 : brochure des résultats officiels de ski alpin (13 au 27 février), LA84 Foundation, octobre 2010, 571 p. (lire en ligne)
1. 1 2  p. 308-309.
2. 1 2  p. 337-338.
3. ↑  p. 393.
4. ↑  p. 410.
5. ↑  p. 408.
6. 1 2 3  p. 445-446.
7. ↑  p. 451.
8. ↑  p. 519.
9. ↑  p. 524.
10. ↑  p. 530.
11. ↑  p. 62.
12. ↑  p. 85.
13. ↑  p. 86.
14. ↑  p. 104.
15. ↑  p. 102.
16. ↑  p. 127.
17. ↑  p. 151.
18. ↑  p. 156.
19. ↑  p. 218.
20. ↑  p. 219.
21. ↑  p. 224.
22. ↑  p. 223.

- Brochure des résultats officiels Ski de fond, Comité d'organisation des Jeux olympiques et paralympiques d'hiver de 2010 à Vancouver (COVAN)

[PDF]Vancouver 2010 : brochure des résultats officiels de ski alpin (15 au 28 février), LA84 Foundation, octobre 2010, 125 p. (lire en ligne)
1. ↑  p. 24.
2. ↑  p. 26.
3. ↑  p. 27.
4. ↑  p. 40.
5. ↑  p. 44.
6. ↑  p. 45.
7. ↑  p. 60.
8. ↑  p. 61.
9. ↑  p. 64.
10. ↑  p. 74.
11. 1 2 3  p. 75.
12. ↑  p. 107.
13. ↑  p. 10-11.
14. ↑  p. 39.
15. ↑  p. 46-47.
16. ↑  p. 70.
17. ↑  p. 86.
18. ↑  p. 97.

- Brochure des résultats officiels Snowboard, Comité d'organisation des Jeux olympiques et paralympiques d'hiver de 2010 à Vancouver (COVAN)

[PDF]Vancouver 2010 : brochure des résultats officiels de snowboard (15 au 27 février), LA84 Foundation, octobre 2010, 112 p. (lire en ligne)
1. ↑  p. 104.
2. 1 2 3  p. 106.
3. ↑  p. 78.
4. ↑  p. 83.
5. ↑  p. 87.
6. ↑  p. 60.
7. ↑  p. 61.
8. ↑  p. 92.
9. 1 2 3  p. 93.
10. ↑  p. 65.
11. ↑  p. 70.
12. ↑  p. 74.
13. ↑  p. 52.
14. ↑  p. 54.

### Autres références
1. ↑  « Cargese sur la route de Vancouver », sur franceolympique.com, Comité national olympique et sportif français (consulté le 22 janvier 2014).
2. ↑  Guide de l'athlète et de la délégation française : Jeux olympiques de Vancouver, Comité national olympique et sportif français, 76 p. (lire en ligne), p. 24.
3. ↑  Pascal Charrier, « Alain Méthiaz : « La France peut battre son record de médailles » », sur la-croix.com, La Croix, 12 février 2010 (consulté le 22 janvier 2014).
4. ↑  « Alain Méthiaz : « une mission exaltante » », sur franceolympique.com, Comité national olympique et sportif français (consulté le 22 janvier 2014).
5. ↑  « Masseglia: « Une dizaine de médailles » », sur eurosport.fr, Eurosport, 2 février 2010 (consulté le 22 janvier 2014).
6. ↑  Dossier de presse, Comité national olympique et sportif français, 12 janvier 2010, 68 p. (lire en ligne), p. 63-64.
7. ↑  (es) « El tricolor en los Olímpicos de Invierno », El Colombiano,‎ 13 février 2010 (lire en ligne).
8. ↑  « La cérémonie d'ouverture des Jeux endeuillée par la mort d'un athlète », sur liberation.fr, Libération, 13 février 2010 (consulté le 20 février 2014).
9. ↑  [PDF] (en) « Porte-drapeaux à la cérémonie d'ouverture des Jeux Olympiques d'hiver de 2010 à Vancouver », sur olympic.org, Comité international olympique (consulté le 20 février 2014).
10. ↑  « JO-2010 : Vincent Defrasne désigné porte-drapeau de la délégation française », sur defense.gouv.fr, Ministère de la Défense (consulté le 20 février 2014).
11. ↑  « Vincent Defrasne remporte l'or au finish », sur olympic.org, Comité international olympique, 10 février 2006 (consulté le 20 février 2014).
12. 1 2  (en) Lindsay Kines, « "These Games have lifted us up," Furlong tells Olympians », The Gazette,‎ 1er mars 2010 (lire en ligne).
13. ↑  « Sandrine Bailly porte-drapeau », sur ffs.fr, Fédération française de ski, 28 février 2010 (consulté le 20 janvier 2014).
14. ↑  (en) [PDF] « The Flagbearers for the Vancouver 2010 Closing Ceremony », Comité international olympique, 28 février 2010 (consulté le 20 février 2014).
15. ↑  Romain Scotto, « Defrasne nommé porte-drapeau... par défaut », sur 20minutes.fr, 20 minutes, 13 janvier 2010 (consulté le 20 février 2014).
16. ↑  Fabrice Rigobert, Gilles Halais, « Porte-drapeau des JO de Vancouver : une élection truquée ? », sur franceinfo.fr, France Info, 13 janvier 2010 (consulté le 20 février 2014).
17. 1 2  (fr) « Jay et Dorin sur une bonne lancée », L'équipe.fr, 16 février 2010
18. ↑  (fr) « Lamy Chappuis en or », L'équipe.fr, 14 février 2010
19. ↑  (fr) « La folle semaine de M. Fourcade », L'équipe.fr, 22 février 2010
20. ↑  (fr) « Le relais français en argent », L'équipe.fr, 23 février 2010
21. ↑  (fr) « Anthonioz, flèche d'argent », L'équipe.fr, 17 février 2010
22. 1 2 3 4  La performance est qu'il s'agit ici d'une course contre des concurrents prenant la forme de tournoi à élimination directe. C'est le résultat à la finale ou à la petite finale qui détermine les résultats. Contrairement aux épreuves de ski de fond ou de biathlon, il n'y a pas de course ou de temps unique.
23. ↑  (fr) « Brunet a visé juste », L'équipe.fr, 16 février 2010
24. ↑  (fr) « Jay poursuit son rêve », L'équipe.fr, 16 février 2010
25. ↑  (fr) « Le bronze pour Josserand », L'équipe.fr, 23 février 2010
26. ↑  (fr) « Ramoin, le bronze en douce », L'équipe.fr, 16 février 2010
27. ↑  (fr) « "Pour moi, c'est de l'or" », L'équipe.fr, 28 février 2010
28. 1 2  « Presque le grand bleu », sur eurosport.fr, Eurosport, 28 février 2006 (consulté le 3 février 2014).
29. ↑  (en) « Vincent Defrasne », sur services.biathlonresults.com, Union internationale de biathlon (consulté le 3 février 2014).
30. ↑  « Defrasne : Je serai conquérant », sur eurosport.fr, Eurosport, 12 février 2010 (consulté le 5 février 2014).
31. ↑  (en) « Simon Fourcade », sur services.biathlonresults.com, Union internationale de biathlon (consulté le 3 février 2014).
32. ↑  François-Xavier Rallet, « S. Fourcade leader », sur eurosport.fr, Eurosport, 24 janvier 2010 (consulté le 5 février 2014).
33. ↑  « Biathlon : Vincent Jay gagne à Vancouver », sur ffs.fr, Fédération française de ski, 12 mars 2009 (consulté le 3 février 2014).
34. ↑  « Bailly décroche l'or à la poursuite », sur eurosport.fr, La Dépêche, 17 mars 2003 (consulté le 3 février 2014).
35. ↑  « Sandrine Bailly », sur jo-hiver-vancouver-2010.francetv.fr, France Télévisions (consulté le 3 février 2014).
36. ↑  « Bailly annonce sa retraite », sur lequipe.fr, L'Équipe, 24 février 2010 (consulté le 3 février 2014).
37. ↑  « Question à Sandrine Bailly : Je suis capable de rivaliser avec les meilleures » [archive du 20 février 2014], sur voixdujura.fr, Voix du Jura, 14 février 2010 (consulté le 3 février 2014).
38. 1 2  « Vincent Jay offre l'or à la France, en remportant le sprint du biathlon », sur ladepeche.fr, La Dépêche, 14 février 2010 (consulté le 5 février 2014).
39. 1 2 3  [PDF] « Systèmes de qualification pour les XXIes Jeux olympiques d'hiver, Vancouver 2010 », Union internationale de biathlon, 2008 (consulté le 29 janvier 2014).
40. ↑  François-Xavier Rallet, « Bailly, un podium pour finir », sur eurosport.fr, Eurosport, 27 mars 2010 (consulté le 3 février 2014).
41. ↑  « Sylvie Becaert : « Mon sport me passionne » », sur franceolympique.com, Comité national olympique et sportif français (consulté le 3 février 2014).
42. ↑  Thomas Siniecki, « Biathlon : Vincent Jay en or », sur lejdd.fr, Le Journal du dimanche, 14 février 2010 (consulté le 5 février 2014).
43. ↑  « JO/biathlon : Vincent Jay remporte l'or », sur lefigaro.fr, Le Figaro, 14 février 2010 (consulté le 5 février 2014).
44. ↑  Matthieu Goar, « Biathlon : Vincent Jay décroche le bronze en poursuite », sur 20minutes.fr, 20 minutes, 17 février 2010 (consulté le 5 février 2014).
45. ↑  Axel Capron, « Jay fait le plein de bonheur », sur lejdd.fr, Le Journal du dimanche, 16 février 2010 (consulté le 5 février 2014).
46. ↑  « JO : les biathlètes français finissent sur un couac, Aubert sans médaille », sur leparisien.fr, Le Parisien, 26 février 2010 (consulté le 5 février 2014).
47. ↑  « Biathlon : le bronze inattendu de Marie Dorin, 1re médaille française », 13 février 2010 (consulté le 4 février 2014).
48. ↑  Pierre Lagrue, « Lamy Chappuis Jason (1986-) », Encyclopædia Universalis (consulté le 30 janvier 2014).
49. 1 2  François-Xavier Rallet, « Lamy-Chappuis : Être bon le jour J », sur eurosport.fr, Eurosport, 14 février 2010 (consulté le 30 janvier 2014).
50. ↑  « Lamy-Chappuis : Objectif JO », sur lequipe.fr, L'Équipe, 3 janvier 2010 (consulté le 30 janvier 2014).
51. 1 2  [PDF] « Systèmes de qualification pour les XXIes Jeux olympiques d'hiver, Vancouver 2010 », Fédération internationale de ski, 2008 (consulté le 29 janvier 2014).
52. ↑  François-Xavier Rallet, « Felisaz sera le 4e », sur eurosport.fr, Eurosport, 14 février 2010 (consulté le 30 janvier 2014).
53. ↑  Maxime Dupuis, « Lamy-Chappuis 5e », sur eurosport.fr, Eurosport, 14 février 2010 (consulté le 30 janvier 2014).
54. 1 2 3 4 5 6 7  [PDF]Vancouver 2010 : brochure des résultats officiels de combiné nordique (14 au 25 février), LA84 Foundation, octobre 2010, 58 p. (lire en ligne).
55. ↑  Maxime Dupuis, « Fabuleux Lamy-Chappuis ! », sur eurosport.fr, Eurosport, 14 février 2010 (consulté le 30 janvier 2014).
56. ↑  Thomas Bonnet, « Lamy-Chappuis : Tout donner », sur eurosport.fr, Eurosport, 15 février 2010 (consulté le 30 janvier 2014).
57. ↑  François-Xavier Rallet, « Les Bleus 5e avant le fond », sur eurosport.fr, Eurosport, 23 février 2010 (consulté le 31 janvier 2014).
58. ↑  « Les Bleus au pied du podium », sur eurosport.fr, Eurosport, 23 février 2010 (consulté le 1er février 2014).
59. ↑  « L'énorme désillusion », sur eurosport.fr, Eurosport, 25 février 2010 (consulté le 1er février 2014).
60. ↑  « Combiné nordique/grand tremplin: Lamy-Chappuis déçu », sur liberation.fr, Libération, 26 février 2010 (consulté le 1er février 2014).
61. 1 2  « Thomas Dufour : « Le curling, une passion… » », sur franceolympique.com, Comité national olympique et sportif français (consulté le 22 janvier 2014).
62. 1 2 3 4  [PDF] « Systèmes de qualification pour les XXIes Jeux olympiques d'hiver, Vancouver 2010 », Fédération mondiale de curling, 2008 (consulté le 22 janvier 2014).
63. ↑  [PDF] (en) « Ford World Men's Curling Championships 2007 Final Rankings », sur results.worldcurling.org, Fédération mondiale de curling (consulté le 22 janvier 2014).
64. ↑  [PDF] (en) « World Men's Curling Championship 2008 Final Rankings », sur results.worldcurling.org, Fédération mondiale de curling (consulté le 22 janvier 2014).
65. ↑  [PDF] (en) « Ford World Men's Curling Championship 2009 », sur results.worldcurling.org, Fédération mondiale de curling (consulté le 22 janvier 2014).
66. ↑  « Curling: la France débute par une victoire face à la Chine », sur ladepeche.fr, La Dépêche, 17 février 2010 (consulté le 23 janvier 2014).
67. ↑  « La France battue par la Grande-Bretagne », sur tempsreel.nouvelobs.com, Le Nouvel Observateur, 18 février 2010 (consulté le 23 janvier 2014).
68. ↑  « La France bat le Danemark 6-5 », sur leparisien.fr, Le Parisien, 23 février 2010 (consulté le 23 janvier 2014).
69. ↑  « Curling - J0 Vancouver Hommes 2010 - Round Robin », sur lequipe.fr, L'Équipe (consulté le 23 janvier 2014).
70. ↑  (en) « Girod, Thomas », sur fil-luge.org, Fédération internationale de luge de course (consulté le 25 janvier 2014).
71. 1 2  [PDF] « Systèmes de qualification pour les XXIes Jeux olympiques d'hiver, Vancouver 2010 », Fédération internationale de luge de course, 2008 (consulté le 25 janvier 2014).
72. ↑  (en) « Viessmann Luge World Cup 2009/2010 Standing - World Cup Men », sur file-luge.org, Fédération internationale de luge de course (consulté le 25 janvier 2014).
73. ↑  (en) « Viessmann Luge World Cup 2009/2010 Cesana Pariol (ITA) 29.01.- 31.01.2010 », sur usaluge.org, Fédération internationale de luge de course (consulté le 25 janvier 2014).
74. ↑  « Après la mort d'un sportif géorgien, le départ de la luge masculine est abaissé », 13 février 2010 (consulté le 25 janvier 2014).
75. 1 2 3  [PDF]Vancouver 2010 : brochure des résultats officiels de luge (13 au 17 février), LA84 Foundation, octobre 2010, 81 p. (lire en ligne), p. 49.
76. ↑  Jean-Julien Ezvan, « Brian Joubert entre ambition et polémique », sur lefigaro.fr, Le Figaro, 15 février 2010 (consulté le 1er février 2014).
77. ↑  « Florent Amodio, la perle venue du Brésil », sur leparisien.fr, Le Parisien, 17 février 2010 (consulté le 1er février 2014).
78. ↑  Damien Burnier, « Le patinage prend des couleurs », sur lejdd.fr, Le Journal du dimanche, 14 février 2010 (consulté le 1er février 2014).
79. ↑  Romain Scotto, « Delobel - Schoenfelder veulent accoucher du titre », sur 20minutes.fr, 20 minutes, 19 février 2010 (consulté le 1er février 2014).
80. ↑  Jean-Julien Ezvan, « Delobel-Schoenfelder, le pari d'une vie », sur lefigaro.fr, Le Figaro, 19 février 2010 (consulté le 1er février 2014).
81. 1 2 3  [PDF] « Systèmes de qualification pour les XXIes Jeux olympiques d'hiver, Vancouver 2010 », International Skating Union, 2008 (consulté le 29 janvier 2014).
82. 1 2 3  [PDF]Vancouver 2010 : brochure des résultats officiels de patinage artistique (14 au 25 février), LA84 Foundation, octobre 2010, 155 p. (lire en ligne).
83. ↑  François Le Fur, « Briand sur la voie olympique », sur letelegramme.fr, Le Télégramme, 2 février 2010 (consulté le 25 janvier 2014).
84. ↑  Dominique Morvan, « Le Breton Pascal Briand raconte son aventure », sur letelegramme.fr, Le Télégramme, 19 février 2010 (consulté le 25 janvier 2014).
85. 1 2  [PDF] « Systèmes de qualification pour les XXIes Jeux olympiques d'hiver, Vancouver 2010 », International Skating Union, 2008 (consulté le 25 janvier 2014).
86. 1 2 3 4  [PDF]Vancouver 2010 : brochure des résultats officiels de patinage de vitesse (13 au 27 février), LA84 Foundation, octobre 2010, 120 p. (lire en ligne).
87. ↑  « Ce soir, Alexis le malouin patine pour une médaille », sur letelegramme.fr, Le Télégramme, 23 février 2010 (consulté le 25 janvier 2014).
88. 1 2  « Trois Bleus qualifiés », sur eurosport, Eurosport, 12 février 2010 (consulté le 24 janvier 2014).
89. 1 2 3  [PDF] « Systèmes de qualification pour les XXIes Jeux olympiques d'hiver, Vancouver 2010 », Fédération mondiale de curling, 2009 (consulté le 23 janvier 2014).
90. 1 2 3 4 5 6 7 8  [PDF]Vancouver 2010 : brochure des résultats officiels de saut à ski (12 au 22 février), LA84 Foundation, octobre 2010, 51 p. (lire en ligne).
91. ↑  François-Xavier Rallet, « La France éliminée », sur eurosport.fr, Eurosport, 22 février 2010 (consulté le 24 janvier 2014).
92. ↑  [PDF] « Systèmes de qualification pour les XXIes Jeux olympiques d'hiver, Vancouver 2010 », International Skating Union, 2008 (consulté le 29 janvier 2014).
93. ↑  Sébastien Petit, « Les Bleus en mode mineur », sur europsort.fr, Eurosport, 14 février 2010 (consulté le 29 janvier 2014).
94. 1 2 3 4 5 6 7 8  [PDF]Vancouver 2010 : brochure des résultats officiels de luge (13 au 26 février), LA84 Foundation, octobre 2010, 81 p. (lire en ligne).
95. ↑  « Thibaut Fauconnet s'arrête en quarts » (consulté le 29 janvier 2014).
96. 1 2  « Relais short-track : la France ira en finale », sur ladepeche.fr, La Dépêche, 18 février 2010 (consulté le 29 janvier 2014).
97. 1 2  Alain Jégou, « Un Val-de-Marnais à Vancouver », sur cg94.fr, Conseil général du Val-de-Marne, 19 février 2010 (consulté le 27 janvier 2014).
98. ↑  Jean-Julien Ezvan, « Skeleton : le grand frisson la tête la première », sur lefigaro.fr, Le Figaro, 17 février 2010 (consulté le 27 janvier 2014).
99. ↑  « Il a ramé pour y arriver », sur lequipe.fr, L'Équipe, 18 février 2010 (consulté le 27 janvier 2014).
100. 1 2 3  [PDF] « Systèmes de qualification pour les XXIes Jeux olympiques d'hiver, Vancouver 2010 », Fédération internationale de bobsleigh et de tobogganing, 2008 (consulté le 28 janvier 2014).
101. ↑  (en) « FIBT RANKING Skeleton Men (2009/2010) », sur fibt.com, Fédération internationale de bobsleigh et de tobogganing, 16 janvier 2010 (consulté le 29 janvier 2014).
102. 1 2 3 4  [PDF]Vancouver 2010 : brochure des résultats officiels de luge (18 au 19 février), LA84 Foundation, octobre 2010, 81 p. (lire en ligne).
103. 1 2  Jean Berthelot de La Glétais, « JO de Vancouver - Ophélie David, reine du skicross, veut gagner avec panache », sur francesoir.fr, France-Soir, 22 février 2010 (consulté le 5 février 2014).
104. ↑  « Le défi olympique d'Ophélie David », sur franceolympique.com, Comité national olympique et sportif français (consulté le 5 février 2014).
105. ↑  « Skicross : 1re victoire de Marion Josserand », sur ffs.fr, Fédération française de ski, 6 janvier 2009 (consulté le 5 février 2014).
106. ↑  Lionel Froissart, « Enak Gavaggio n’ira plus chercher des cross », sur liberation.fr, Libération, 20 février 2010 (consulté le 5 février 2014).
107. ↑  « Ted, au nom de la famille Piccard », sur leparisien.fr, Le Parisien, 21 février 2010 (consulté le 5 février 2014).
108. 1 2 3  [PDF] « Systèmes de qualification pour les XXIes Jeux olympiques d'hiver, Vancouver 2010 », Fédération internationale de ski, 2009 (consulté le 6 février 2014).
109. ↑  « Freestyle/Bosses - Qualifications : le Français Colas en tête », sur ladepeche.fr, La Dépêche du Midi, 14 février 2010 (consulté le 6 février 2014).
110. 1 2 3 4 5 6 7 8  [PDF]Vancouver 2010 : brochure des résultats officiels de ski acrobatique (13 au 25 février), LA84 Foundation, octobre 2010, 95 p. (lire en ligne).
111. ↑  « Déception pour Guilbaut Colas » (consulté le 6 février 2014).
112. ↑  Raphaëlle Peltier, « La déception de Guilbaut Colas », sur ladepeche.fr, L'Express, 15 février 2010 (consulté le 6 février 2014).
113. ↑  (en) « Val d'Isère (FRA) 04.02.2009 FIS World Ski Championships - Men's Super-G », sur data.fis-ski.com, Fédération internationale de ski (consulté le 26 janvier 2014).
114. ↑  (en) « Val d'Isère (FRA) 13.02.2009 FIS World Ski Championships - Men's Giant Slalom », sur data.fis-ski.com, Fédération internationale de ski (consulté le 26 janvier 2014).
115. ↑  (en) « David Poisson - Last result », sur data.fis-ski.com, Fédération internationale de ski (consulté le 26 janvier 2014).
116. ↑  (en) « Guillermo Fayed - Last result », sur data.fis-ski.com, Fédération internationale de ski (consulté le 26 janvier 2014).
117. ↑  (en) « Val d'Isère (FRA) 07.02.2009 FIS World Ski Championships - Men's Downhill », sur data.fis-ski.com, Fédération internationale de ski (consulté le 26 janvier 2014).
118. ↑  « Clarey avec les meilleurs », sur ladepeche.fr, La Dépêche, 21 décembre 2009 (consulté le 26 janvier 2014).
119. ↑  « Mondiaux Val-d'Isère : Julien Lizeroux décroche une médaille d'argent », sur lepoint.fr, Le Point, 15 février 2009 (consulté le 26 janvier 2014).
120. ↑  François-Xavier Rallet, « Julien reste Lizeroux », sur eurosport.fr, Eurosport, 1er février 2010 (consulté le 26 janvier 2014).
121. ↑  (en) « Val d'Isère (FRA) 07.02.2009 FIS World Ski Championships - Men's Slalom », sur data.fis-ski.com, Fédération internationale de ski (consulté le 26 janvier 2014).
122. ↑  « JO : Ils représenteront le Chablais à Vancouver », sur lemessager.fr, Le Messager, 11 février 2010 (consulté le 27 janvier 2014).
123. ↑  (en) « Val d'Isère (FRA) 09.02.2009 FIS World Ski Championships - Men's Super Combined », sur data.fis-ski.com, Fédération internationale de ski (consulté le 26 janvier 2014).
124. 1 2  « Libre comme Aubert », sur lequipe.fr, L'Équipe, 26 février 2010 (consulté le 27 janvier 2014).
125. ↑  « Sandrine Aubert: Un rêve de gosse », sur metronews.fr, Metronews, 9 février 2010 (consulté le 27 janvier 2014).
126. ↑  « Alpin : Nastasia Noens en bronze », sur ffs.fr, Fédération française de ski, 28 février 2008 (consulté le 27 janvier 2014).
127. 1 2  Dino Di Meo, « Tessa Worley, la petite qui vise le géant », sur liberation.fr, Libération, 24 février 2010 (consulté le 27 janvier 2014).
128. ↑  (en) « Val d'Isère (FRA) 12.02.2009 FIS World Ski Championships - Ladies' Giant Slalom », sur data.fis-ski.com, Fédération internationale de ski (consulté le 27 janvier 2014).
129. ↑  « Slalom géant de Lienz: Taïna Barioz s'offre son premier podium », sur ladepeche.fr, La Dépêche, 28 décembre 2009 (consulté le 27 janvier 2014).
130. ↑  « Jacquemod surprend son monde », sur eurosport.fr, Eurosport, 7 janvier 2005 (consulté le 27 janvier 2014).
131. ↑  « Marie Marchand Arvier prête à foncer d'entrée », sur franceolympique.com, Comité national olympique et sportif français (consulté le 27 janvier 2014).
132. ↑  « L'Américaine Lindsey Vonn championne du monde de descente à Val-d'Isère », sur france-amerique.com, France-Amérique, 9 février 2009 (consulté le 27 janvier 2014).
133. 1 2 3  [PDF] « Systèmes de qualification pour les XXIes Jeux olympiques d'hiver, Vancouver 2010 », Fédération internationale de ski, 2009 (consulté le 25 janvier 2014).
134. ↑  Pierre Lagrue, « Vancouver (Jeux olympiques de) 2010: Contexte, organisation, bilan », Encyclopædia Universalis (consulté le 21 mars 2014).
135. ↑  « Lizeroux boucle le fiasco français », sur RMC Sport, 27 février 2010
136. ↑  « VANCOUVER 2010/SKI ALPIN Fin de saison pour de Tessières », sur Ski Chrono, 23 février 2010
137. ↑  « Richard : Une déception », sur ledauphine.com, Le Dauphiné libéré, 23 février 2010 (consulté le 8 février 2014).
138. ↑  Sophie Tourondel, « Le genou pour Rolland », sur sport24.lefigaro.fr, Le Figaro, 18 février 2010 (consulté le 19 février 2014). Lien wikiwix.
139. ↑  « Vittoz : Motivé », sur eurosport.fr, Eurosport, 25 février 2010 (consulté le 2 février 2014).
140. ↑  « Jonnier : Aucun regret », sur eurosport.fr, Eurosport, 26 février 2006 (consulté le 2 février 2014).
141. ↑  « Darragon, le revers de la médaille », sur tempsreel.nouvelobs.com, Le Nouvel Observateur, 24 février 2006 (consulté le 2 février 2014).
142. ↑  « Darragon, le revers de la médaille » [archive du 18 février 2014], sur lest-eclair.fr, L'Est-Éclair, 16 février 2010 (consulté le 2 février 2014).
143. 1 2 3  [PDF] « Systèmes de qualification pour les XXIes Jeux olympiques d'hiver, Vancouver 2010 », Fédération internationale de ski, 2009 (consulté le 29 janvier 2014).
144. ↑  « Vincent Vittoz face à son rendez-vous » [archive du 11 mars 2014], sur lest-eclair.fr, L'Est-Éclair, 14 février 2010 (consulté le 24 février 2014).
145. ↑  « Palmarès de Mathieu Bozzetto », sur lequipe.fr, L'Équipe (consulté le 8 février 2014).
146. ↑  « Bozzetto fait de la résistance », sur lejdd.fr, Le Journal du dimanche, 28 février 2010 (consulté le 8 février 2014).
147. ↑  « Attention Sylvain Dufour entre en gare ! », sur ledapuhine.com, Le Dauphiné libéré, 27 novembre 2009 (consulté le 8 février 2014).
148. ↑  Matthieu Payen, « Mathieu Crépel: « Nos figures sont de plus en plus dangereuses » », sur 20minutes.fr, 20 minutes, 11 février 2010 (consulté le 17 février 2014).
149. ↑  Jean-Pierre Harispuru, « Le Pyrénéen de La Mongie Mathieu Crépel, libre comme l'air », sur ladepeche.fr, La Dépêche, 17 février 2010 (consulté le 17 février 2014).
150. ↑  Paul Leclerc, « L'objectif olympique de Gary Zebrowski », sur ladepeche.pf, La Dépêche de Tahiti, 6 octobre 2009 (consulté le 17 février 2014).
151. ↑  « Championnats de France de Snowboard à Risoul : Résultats », sur ffs.fr, Fédération française de ski, 6 avril 2009 (consulté le 17 février 2014).
152. ↑  Romain Scotto, « Pierre Vaultier: « Avec les Jeux, on devient des bêtes de scènes » », sur 20minutes.fr, 20 minutes, 23 janvier 2010 (consulté le 17 février 2014).
153. ↑  « Du bronze au cœur », sur eurosport.fr, Eurosport, 16 février 2006 (consulté le 17 février 2014).
154. 1 2 3  [PDF] « Systèmes de qualification pour les XXIes Jeux olympiques d'hiver, Vancouver 2010 », Fédération internationale de ski, 2009 (consulté le 22 janvier 2014).
155. ↑  « Lesa Mayes-Stringer suspendue à une décision politique », 28 octobre 2009
156. ↑  « Vancouver 2010 - Tableau des médailles », sur lequipe.fr, L'Équipe (consulté le 3 mars 2014).
157. ↑  (en) [PDF] « Vancouver 2010 Olympic Winter Games Rights Holding Broadcasters », sur olympic.org, Comité international olympique (consulté le 15 janvier 2014).
158. ↑  « JO 2010 : "Très bonne audience pour France TV" », sur Le Figaro, 1er mars 2010
159. ↑  « JO d'hiver : le bilan des audiences sur France télévisions », sur Le Blog TV News, 1er mars 2010
160. ↑  « Annecy 2018 : chronique d'un fiasco annoncé », sur Le JDD, 3 juillet 2011
161. ↑  « Annecy 2018 : une candidature dans l'impasse », sur Le Monde, 13 décembre 2010
162. ↑  « JO d'hiver de 2018: Annecy, cause (perdue) nationale », sur Slate, 6 juillet 2011
163. ↑  « Annecy-2018 : Vancouver, le rendez-vous décisif », sur Le Dauphiné, 11 février 2010
164. ↑  « Annecy, la longue route vers 2018 », sur Le Figaro, 24 mars 2010
165. ↑  (en) « Vancouver 2010 », sur upu.int/fr.html, Union postale universelle (consulté le 18 janvier 2014).
166. ↑  (en) « Vancouver 2010 », sur upu.int/fr.html, Union postale universelle (consulté le 18 janvier 2014).